# Vitesse in het seizoen 2013/14
|               | Eredivisie | KNVB beker | Europa League | Play- offs | Totaal |
| ------------- | ---------- | ---------- | ------------- | ---------- | ------ |
| Wedstrijden   | 34         | 3          | 2             | 2          | 41     |
| Gewonnen      | 15         | 2          | 0             | 0          | 17     |
| Gelijk        | 10         | 0          | 1             | 0          | 11     |
| Verloren      | 9          | 1          | 1             | 2          | 13     |
| Thuis         | 17         | 1          | 1             | 1          | 20     |
| Uit           | 17         | 2          | 1             | 1          | 21     |
| Gele kaarten  | 59         | 0          | 6             | 3          | 68     |
| 2× gele kaart | 0          | 0          | 0             | 0          | 0      |
| Rode kaarten  | 1          | 0          | 0             | 0          | 1      |
| Doelsaldo     | +16        | +5         | −1            | −4         | +16    |
| voor          | 65         | 9          | 2             | 1          | 77     |
| tegen         | 49         | 4          | 3             | 5          | 61     |
| ‘De Nul’      | 7          | 1          | 0             | 0          | 8      |

Vitesse kwam in het seizoen 2013/2014 voor het 25e seizoen op rij uit in de hoogste klasse van het betaald voetbal, de Eredivisie. Daarnaast nam het Arnhemse elftal deel aan het toernooi om de KNVB beker en speelde het Europees voetbal om de UEFA Europa League.

## Samenvatting
Op 1 augustus 2013 speelde Vitesse de eerste officiële wedstrijd van het seizoen in de derde voorronde van de Europa League: uit tegen Petrolul Ploiești werd met 1–1 gelijkgespeeld. De return thuis werd een week later met 1–2 verloren waardoor Vitesse was uitgeschakeld in Europa.
Vitesse speelde haar eerste wedstrijd in de Eredivisie op zondag 4 augustus thuis tegen Heracles Almelo en won deze wedstrijd met 3–1.

In de Eredivisie eindigde Vitesse met 55 punten op de 6e plaats; Vitesse speelde daardoor play-offs om Europees voetbal. In de eerste ronde was FC Groningen de tegenstander, waarvan twee keer werd verloren. Vitesse eindigde hierdoor als 8e in de officiële eindstand.
Bij de competitiewedstrijden bezochten gemiddeld 19.002 toeschouwers Vitesse in GelreDome.
Het toernooi om de KNVB beker begon voor de clubs uit het betaald voetbal met de tweede ronde in september 2013. Begin juli 2013 lootte Vitesse een uitwedstrijd tegen RVVH of JOS Watergraafsmeer. Door de winst van RVVH in de eerste ronde op 28 augustus 2013, speelde Vitesse op woensdag 25 september uit in Ridderkerk. Na de winst tegen RVVH lootte Vitesse een thuiswedstrijd tegen Vv Noordwijk in de derde ronde. Op 30 oktober won Vitesse van Noordwijk zodat de achtste finale behaald werd. In de achtste finale werd met 3–1 verloren van Roda JC Kerkrade waarmee het bekertoernooi voor Vitesse ten einde kwam.

### Voorbereiding

#### Juni
De eerste training van het seizoen 2013/14 vond plaats op 20 juni 2013, onder leiding van de nieuwe trainer Peter Bosz. In totaal stonden er 24 spelers op het veld, waaronder negen spelers uit de jeugd en oud-speler Tim Cornelisse die zijn conditie op peil hield. Bij elkaar waren aanwezig: de keepers Houwen, Room, Velthuizen, de verdedigers Berends, Cornelisse, Van der Heijden, Kasjia, Mori, Van der Struijk, de middenvelders Gosens, Janssen, Lieftink, Osman, Pröpper, Vink en aanvallers Tsjantoeria, Darri, Hamdaoui, Huisman, Kallon, Qazaishvili, Reis, Talsma en Tighadouini.
Afwezig waren de internationals Bony, Van Ginkel, Ibarra en Pedersen, zij hadden nog vakantie; daarnaast was Havenaar actief op de Confederations Cup in Brazilië en speelden Meerits en Van de Streek op huurbasis bij FC Flora Tallinn.

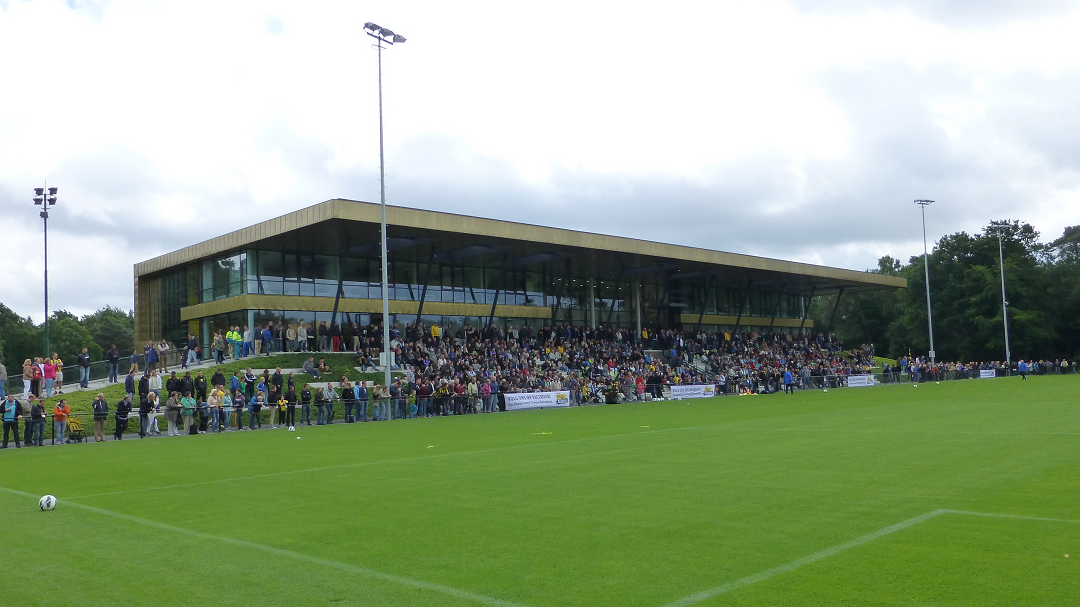
Publiek bij de "eerste training" op 23 juni

- Op 22 juni 2013 werd de eerste oefenwedstrijd uit tegen SV de Valleivogels met 1–13 gewonnen.[10]
- De eerste voor het publiek openbare training vond plaats op zondag 23 juni 2013.[11][12] Bijna 3000 supporters bezochten de training op het hoofdveld van de accommodatie op Papendal, waarbij de selectie voor het eerst het nieuwe thuis-tenue droeg.[13][14]
- Vanaf 25 juni was Vitesse op trainingskamp in Hoenderloo.[15]
- Op 28 juni was Marko Vejinović de eerste aanwinst van Vitesse deze zomer; hij presenteerde het nieuwe uit-tenue op de website van Vitesse en werd zo aan de supporters voorgesteld.[16]
- Op de laatste dag van het trainingskamp, zaterdag 29 juni, won Vitesse een oefenwedstrijd tegen OWIOS in Oldebroek met 0–11.[17] Vitesse speelde hierbij voor het eerst in het nieuwe uit-tenue.

#### Juli
- Op 1 juli bracht Vitesse naar buiten dat Ted van Leeuwen voorlopig op interim basis aanbleef als technisch directeur.[3]
- Kelvin Leerdam tekende een contract voor vier seizoenen op 2 juli.[18]
- Op donderdag 4 juli sloten Bony, Ibarra en Pedersen weer bij de selectie aan; daarnaast trainden ook Leerdam en Vejinović voor het eerst mee.[19] Marco van Ginkel ontbrak, hij was bezig met een transfer naar Chelsea FC.[20]
- Op vrijdag 5 juli trainde Gaël Kakuta weer mee met de selectie; Vitesse wilde hem voor een tweede seizoen huren.[21] Marco van Ginkel vertrok definitief naar Chelsea FC.[22] Patrick van Aanholt liet via Twitter weten dat de kans groot was dat hij nog een jaar bij Vitesse zou verblijven.[23]
- Op zaterdag 6 juli won Vitesse een oefenwedstrijd tegen Voorwaarts Twello in Hoenderloo met 5–0.[24] Bony, Kakuta en Van Aanholt waren aanwezig maar kwamen niet in actie; Marco van Ginkel nam afscheid van de selectie.
- Op zondag 7 juli maakte Vitesse bekend Patrick van Aanholt wederom een seizoen te huren van Chelsea FC.[25]
- Op 8 juli maakte Vitesse bekend dat Mohammed Allach per 1 oktober 2013 de nieuwe Technisch Directeur zou worden; hij kwam over van de KNVB waar hij de functie van technisch manager vervulde.[4]
- Op 9 juli trainde Patrick van Aanholt voor het eerst weer mee met de selectie; Wilfried Bony was niet aanwezig, hij leek te vertrekken naar Swansea City AFC.[26]
- Op 11 juli 2013 vertrok Wilfried Bony definitief naar Swansea City AFC.[27][28] Vitesse ontving een transfersom van 12 miljoen pond (ongeveer 14 miljoen euro), een clubrecord.
- Op 12 juli had Vitesse Gaël Kakuta en Jeroen Houwen aan de selectie van het eerste elftal toegevoegd.[29] Kakuta zat ook bij de wedstrijdselectie voor het duel tegen Standard Luik.[30]
- Op zondag 14 juli won Vitesse een oefenwedstrijd tegen Standard Luik met 0–1 in Waver; Jonathan Reis maakte het enige doelpunt.[31] Reis speelde deze wedstrijd nog met rugnummer 13 maar zou dit nummer inwisselen voor nummer 9.[32]
- Op dinsdag 16 juli werden de eerste elftalfoto's gemaakt.[33] Mike Havenaar was weer bij de selectie aangesloten, hij had een langere vakantie in verband met de Confederations Cup.[34] Leo Heere was aanwezig als clubarts; Tjeerd de Vries, op 20 juni nog aangekondigd als nieuwe clubarts, stond niet langer tussen de staf op de website van Vitesse.
- Op vrijdag 19 juli lootte Vitesse tegen Petrolul Ploiești of Víkingur Gøta voor de derde voorronde van de UEFA Europa League 2013/14.[35] Later op de dag verloor Vitesse een oefenwedstrijd tegen K. Lierse SK met 2–1 in Lier.[36] Tijdens het oefenduel waren er buiten het stadion enkele ongeregeldheden.[37]
- Vanaf zondag 21 juli organiseerde Vitesse een Fanweek, met elke dag activiteiten op een andere plaats in de regio.[38][39]
- Op zaterdag 27 juli, de laatste dag van de Fanweek, speelde Vitesse een oefenwedstrijd tegen Bayer 04 Leverkusen in GelreDome.[40][41] Vitesse verloor de wedstrijd tegen Bayer Leverkusen met 0–4.[42] Vanaf deze oefenwedstrijd waren de onderste rijen van de Oost-tribune weer opengesteld voor publiek; deze plaatsen waren sinds 2005 niet meer in gebruik.[43] Alleen via losse verkoop was er toegang tot deze "Veldring".
- Op 30 juli vertrok Eloy Room op huurbasis naar Go Ahead Eagles; in de selectie werd hij vervangen door Marko Meerits die terugkeerde van verhuur aan FC Flora Tallinn.[44]
- Op woensdag 31 juli vertrok een selectie van 19 spelers naar Roemenië, waar Vitesse een dag later in Ploiești de eerste officiële wedstrijd van het seizoen zou spelen.[45]

### Competitie / Competitieseizoen
Eredivisie, verloop punten en stand:
| Speelronde         | 01 | 02 | 03 | 04 | 05 | 06 | 07 | 08 | 09 | 10 | 11 | 12 | 13 | 14 | 15 | 16 | 17 | 18 | 19 | 20 | 21 | 22 | 23 | 24 | 25 | 26 | 27 | 28 | 29 | 30 | 31 | 32 | 33 | 34 | Eindstand |
| ------------------ | -- | -- | -- | -- | -- | -- | -- | -- | -- | -- | -- | -- | -- | -- | -- | -- | -- | -- | -- | -- | -- | -- | -- | -- | -- | -- | -- | -- | -- | -- | -- | -- | -- | -- | --------- |
| Punten, speelronde | 3  | 0  | 1  | 3  | 1  | 3  | 3  | 0  | 0  | 3  | 1  | 3  | 3  | 3  | 3  | 3  | 3  | 1  | 3  | 1  | 1  | 0  | 1  | 0  | 3  | 3  | 3  | 0  | 0  | 1  | 1  | 0  | 1  | 0  | Eindstand |
| Punten, totaal     | 3  | 3  | 4  | 7  | 8  | 11 | 14 | 14 | 14 | 17 | 18 | 21 | 24 | 27 | 30 | 33 | 36 | 37 | 40 | 41 | 42 | 42 | 43 | 43 | 46 | 49 | 52 | 52 | 52 | 53 | 54 | 54 | 55 | 55 | 55        |
| Stand              | 4  | 9  | 10 | 8  | 8  | 5  | 2  | 6  | 7  | 6  | 6  | 2  | 1  | 1  | 1  | 1  | 1  | 2  | 2  | 2  | 2  | 3  | 4  | 4  | 3  | 3  | 2  | 3  | 5  | 4  | 4  | 4  | 5  | 6  | 8 *       |

0* Officiële eindstand, na de Play-offs.
Legenda:

Winst Gelijk Verlies
| Plaats     | Kwalificatie voor                                 |
| ---------- | ------------------------------------------------- |
| 1e         | Groepsfase Champions League                       |
| 2e         | Derde voorronde Champions League                  |
| 3e         | Play-offs ronde Europa League                     |
| 4e         | Derde voorronde Europa League                     |
| 5e t/m 8e  | Play-offs voor de tweede voorronde Europa League  |
| 9e t/m 15e | –                                                 |
| 16e & 17e  | Play-offs tegen degradatie naar de Eerste divisie |
| 18e        | Degradatie naar de Eerste divisie                 |

#### Augustus
- Op donderdag 1 augustus 2013 speelde Vitesse de eerste officiële wedstrijd van het seizoen. In de derde voorronde van de Europa League 2013/14 speelde Vitesse uit tegen het Roemeense Petrolul Ploiești met 1–1 gelijk.[5] Het Vitesse-doelpunt werd gemaakt door Reis uit een strafschop. Voorafgaand aan de wedstrijd overleed een meegereisde supporter in Ploiești; supporters van beide teams herdachten deze supporter tijdens de wedstrijd.[46][47]
- Op zondag 4 augustus won Vitesse haar eerste competitiewedstrijd in de Eredivisie 2013/14 met 3–1, thuis tegen Heracles Almelo.[7] De Vitesse-doelpunten werden gemaakt door Leerdam, Pedersen en Ibarra; oud-Vitessenaar Matthew Amoah maakte het doelpunt voor Heracles. Voor Theo Janssen was dit de 234e Eredivisiewedstrijd voor Vitesse; hij werd hiermee houder van het clubrecord.[48] Giorgi Tsjantoeria kon deze wedstrijd in de basis starten, terwijl tot kort voor de wedstrijd nog werd uitgegaan dat hij geschorst was.[49]
- Op 7 augustus maakte Vitesse bekend dat Cristián Cuevas dit seizoen gehuurd zou worden van Chelsea.[50] Hij verbleef voorlopig in Chili in afwachting van zijn werkvergunning.

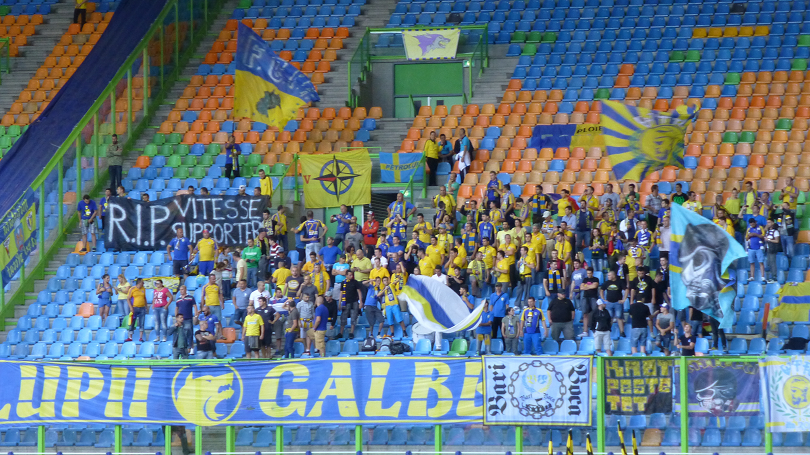
8 augustus: supporters Petrolul Ploiești tonen spandoek om de op 1 augustus overleden Vitesse-supporter Johan Wagendorp te gedenken

- Op donderdag 8 augustus speelde Vitesse de return in de derde voorronde van de Europa League. Thuis verloor Vitesse in de laatste minuut met 1–2 van Petrolul Ploiești waardoor Vitesse was uitgeschakeld in Europa.[6] Van der Heijden maakte het doelpunt voor Vitesse. Voorafgaand aan de wedstrijd werd de op 1 augustus in Roemenië overleden Vitesse-supporter Johan Wagendorp herdacht.
- Op 9 augustus maakte Vitesse bekend dat ook Lucas Piazon dit seizoen gehuurd zou worden van Chelsea.[51] Omdat de Braziliaan een Italiaans paspoort heeft hoefde hij geen werkvergunning af te wachten en kon daardoor binnen enkele dagen al aansluiten bij de selectie.
- Op zondag 11 augustus verloor Vitesse de eerste uitwedstrijd in de Eredivisie 2013/14 met 4–2 tegen RKC Waalwijk. De Vitesse-doelpunten werden gemaakt door Leerdam en Qazaishvili.
- Op 14 augustus trainde Lucas Piazon voor het eerst mee met de selectie.[52]
- Op zaterdag 17 augustus speelde Vitesse uit tegen Roda JC Kerkrade met 1–1 gelijk. Het Vitesse-doelpunt werd gemaakt door Qazaishvili; de wedstrijd was het debuut van Lucas Piazon.
- Op 21 augustus werd Marcus Pedersen verhuurd aan Barnsley FC voor het lopende seizoen.[53] Zijn contract werd hierbij met één seizoen verlengd, tot medio 2015. Vitesse had in het huurcontract de optie om Pedersen in de winter terug te halen of te verkopen.
- Op zondag 25 augustus won Vitesse thuis van FC Twente met 1–0 door een doelpunt van Havenaar. Vitesse hield voor het eerst dit seizoen in een officiële wedstrijd "de nul"; Vitesse won voor het eerst sinds 9 maart 2002 thuis van FC Twente.
- Op 27 augustus trainde Cristián Cuevas voor het eerst mee met de selectie.[54]
- Op woensdag 28 augustus speelden RVVH en JOS Watergraafsmeer tegen elkaar in de eerste ronde van de KNVB beker. De winnaar RVVH werd de tegenstander van Vitesse in de tweede ronde op 25 september.

#### September
- Op zondag 1 september speelde Vitesse uit tegen AZ met 1–1 gelijk. Het Vitesse-doelpunt werd gemaakt door Reis.
De huur van twee spelers werd deze dag bekendgemaakt: Christian Atsu van Chelsea FC en Francisco Santos da Silva Júnior van Everton FC.[55][56]
- Op maandag(avond) 2 september eindigde de zomerse transferperiode in Nederland. Nog net voor het verstrijken van de deadline werd Sam Hutchinson aan de selectie toegevoegd.[57]
- Op zaterdag 14 september zou Vitesse uit tegen ADO Den Haag spelen, maar de wedstrijd werd afgelast omdat het veld door wateroverlast niet bespeelbaar was. Op 17 september werd de inhaaldatum vastgesteld op 2 oktober 2013, 15:30 uur.
- Het uitvak voor de derby tegen NEC was op 21 september binnen een uur uitverkocht.[58]
- Op zondag 22 september speelde Vitesse thuis tegen de koploper PEC Zwolle; Vitesse won met 3-0 door doelpunten van Piazon (2x) en Leerdam. Francisco Santos da Silva Júnior maakte zijn debuut. De wedstrijd stond in het teken van de jaarlijkse Airborne-duel, waarbij Vitesse in een maroon-rood en blauw gestreept shirt speelde.
- Op woensdag 25 september won Vitesse in de tweede ronde van de KNVB beker met 1–3, uit tegen RVVH. De Vitesse-doelpunten werden gemaakt door Janssen, Kasjia en Van der Heijden.
- Op 26 september lootte Vitesse een thuiswedstrijd tegen Vv Noordwijk in de derde ronde van de KNVB beker.
- Op zondag 29 september won Vitesse de derby uit tegen NEC met 2–3. De Vitesse-doelpunten werden gemaakt door Leerdam, Janssen (uit een strafschop) en Piazon (in blessuretijd).

#### Oktober
- Op 1 oktober begon Mohammed Allach als nieuwe technisch directeur.[59]
- Op woensdag 2 oktober haalde Vitesse 's middags de eerder afgelaste uitwedstrijd tegen ADO Den Haag in; ook deze dag is het veld in zeer slechte staat, maar ondanks protesten keurde de scheidsrechter het veld goed.[60] Vitesse zou bij winst de koppositie pakken, maar Vitesse verloor met 2–1. Het Vitesse-doelpunt werd gemaakt door Pröpper.
- Op 4 oktober werd het veld van ADO Den Haag alsnog afgekeurd, voor de wedstrijd een dag later; de "grasmatsoap" maakte dat Vitesse zich beraadde op te nemen acties.[61]
- Op zondag 6 oktober verloor Vitesse thuis van Feyenoord met 1–2; het Vitesse-doelpunt werd gemaakt door Havenaar. De wedstrijd was het debuut van Christian Atsu. Theo Janssen viel in de 78e minuut met een knieblessure uit.
- Op 8 oktober bleek, na een kijkoperatie een dag eerder, dat de knieblessure van Theo Janssen ernstiger was dan aanvankelijk gedacht; Janssen was waarschijnlijk tot het einde van het seizoen uitgeschakeld.[62]
- Op zaterdag 19 oktober won Vitesse uit bij sc Heerenveen met 2–3 na eerst met 2–0 achter te hebben gestaan. De Vitesse-doelpunten werden gemaakt door Piazon (2x) en Van Aanholt.
- Op dinsdag 22 oktober werd Aleksandr Tsjigirinski de nieuwe eigenaar van Vitesse; hij nam de aandelen over van Merab Jordania.[2] Tsjigirinski was sinds de overname van Vitesse in 2010 door Jordania al als financier bij de club betrokken.[63]
- Op zondag 27 oktober speelde Vitesse thuis tegen FC Groningen gelijk met 2–2. De Vitesse-doelpunten werden gemaakt door Havenaar en Pröpper.
- Op woensdag 30 oktober won Vitesse thuis met 5–0 van Vv Noordwijk in de derde ronde van de KNVB beker. De wedstrijd was het debuut van Sam Hutchinson.
- Op 31 oktober lootte Vitesse een uitwedstrijd tegen Roda JC Kerkrade voor de achtste finale van de KNVB beker.

#### November
- Op zaterdag 2 november won Vitesse uit tegen Ajax met 0–1, waarbij het doelpunt werd gemaakt door Qazaishvili. Vitesse stond door dit resultaat een uur op de koppositie van de Eredivisie.
- Op zaterdag 9 november won Vitesse thuis tegen FC Utrecht met 3–1. De Vitesse-doelpunten werden gemaakt door Atsu, Havenaar en Pröpper. Door dit resultaat pakte Vitesse voor het eerst sinds 18 augustus 2006 de koppositie van de Eredivisie.[64]
- Op 12 november werd Davy Pröpper voor het eerst geselecteerd voor het Nederlands voetbalelftal. Hij is de 23e speler die namens Vitesse uitkwam voor Oranje.[65]
- Op 17 november werd Patrick van Aanholt voor het eerst geselecteerd voor het Nederlands voetbalelftal.[66]
- Op 19 november maakte Patrick van Aanholt zijn debuut bij het Nederlands voetbalelftal in een oefeninterland tegen Colombia.[67]
- Op zondag 24 november won Vitesse met 0–3 uit tegen Go Ahead Eagles. De doelpunten werden gemaakt door Piazon (2×, uit strafschop) en Kakuta. Vitesse bleef hierdoor koploper van de Eredivisie. Sinds de Eredivisie-seizoenstart scoorde Vitesse voor de 14e wedstrijd op rij, dit was een verbetering van het clubrecord.
- Op 26 november maakte Vitesse bekend dat het contract van Jonathan Reis per 1 december zou worden ontbonden.[68] De aanvaller had een doorlopend contract tot en met 30 juni 2016.

#### December
- Op zondag 1 december won Vitesse thuis met 3–0 van SC Cambuur door doelpunten van Vejinović, Kelvin Leerdam en Tsjantoeria. Vitesse bleef hiermee koploper van de Eredivisie.
- Op zaterdag 7 december won Vitesse uit tegen PSV met 2–6; voor het eerst scoorde Vitesse meer dan twee doelpunten in een officiële uitwedstrijd tegen PSV.[69] Voor Vitesse scoorden Piazon, Havenaar, Leerdam, Pröpper (2x) en Van Aanholt in deze wedstrijd. Door deze overwinning bleef Vitesse aan kop in de competitie.
- Op dinsdag 10 december kreeg Mike Havenaar een schikkingsvoorstel van vier wedstrijden schorsing van de aanklager betaald voetbal voor een actie tegen Stijn Schaars in de op 7 december gespeelde competitiewedstrijd.[70] Vitesse accepteerde het voorstel niet, waardoor de tuchtcommissie zich op 12 december over de zaak zou buigen.[71]
- Bert Roetert werd op 10 december per direct de nieuwe voorzitter van de Raad van Commissarissen (RvC) van Vitesse; tevens trad Yevgeny Merkel toe tot de RvC.[1] Roetert nam de rol van voorzitter over van Merab Jordania die nu geen officiële functie meer had binnen de club.
- Op 13 december kreeg Mike Havenaar een schorsing van vier wedstrijden van de KNVB tuchtcommissie voor het trappen van Stijn Schaars op 7 december.[72] Vitesse ging in beroep en de schorsing werd daarom opgeschort tot het beroep behandeld werd.
- Op zondag 15 december won Vitesse thuis van NAC Breda met 3–2. De Vitesse-doelpunten werden gemaakt door Piazon (2x) en Leerdam. Vitesse bleef koploper van de Eredivisie; hiermee was de eerste herfsttitel van Vitesse in de Eredivisie een feit.[73]
- Op 18 december kreeg Mike Havenaar een gematigde straf van de commissie van beroep: een schorsing van drie wedstrijden (+ één voorwaardelijk).[74] Havenaar was nu per direct geschorst.
- Op woensdag 18 december verloor Vitesse uit bij Roda JC Kerkrade met 3–1 in de achtste finale van de KNVB beker; hiermee kwam het bekertoernooi voor Vitesse ten einde. Van Aanholt maakte de enige treffer voor Vitesse.
- Op zaterdag 21 december speelde Vitesse uit tegen Heracles Almelo met 2–2 gelijk. De Vitesse-doelpunten werden gemaakt door Van Aanholt en Piazon. Vitesse verloor hiermee de koppositie van de Eredivisie.

#### Januari
- Op 2 januari 2014 maakte Vitesse bekend dat Bertrand Traoré werd gehuurd van Chelsea; tegelijkertijd vertrokken Sam Hutchinson en Gaël Kakuta, zij gingen de omgekeerde weg.[75] Daarnaast vertrokken ook de Braziliaanse broers Alex en Anderson Santos da Vitória naar Botafogo; hun contract was ontbonden.[76]
- Op vrijdag 3 januari 2014 vond de eerste training van het jaar plaats.[77] Ook de Servische verdediger Ivan Obradović trainde mee, hij was op proef en zou ook afreizen met de selectie naar het trainingskamp in Abu Dhabi.[78] Daarnaast vertrok Adnane Tighadouini naar NAC Breda.[79]
- Van zondag 5 tot en met zaterdag 11 januari verbleef de selectie in Abu Dhabi voor een wintertrainingskamp. Dan Mori kreeg als Israëliër last minute toch geen toestemming om naar de Verenigde Arabische Emiraten af te reizen en moest dus in Nederland achterblijven.[80]
- Op maandag 6 januari werd de spits Uroš Đurđević vastgelegd met een contract voor vier en een half seizoen.[81]
- Op dinsdag 7 januari speelde Vitesse een oefenwedstrijd tegen VfL Wolfsburg, de nummer vijf uit de Duitse Bundesliga; Vitesse won met 3–2. De Vitesse-doelpunten werden gemaakt door Havenaar, Piazon en Tsjantoeria, daarnaast scoorde Bas Dost beide treffers voor Wolfsburg. Dost geeft na de wedstrijd aan dat Vitesse hem wilde aantrekken voor de tweede seizoenshelft.[82]
- Op 9 januari maakte Vitesse bekend dat Zakaria Labyad voor anderhalf seizoen gehuurd werd van Sporting Clube de Portugal.[83]
- Op vrijdag 10 januari speelde Vitesse een oefenwedstrijd tegen Hamburger SV. Tegen de nummer 14 uit de Duitse Bundesliga werd met 0–0 gelijkgespeeld.
- Op woensdag 15 januari tekende Rochdi Achenteh voor twee en een half jaar bij Vitesse; hij kwam over van PEC Zwolle.[84]
- Op zaterdag 18 januari speelde Vitesse de eerste competitiewedstrijd van 2014 uit tegen PEC Zwolle. Vitesse won met 1–2 door doelpunten van Atsu en Van Aanholt. De wedstrijd was het debuut van Zakaria Labyad.
- Vanaf 20 januari was Uroš Đurđević speelgerechtigd voor Vitesse.[85] Hij scoorde diezelfde dag twee doelpunten in een competitiewedstrijd van Jong Vitesse.[86]
- Vanaf 24 januari was Bertrand Traoré speelgerechtigd voor Vitesse.[87]
- Op zondag 26 januari speelde Vitesse thuis tegen NEC; de Gelderse derby eindigde in een 1–1 gelijkspel met Vitesse-doelpunt van Mori. De wedstrijd was het debuut van Bertrand Traoré.
- Op 27 januari 2014 publiceerde Vitesse het financieel jaarverslag over het seizoen 2012/2013; er was een nettoverlies van bijna 24,5 miljoen euro, wat meer dan gecompenseerd was door de eigenaren middels agiostortingen.[88] Als gevolg hiervan was het eigen vermogen gestegen tot net geen 18 miljoen euro positief en daarnaast waren de schulden uit het verleden per 11 juli 2013 afgelost.
- Brahim Darri werd per 27 januari voor een half seizoen verhuurd aan De Graafschap.[89]
- Op 29 januari haalde Vitesse Eloy Room terug van verhuur aan Go Ahead Eagles in verband met een blessure van tweede doelman Marko Meerits.[90]
- Op 30 januari presenteerde Vitesse een nieuwe shirtsponsor voor het resterende deel van het seizoen: Youfone.[91]
- Op vrijdag 31 januari speelde Vitesse uit tegen Feyenoord met 1–1 gelijk. Het Vitesse-doelpunt werd gemaakt door Goeram Kasjia. Vitesse was hiermee 12 wedstrijden op rij ongeslagen en scoorde voor de 21e wedstrijd op rij.

#### Februari
- Op dinsdag 4 februari verloor Vitesse thuis van AZ met 0–2. Dit was de eerste officiële wedstrijd van het seizoen waarin Vitesse niet scoorde.
- Op 7 februari meldde FC Eindhoven dat Cristián Cuevas op huurbasis was overgestapt naar de eerstedivisionist.[92]
- Op vrijdag 7 februari speelde Vitesse thuis tegen ADO Den Haag met 0–0 gelijk. De wedstrijd was het debuut van Uroš Đurđević.
- Vanaf 10 februari werd er een nieuwe grasmat voor GelreDome aangelegd; deze mat zou bij de thuiswedstrijd tegen RKC Waalwijk in gebruik genomen gaan worden.[93] De oude mat was in de zomer van 2011 aangelegd.
- Op zaterdag 15 februari verloor Vitesse uit bij FC Twente met 2–0. Van Aanholt kreeg een rode kaart.
- Op 17 februari accepteerde Vitesse het schikkingsvoorstel tot een schorsing van twee wedstrijden (+één voorwaardelijk) voor Patrick van Aanholt.[94]
- Op 19 februari maakte Vitesse bekend dat Giorgi Tsjantoeria vertrok naar CFR Cluj.[95]
- Op 20 februari maakte Vitesse bekend dat Francisco Santos da Silva Júnior op huurbasis vertrok naar Strømsgodset IF.[96]
- Op zondag 23 februari won Vitesse thuis van RKC Waalwijk met 3–1. De Vitesse-doelpunten werden gemaakt door Havenaar, Qazaishvili en Atsu. De wedstrijd was het debuut van Rochdi Achenteh.

#### Maart
- Op zaterdag 1 maart won Vitesse thuis van Roda JC Kerkrade met 3–0 door doelpunten van Havenaar (2x) en Vejinović.
- Op 4 maart kondigde Theo Janssen aan dat hij per direct stopte als profvoetballer; hij kampte sinds 6 oktober 2013 met een tweetal knieblessures waardoor hij de laatste maanden niet meer in actie kwam.[97] Sinds zijn debuut op 9 december 1998 speelde Janssen in totaal 289 officiële wedstrijden voor Vitesse waarin hij 30 doelpunten maakte. Per 1 juli 2014 zou hij in dienst treden bij Vitesse als scout en als specialistentrainer van de talenten.
- Op zaterdag 8 maart won Vitesse uit bij NAC Breda met 1–2. De Vitesse-doelpunten werden gemaakt door Labyad en Havenaar.
- Op zaterdag 15 maart verloor Vitesse thuis van PSV met 1–2 waarbij Labyad het doelpunt voor Vitesse scoorde.
- Op 18 maart werd de overeenkomst getekend waarmee Macron de nieuwe kledingsponsor werd voor de duur van vijf seizoenen, met ingang van seizoen 2014/'15.[98]
- Op 18 maart meldde Vitesse dat masseur Eduardo Santos per direct vertrekt naar FK Zenit Sint-Petersburg.[99]
- Op zaterdag 22 maart verloor Vitesse uit van FC Groningen met 3–1; het Vitesse-doelpunt werd gemaakt door Atsu. Voor doelman Piet Velthuizen was dit zijn 200e competitiewedstrijd voor Vitesse.
- Op 24 maart bevestigde Vitesse na commotie onder de supporters dat persvoorlichter en woordvoerder Ester Bal op korte termijn zou vertrekken.[100][101][102] Ester Bal was 16 jaar in dienst bij de club en in 2011 benoemd tot Zilveren Vitessenaar.
- Op zaterdag 29 maart speelde Vitesse thuis tegen sc Heerenveen met 2–2 gelijk. De Vitesse-doelpunten werden gemaakt door Havenaar en Traoré.
- Op 30 maart werd bekend dat voormalig eigenaar Merab Jordania een stadionverbod van 3 jaar heeft gekregen bij Vitesse, na aangifte door de algemeen directeur Joost de Wit van bedreiging.[103] In de dagen hierna volgen beschuldigingen over en weer.[104]

#### April

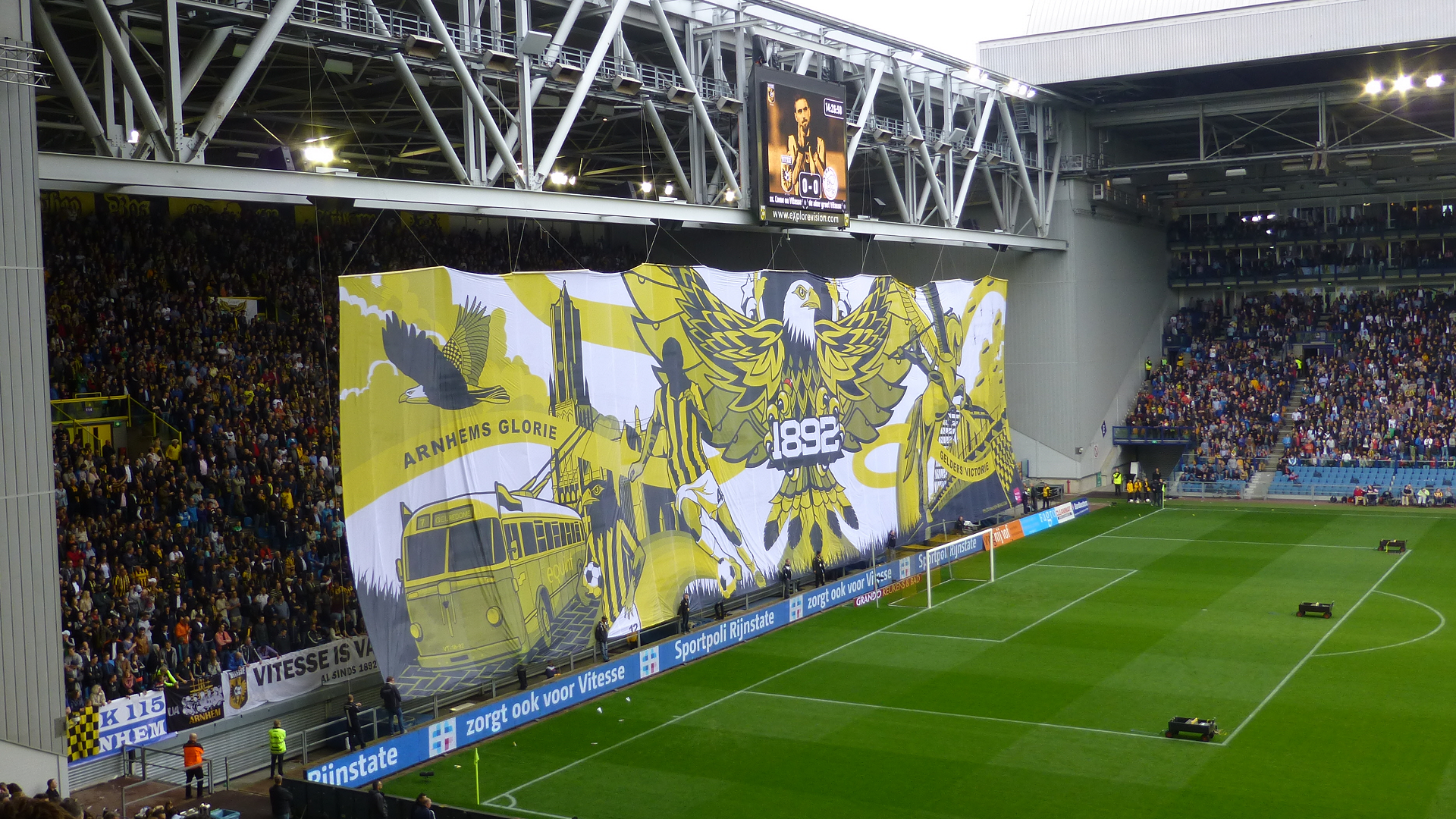
Groot spandoek voorafgaand aan de thuiswedstrijd tegen Ajax op 6 april

- Op 5 april werden de laatste kaarten voor de thuiswedstrijd tegen Ajax verkocht: GelreDome is uitverkocht met 25.500 toeschouwers.[105] Sinds de wedstrijd tegen Feyenoord op 19 oktober 2002 waren er niet meer zoveel toeschouwers.
- Op zondag 6 april speelde Vitesse thuis tegen Ajax met 1–1 gelijk; het Vitesse-doelpunt werd gemaakt door Traoré.
- Op zaterdag 12 april verloor Vitesse uit bij SC Cambuur met 4–3. De Vitesse-doelpunten werden gemaakt door Leerdam, Atsu en Traoré; Leerdam maakte ook een eigen doelpunt.
- Op zondag 27 april speelde Vitesse thuis tegen Go Ahead Eagles met 2–2 gelijk. De Vitesse-doelpunten werden gemaakt door Kasjia en Pröpper. In de rust werd afscheid genomen van de voetballer Theo Janssen; hij zou wel actief blijven in de jeugdopleiding en als scout. Atsu werd na afloop van de wedstrijd uitgeroepen tot speler van het jaar.

#### Mei
- Op zaterdag 3 mei verloor Vitesse in de laatste speelronde uit bij FC Utrecht met 2–1. Het Vitesse-doelpunt werd gemaakt door Labyad. Vitesse eindigde het reguliere competitieseizoen op de zesde plaats en zou hierdoor deelnemen aan de play-offs om Europees voetbal.
- Op woensdag 7 mei verloor Vitesse uit tegen FC Groningen met 1–0 in de eerste wedstrijd van de play-offs om Europees voetbal.
- Op zaterdag 10 mei verloor Vitesse ook de return thuis tegen FC Groningen in de eerste ronde van de play-offs om Europees voetbal, met 1–4. Pröpper maakte het enige doelpunt voor Vitesse.

### Tenue

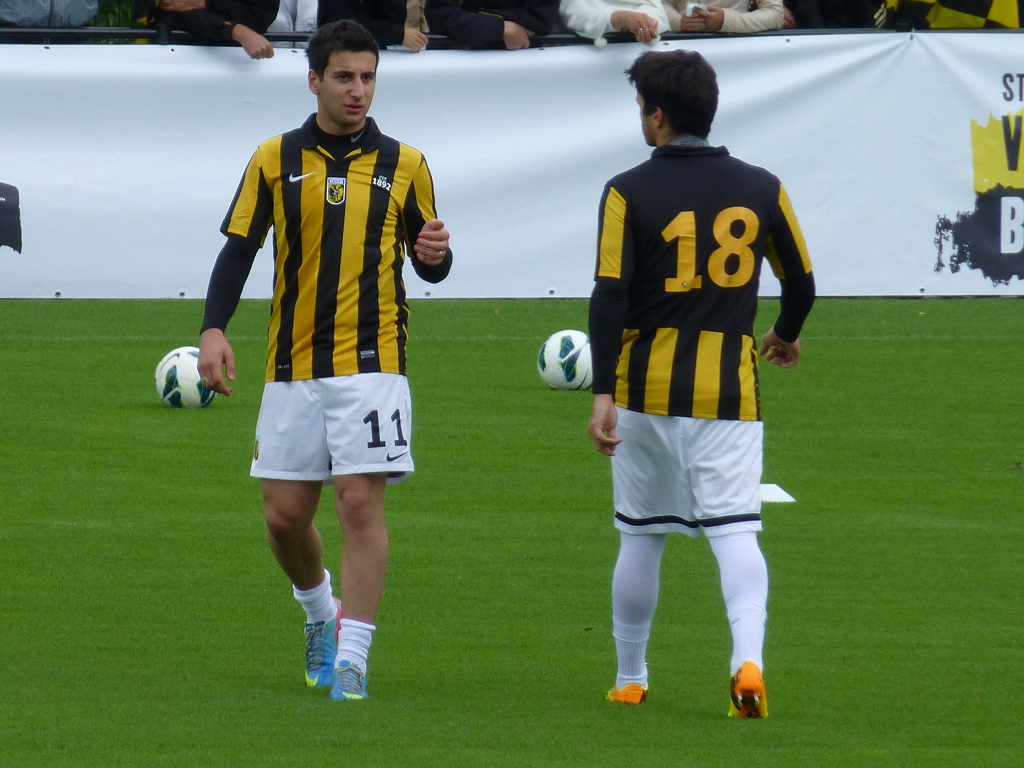
Chanturia en Qazaishvili in het thuis-tenue

Vitesse speelde en trainde in het seizoen 2013/'14 voor het tweede seizoen op rij in kleding van Nike. Na commotie over een mogelijk drastische wijziging van het thuisshirt besloot Vitesse ook in dit seizoen in een traditioneel geel-zwart gestreept shirt spelen. In de eerste helft van het seizoen stond er geen sponsor op het tenue, maar vanaf de uitwedstrijd tegen Feyenoord op 31 januari 2014 was Youfone de shirtsponsor.
| thuis, zonder sponsor | thuis, met sponsor | uit | keeper | airborne |

- Thuis-tenue

In vergelijking met het tenue van het vorige seizoen waren er slechts een aantal kleine wijzigingen: het Vitesse-logo op het shirt stond nu centraal op de borst, op de oude locatie (rechts op de borst) vervangen door de tekst "Est. 1892". Het rugnummer was geel (in plaats van wit) en aan de achterzijde van de broek waren onderaan de pijpen horizontale zwarte strepen toegevoegd. Het tenue werd gepresenteerd bij de eerste training op 23 juni 2013.
- Uit-tenue

Het uit-tenue was dit seizoen wit-blauw, refererend aan de stadskleuren van Arnhem. Net als bij het "thuis"-shirt stond het Vitesse-logo centraal op de borst en stond de tekst "Est. 1892" rechts op de borst. Het tenue werd op 28 juni 2013 gepresenteerd door Marko Vejinović.
- Airborne-tenue

De thuiswedstrijd op 22 september 2013 tegen PEC Zwolle (3–0) stond in het teken van de jaarlijkse Airborne herdenking, de 69e herdenking van de Slag om Arnhem. De Vitesse-spelers droegen maroon-rood/blauw gestreepte shirts met maroon-rode broek en sokken.

## Staf eerste elftal 2013/14

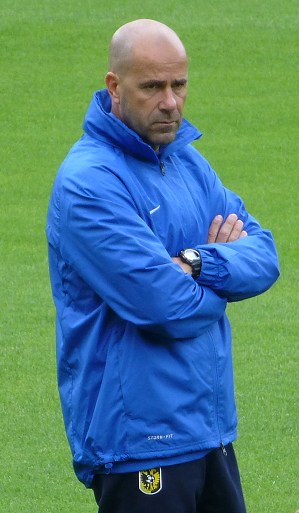
Hoofdtrainer Peter Bosz

Voorafgaand aan en gedurende het seizoen vonden er enkele wijzigingen plaats in de staf van het eerste elftal:
- Hoofdtrainer Fred Rutten verlengde zijn contract niet en verliet Vitesse na een enkel seizoen.[107] Peter Bosz werd binnengehaald als opvolger.[108][109]
- Hendrie Krüzen kwam met Bosz mee van Heracles Almelo en werd assistent-trainer.[108][109]
- Assistent-trainer Stanley Menzo vertrok naar K. Lierse SK om daar hoofdtrainer te worden.[110][111]
- Sportarts en hoofd medische zaken Edwin Goedhart vertrok naar de KNVB om daar manager sportgeneeskunde te worden.[112] Tjeerd de Vries werd aanvankelijk aangesteld als nieuwe clubarts, al nam oud-clubarts Leo Heere bij aanvang van het seizoen de functie eerst nog een tijd waar.[109][113] Na het maken van de elftalfoto's op 16 juli 2013 stond De Vries echter niet langer als staflid op de website van Vitesse, hij bleek definitief vervangen te zijn door Heere.
- Assistent-trainer Patrick Greveraars en spitsentrainer René Eijkelkamp hadden een aflopend contract waarop geen verlenging volgde.
- André Paus werd aangetrokken als trainer van de beloften en ging bij het eerste elftal assisteren als verdedigerstrainer.[114] Na een half seizoen vertrok Paus om hoofdtrainer te worden bij Valletta FC; hij nam ook voormalig technisch directeur Ted van Leeuwen mee.[115][116]
- Per 24 januari 2014 verving John Lammers de vertrokken André Paus als trainer van Jong Vitesse; Lammers werd ook spitsentrainer bij het eerste elftal.[115]
- Half maart 2014 vertrok masseur Eduardo Santos naar FK Zenit Sint-Petersburg.[99] Jasper Steens, fysiotherapeut van Jong Vitesse, zou de taken tot het einde van het seizoen overnemen.

Aanblijvende leden trainersstaf:
- Assistent-trainer Albert Capellas Herms had een doorlopend contract tot medio 2014.
- Keeperstrainer Raimond van der Gouw had een aflopend contract maar verlengde zijn verbintenis met een jaar.[117]
- Terry Peters bleef actief als loop- en conditietrainer.

Overzicht trainersstaf
|                    | Naam                  | Functie                  | Contract tot |
| ------------------ | --------------------- | ------------------------ | ------------ |
| Vlag van Nederland | Peter Bosz            | Hoofdtrainer/Coach       | 30 juni 2015 |
| Vlag van Nederland | Hendrie Krüzen        | Assistent-trainer        | 30 juni 2015 |
| Vlag van Spanje    | Albert Capellas Herms | Assistent-trainer        | 30 juni 2014 |
| Vlag van Nederland | André Paus            | Verdedigers-trainer      | 30 juni 2014 |
| Vlag van Nederland | John Lammers          | Spitsen-trainer          | 30 juni 2014 |
| Vlag van Nederland | Raimond van der Gouw  | Keeperstrainer           | 30 juni 2014 |
| Vlag van Nederland | Terry Peters          | Loop- en conditietrainer | ?            |

Overige staf
|                    | Naam              | Functie        |
| ------------------ | ----------------- | -------------- |
| Vlag van Nederland | Leo Heere         | Clubarts       |
| Vlag van Nederland | Jos Kortekaas     | Fysiotherapeut |
| Vlag van Nederland | Gerard Verwaaijen | Masseur        |
| Vlag van Brazilië  | Eduardo Santos    | Masseur / EPI  |
| Vlag van Nederland | Marco Kamphuis    | Materiaalman   |
| Vlag van Nederland | Chris van Dee     | Materiaalman   |

## Selectie in het seizoen 2013/14
Tot de selectie 2013/14 worden alle spelers gerekend die gedurende (een deel van) het seizoen tot de selectie van het eerste elftal hebben behoord volgens Vitesse.nl, dus ook als ze bijvoorbeeld geen wedstrijd gespeeld hebben of tijdens het seizoen zijn vertrokken naar een andere club. De spelers van Jong Vitesse worden hier ook tot de selectie gerekend, als ze bij minimaal 1 officiële wedstrijd van het eerste elftal tot de wedstrijdselectie behoorden.

### Selectie
| Nr.             |                       | Naam                             | Contract        | Geboortedatum     | Seizoen         | Vorige club                | Debuut            |
| Doelverdediging | Doelverdediging       | Doelverdediging                  | Doelverdediging | Doelverdediging   | Doelverdediging | Doelverdediging            | Doelverdediging   |
| --------------- | --------------------- | -------------------------------- | --------------- | ----------------- | --------------- | -------------------------- | ----------------- |
| 48              | Vlag van Nederland    | Jeroen Houwen                    | 2015            | 18 februari 1996  | 1e              | Eigen jeugd                | –                 |
| 21              | Vlag van Estland      | Marko Meerits                    | 2014            | 26 april 1992     | 3e              | FC Flora Tallinn           | 7 augustus 2011   |
| 01              | Vlag van Nederland    | Eloy Room                        | 2015            | 6 februari 1989   | 6e              | Go Ahead Eagles            | 8 maart 2009      |
| 22              | Vlag van Nederland    | Piet Velthuizen                  | 2016            | 3 november 1986   | 8e              | Hércules Alicante          | 31 december 2006  |
| Verdediging     |                       |                                  |                 |                   |                 |                            |                   |
| 38              | Vlag van Nederland    | Patrick van Aanholt              | 2014            | 29 augustus 1990  | 3e              | Chelsea FC                 | 27 januari 2012   |
| 02              | Vlag van Marokko      | Rochdi Achenteh                  | 2016            | 7 maart 1988      | 1e              | PEC Zwolle                 | 23 februari 2014  |
| 23              | Vlag van Nederland    | Jan-Arie van der Heijden         | 2015            | 3 maart 1988      | 3e              | Ajax                       | 20 augustus 2011  |
| 02              | Vlag van Engeland     | Sam Hutchinson                   | 2014            | 3 augustus 1989   | 1e              | Chelsea FC                 | 30 oktober 2013   |
| 37              | Vlag van Georgië      | Goeram Kasjia                    | 2016            | 7 april 1987      | 4e              | FC Dinamo Tbilisi          | 18 september 2010 |
| 05              | Vlag van Nederland    | Kelvin Leerdam                   | 2017            | 24 juni 1990      | 1e              | Feyenoord                  | 1 augustus 2013   |
| 51              | Vlag van Nederland    | Abdel Metalsi                    | 201?            | 19 april 1994     | 1e              | Eigen jeugd                | –                 |
| 03              | Vlag van Israël       | Dan Mori                         | 2015            | 8 november 1988   | 2e              | Bnei Jehoeda Tel Aviv      | 16 september 2012 |
| 06              | Vlag van Nederland    | Frank van der Struijk            | 2014            | 28 maart 1985     | 6e              | Willem II                  | 29 augustus 2008  |
| Middenveld      |                       |                                  |                 |                   |                 |                            |                   |
| 45              | Vlag van Nederland    | Gino Bosz                        | 2014            | 23 april 1993     | 1e              | Eigen jeugd                | –                 |
| 15              | Vlag van Chili        | Cristián Cuevas                  | 2014            | 2 april 1995      | 1e              | Chelsea FC                 | –                 |
| 34              | Vlag van Nederland    | Theo Janssen                     | 2015            | 27 juli 1981      | 12e             | Ajax                       | 9 december 1998   |
| 08              | Vlag van Portugal     | Francisco Santos da Silva Júnior | 2014            | 18 januari 1992   | 1e              | Everton FC                 | 22 september 2013 |
| 20              | Vlag van Marokko      | Zakaria Labyad                   | 2015            | 9 maart 1993      | 1e              | Sporting Lissabon          | 18 januari 2014   |
| 46              | Vlag van Nederland    | Elmo Lieftink                    | 2014            | 3 februari 1994   | 1e              | Eigen jeugd                | –                 |
| 17              | Vlag van Brazilië     | Lucas Piazon                     | 2014            | 20 januari 1994   | 1e              | Chelsea FC                 | 17 augustus 2013  |
| 10              | Vlag van Nederland    | Davy Pröpper                     | 2014            | 2 september 1991  | 5e              | Eigen jeugd                | 17 januari 2010   |
| 27              | Vlag van Burkina Faso | Bertrand Traoré                  | 2014            | 6 september 1995  | 1e              | Chelsea FC                 | 26 januari 2014   |
| 07              | Vlag van Nederland    | Marko Vejinović                  | 2017            | 3 februari 1990   | 1e              | Heracles Almelo            | 1 augustus 2013   |
| 39              | Vlag van Nederland    | Wimilio Vink                     | 2014            | 13 september 1993 | 3e              | Eigen jeugd                | 26 augustus 2011  |
| Aanval          |                       |                                  |                 |                   |                 |                            |                   |
| 19              | Vlag van Ghana        | Christian Atsu                   | 2014            | 10 januari 1992   | 1e              | Chelsea FC                 | 6 oktober 2013    |
| 11              | Vlag van Georgië      | Giorgi Tsjantoeria               | 2014            | 11 april 1993     | 3e              | Alania Vladikavkaz         | 7 augustus 2011   |
| 44              | Vlag van Nederland    | Brahim Darri                     | 2016            | 14 september 1994 | 3e              | Eigen jeugd                | 13 augustus 2011  |
| 09              | Vlag van Servië       | Uroš Đurđević                    | 2018            | 2 maart 1994      | 1e              | FK Rad                     | 7 februari 2014   |
| 14              | Vlag van Japan        | Mike Havenaar                    | 2014            | 20 mei 1987       | 3e              | Ventforet Kofu             | 22 januari 2012   |
| 30              | Vlag van Ecuador      | Renato Ibarra                    | 2016            | 20 januari 1991   | 3e              | Club Deportivo El Nacional | 27 november 2011  |
| 20              | Vlag van Frankrijk    | Gaël Kakuta                      | 2014            | 21 juni 1991      | 2e              | Chelsea FC                 | 26 september 2012 |
| 19              | Vlag van Noorwegen    | Marcus Pedersen                  | 2015            | 8 juni 1990       | 4e              | Odense BK                  | 24 oktober 2010   |
| 18              | Vlag van Georgië      | Valeri Qazaishvili               | 2015            | 29 januari 1993   | 3e              | Sioni Bolnisi              | 27 november 2011  |
| 09              | Vlag van Brazilië     | Jonathan Reis                    | 2016            | 6 juni 1989       | 3e              | PSV                        | 22 januari 2012   |
| 25              | Vlag van Marokko      | Adnane Tighadouini               | 2014            | 30 november 1992  | 4e              | SC Cambuur                 | 24 april 2011     |

### Internationals
Internationals uit de selectie, opgeroepen in het seizoen 2013/14:
| Naam                | Team                                                             |
| ------------------- | ---------------------------------------------------------------- |
| Patrick van Aanholt | Nederlands voetbalelftal                                         |
| Christian Atsu      | Ghanees voetbalelftal                                            |
| Giorgi Tsjantoeria  | Georgisch voetbalelftal, Georgisch voetbalelftal onder 21        |
| Cristián Cuevas     | Chileens voetbalelftal onder 20                                  |
| Brahim Darri        | Nederlands beloftenelftal, Nederlands voetbalelftal onder 19     |
| Uroš Đurđević       | Servisch voetbalelftal onder 21, Servisch voetbalelftal onder 19 |
| Mike Havenaar       | Japans voetbalelftal                                             |
| Jeroen Houwen       | Nederlands voetbalelftal onder 18                                |
| Renato Ibarra       | Ecuadoraans voetbalelftal                                        |
| Goeram Kasjia       | Georgisch voetbalelftal                                          |
| Zakaria Labyad      | Marokkaans voetbalelftal                                         |
| Marko Meerits       | Estisch voetbalelftal, Estisch voetbalelftal onder 21            |
| Marcus Pedersen     | Noors voetbalelftal                                              |
| Davy Pröpper        | Nederlands voetbalelftal                                         |
| Valeri Qazaishvili  | Georgisch voetbalelftal, Georgisch voetbalelftal onder 21        |
| Bertrand Traoré     | Burkinees voetbalelftal                                          |
| Wimilio Vink        | Nederlands beloftenelftal                                        |

### Statistieken
Legenda
| - W Wedstrijden - Doelpunten | - Gele kaarten (inclusief 2× geel) - 2× gele kaart in 1 wedstrijd - Rode kaarten (inclusief 2× geel) | - B Bankzitter, zonder speeltijd |

| Naam                             | Eredivisie      | Eredivisie      | Eredivisie      | Eredivisie      | Eredivisie      | Eredivisie      |                 | KNVB beker | KNVB beker | KNVB beker | KNVB beker | KNVB beker | KNVB beker |               | Europa League | Europa League | Europa League | Europa League | Europa League | Europa League |           | Play-offs | Play-offs | Play-offs | Play-offs | Play-offs | Play-offs |        | Totaal | Totaal | Totaal | Totaal | Totaal | Totaal |
| Naam                             | W               |                 |                 |                 |                 | B               |                 | W          |            |            |            |            | B          |               | W             |               |               |               |               | B             |           | W         |           |           |           |           | B         |        | W      |        |        |        |        | B      |
| Doelverdediging                  | Doelverdediging | Doelverdediging | Doelverdediging | Doelverdediging | Doelverdediging | Doelverdediging | Doelverdediging |            |            |            |            |            |            |               |               |               |               |               |               |               |           |           |           |           |           |           |           |        |        |        |        |        |        |        |
| -------------------------------- | --------------- | --------------- | --------------- | --------------- | --------------- | --------------- | --------------- | ---------- | ---------- | ---------- | ---------- | ---------- | ---------- | ------------- | ------------- | ------------- | ------------- | ------------- | ------------- | ------------- | --------- | --------- | --------- | --------- | --------- | --------- | --------- | ------ | ------ | ------ | ------ | ------ | ------ | ------ |
| Jeroen Houwen                    | 0               | 0               | 0               | 0               | 0               | 1               |                 | 0          | 0          | 0          | 0          | 0          | 0          |               | 0             | 0             | 0             | 0             | 0             | 2             |           | 0         | 0         | 0         | 0         | 0         | 0         |        | 0      | 0      | 0      | 0      | 0      | 3      |
| Marko Meerits                    | 0               | 0               | 0               | 0               | 0               | 19              |                 | 0          | 0          | 0          | 0          | 0          | 3          |               | 0             | 0             | 0             | 0             | 0             | 0             |           | 0         | 0         | 0         | 0         | 0         | 0         |        | 0      | 0      | 0      | 0      | 0      | 22     |
| Eloy Room                        | 0               | 0               | 0               | 0               | 0               | 14              |                 | 0          | 0          | 0          | 0          | 0          | 0          |               | 0             | 0             | 0             | 0             | 0             | 0             |           | 0         | 0         | 0         | 0         | 0         | 2         |        | 0      | 0      | 0      | 0      | 0      | 16     |
| Piet Velthuizen                  | 34              | 0               | 2               | 0               | 0               | 0               |                 | 3          | 0          | 0          | 0          | 0          | 0          |               | 2             | 0             | 0             | 0             | 0             | 0             |           | 2         | 0         | 0         | 0         | 0         | 0         |        | 41     | 0      | 2      | 0      | 0      | 0      |
| Verdediging                      |                 |                 |                 |                 |                 |                 |                 |            |            |            |            |            |            |               |               |               |               |               |               |               |           |           |           |           |           |           |           |        |        |        |        |        |        |        |
| Patrick van Aanholt              | 27              | 4               | 2               | 0               | 1               | 3               |                 | 3          | 1          | 0          | 0          | 0          | 0          |               | 2             | 0             | 1             | 0             | 0             | 0             |           | 2         | 0         | 0         | 0         | 0         | 0         |        | 34     | 5      | 3      | 0      | 1      | 3      |
| Rochdi Achenteh                  | 6               | 0               | 1               | 0               | 0               | 7               |                 | 0          | 0          | 0          | 0          | 0          | 0          |               | 0             | 0             | 0             | 0             | 0             | 0             |           | 1         | 0         | 0         | 0         | 0         | 1         |        | 7      | 0      | 1      | 0      | 0      | 8      |
| Jan-Arie van der Heijden         | 32              | 0               | 7               | 0               | 0               | 0               |                 | 3          | 1          | 0          | 0          | 0          | 0          |               | 2             | 1             | 0             | 0             | 0             | 0             |           | 2         | 0         | 1         | 0         | 0         | 0         |        | 39     | 2      | 8      | 0      | 0      | 0      |
| Sam Hutchinson                   | 1               | 0               | 0               | 0               | 0               | 6               |                 | 2          | 0          | 0          | 0          | 0          | 0          |               | 0             | 0             | 0             | 0             | 0             | 0             |           | 0         | 0         | 0         | 0         | 0         | 0         |        | 3      | 0      | 0      | 0      | 0      | 6      |
| Goeram Kasjia                    | 32              | 2               | 8               | 0               | 0               | 0               |                 | 2          | 1          | 0          | 0          | 0          | 1          |               | 2             | 0             | 2             | 0             | 0             | 0             |           | 1         | 0         | 0         | 0         | 0         | 1         |        | 37     | 3      | 10     | 0      | 0      | 2      |
| Kelvin Leerdam                   | 26              | 8               | 10              | 0               | 0               | 0               |                 | 2          | 0          | 0          | 0          | 0          | 1          |               | 2             | 0             | 1             | 0             | 0             | 0             |           | 2         | 0         | 2         | 0         | 0         | 0         |        | 32     | 8      | 13     | 0      | 0      | 1      |
| Abdel Metalsi                    | 0               | 0               | 0               | 0               | 0               | 1               |                 | 0          | 0          | 0          | 0          | 0          | 0          |               | 0             | 0             | 0             | 0             | 0             | 0             |           | 0         | 0         | 0         | 0         | 0         | 0         |        | 0      | 0      | 0      | 0      | 0      | 1      |
| Dan Mori                         | 4               | 1               | 2               | 0               | 0               | 30              |                 | 3          | 0          | 0          | 0          | 0          | 0          |               | 0             | 0             | 0             | 0             | 0             | 2             |           | 2         | 0         | 0         | 0         | 0         | 0         |        | 9      | 1      | 2      | 0      | 0      | 32     |
| Frank van der Struijk            | 14              | 0               | 1               | 0               | 0               | 15              |                 | 1          | 1          | 0          | 0          | 0          | 1          |               | 2             | 0             | 0             | 0             | 0             | 0             |           | 1         | 0         | 0         | 0         | 0         | 1         |        | 18     | 1      | 1      | 0      | 0      | 17     |
| Middenveld                       |                 |                 |                 |                 |                 |                 |                 |            |            |            |            |            |            |               |               |               |               |               |               |               |           |           |           |           |           |           |           |        |        |        |        |        |        |        |
| Gino Bosz                        | 0               | 0               | 0               | 0               | 0               | 3               |                 | 0          | 0          | 0          | 0          | 0          | 0          |               | 0             | 0             | 0             | 0             | 0             | 0             |           | 0         | 0         | 0         | 0         | 0         | 0         |        | 0      | 0      | 0      | 0      | 0      | 3      |
| Cristián Cuevas                  | 0               | 0               | 0               | 0               | 0               | 2               |                 | 0          | 0          | 0          | 0          | 0          | 0          |               | 0             | 0             | 0             | 0             | 0             | 0             |           | 0         | 0         | 0         | 0         | 0         | 0         |        | 0      | 0      | 0      | 0      | 0      | 2      |
| Theo Janssen                     | 9               | 1               | 0               | 0               | 0               | 0               |                 | 1          | 1          | 0          | 0          | 0          | 0          |               | 2             | 0             | 0             | 0             | 0             | 0             |           | 0         | 0         | 0         | 0         | 0         | 0         |        | 12     | 2      | 0      | 0      | 0      | 0      |
| Francisco Santos da Silva Júnior | 2               | 0               | 0               | 0               | 0               | 4               |                 | 1          | 1          | 0          | 0          | 0          | 0          |               | 0             | 0             | 0             | 0             | 0             | 0             |           | 0         | 0         | 0         | 0         | 0         | 0         |        | 3      | 1      | 0      | 0      | 0      | 4      |
| Zakaria Labyad                   | 16              | 3               | 2               | 0               | 0               | 0               |                 | 0          | 0          | 0          | 0          | 0          | 0          |               | 0             | 0             | 0             | 0             | 0             | 0             |           | 2         | 0         | 0         | 0         | 0         | 0         |        | 18     | 3      | 2      | 0      | 0      | 0      |
| Elmo Lieftink                    | 0               | 0               | 0               | 0               | 0               | 1               |                 | 0          | 0          | 0          | 0          | 0          | 0          |               | 0             | 0             | 0             | 0             | 0             | 0             |           | 0         | 0         | 0         | 0         | 0         | 0         |        | 0      | 0      | 0      | 0      | 0      | 1      |
| Lucas Piazon                     | 29              | 11              | 3               | 0               | 0               | 3               |                 | 2          | 0          | 0          | 0          | 0          | 0          |               | 0             | 0             | 0             | 0             | 0             | 0             |           | 0         | 0         | 0         | 0         | 0         | 0         |        | 31     | 11     | 3      | 0      | 0      | 3      |
| Davy Pröpper                     | 33              | 6               | 3               | 0               | 0               | 0               |                 | 2          | 0          | 0          | 0          | 0          | 1          |               | 1             | 0             | 1             | 0             | 0             | 0             |           | 2         | 1         | 0         | 0         | 0         | 0         |        | 38     | 7      | 4      | 0      | 0      | 1      |
| Bertrand Traoré                  | 13              | 3               | 1               | 0               | 0               | 2               |                 | 0          | 0          | 0          | 0          | 0          | 0          |               | 0             | 0             | 0             | 0             | 0             | 0             |           | 2         | 0         | 0         | 0         | 0         | 0         |        | 15     | 3      | 1      | 0      | 0      | 2      |
| Marko Vejinović                  | 30              | 2               | 4               | 0               | 0               | 3               |                 | 3          | 0          | 0          | 0          | 0          | 0          |               | 1             | 0             | 0             | 0             | 0             | 1             |           | 2         | 0         | 0         | 0         | 0         | 0         |        | 36     | 2      | 4      | 0      | 0      | 4      |
| Wimilio Vink                     | 0               | 0               | 0               | 0               | 0               | 7               |                 | 0          | 0          | 0          | 0          | 0          | 1          |               | 0             | 0             | 0             | 0             | 0             | 2             |           | 0         | 0         | 0         | 0         | 0         | 0         |        | 0      | 0      | 0      | 0      | 0      | 10     |
| Aanval                           |                 |                 |                 |                 |                 |                 |                 |            |            |            |            |            |            |               |               |               |               |               |               |               |           |           |           |           |           |           |           |        |        |        |        |        |        |        |
| Christian Atsu                   | 26              | 5               | 2               | 0               | 0               | 2               |                 | 2          | 0          | 0          | 0          | 0          | 0          |               | 0             | 0             | 0             | 0             | 0             | 0             |           | 2         | 0         | 0         | 0         | 0         | 0         |        | 30     | 5      | 2      | 0      | 0      | 2      |
| Giorgi Tsjantoeria               | 8               | 1               | 0               | 0               | 0               | 5               |                 | 2          | 1          | 0          | 0          | 0          | 0          |               | 2             | 0             | 1             | 0             | 0             | 0             |           | 0         | 0         | 0         | 0         | 0         | 0         |        | 12     | 2      | 1      | 0      | 0      | 5      |
| Brahim Darri                     | 0               | 0               | 0               | 0               | 0               | 2               |                 | 1          | 0          | 0          | 0          | 0          | 0          |               | 0             | 0             | 0             | 0             | 0             | 0             |           | 0         | 0         | 0         | 0         | 0         | 0         |        | 1      | 0      | 0      | 0      | 0      | 2      |
| Uroš Đurđević                    | 6               | 0               | 0               | 0               | 0               | 9               |                 | 0          | 0          | 0          | 0          | 0          | 0          |               | 0             | 0             | 0             | 0             | 0             | 0             |           | 0         | 0         | 0         | 0         | 0         | 2         |        | 6      | 0      | 0      | 0      | 0      | 11     |
| Mike Havenaar                    | 32              | 10              | 3               | 0               | 0               | 0               |                 | 2          | 0          | 0          | 0          | 0          | 0          |               | 1             | 0             | 0             | 0             | 0             | 0             |           | 2         | 0         | 0         | 0         | 0         | 0         |        | 37     | 10     | 3      | 0      | 0      | 0      |
| Renato Ibarra                    | 32              | 1               | 5               | 0               | 0               | 0               |                 | 3          | 0          | 0          | 0          | 0          | 0          |               | 2             | 0             | 0             | 0             | 0             | 0             |           | 1         | 0         | 0         | 0         | 0         | 0         |        | 38     | 1      | 5      | 0      | 0      | 0      |
| Gaël Kakuta                      | 12              | 1               | 1               | 0               | 0               | 1               |                 | 1          | 2          | 0          | 0          | 0          | 0          |               | 1             | 0             | 0             | 0             | 0             | 0             |           | 0         | 0         | 0         | 0         | 0         | 0         |        | 14     | 3      | 1      | 0      | 0      | 1      |
| Marcus Pedersen                  | 2               | 1               | 1               | 0               | 0               | 1               |                 | 0          | 0          | 0          | 0          | 0          | 0          |               | 1             | 0             | 0             | 0             | 0             | 1             |           | 0         | 0         | 0         | 0         | 0         | 0         |        | 3      | 1      | 1      | 0      | 0      | 2      |
| Valeri Qazaishvili               | 26              | 4               | 1               | 0               | 0               | 8               |                 | 3          | 0          | 0          | 0          | 0          | 0          |               | 2             | 0             | 0             | 0             | 0             | 0             |           | 1         | 0         | 0         | 0         | 0         | 1         |        | 32     | 4      | 1      | 0      | 0      | 9      |
| Jonathan Reis                    | 4               | 1               | 0               | 0               | 0               | 1               |                 | 0          | 0          | 0          | 0          | 0          | 0          |               | 1             | 1             | 0             | 0             | 0             | 1             |           | 0         | 0         | 0         | 0         | 0         | 0         |        | 5      | 2      | 0      | 0      | 0      | 2      |
| Adnane Tighadouini               | 0               | 0               | 0               | 0               | 0               | 0               |                 | 0          | 0          | 0          | 0          | 0          | 0          |               | 0             | 0             | 0             | 0             | 0             | 0             |           | 0         | 0         | 0         | 0         | 0         | 0         |        | 0      | 0      | 0      | 0      | 0      | 0      |
| Totaal                           | 34              | 65              | 59              | 0               | 1               | 150             |                 | 3          | 9          | 0          | 0          | 0          | 8          |               | 2             | 2             | 6             | 0             | 0             | 9             |           | 2         | 1         | 3         | 0         | 0         | 8         |        | 41     | 77     | 68     | 0      | 1      | 175    |
|                                  | W               |                 |                 |                 |                 | B               |                 | W          |            |            |            |            | B          |               | W             |               |               |               |               | B             |           | W         |           |           |           |           | B         |        | W      |        |        |        |        | B      |
| Eredivisie                       | Eredivisie      | Eredivisie      | Eredivisie      | Eredivisie      | Eredivisie      |                 | KNVB beker      | KNVB beker | KNVB beker | KNVB beker | KNVB beker | KNVB beker |            | Europa League | Europa League | Europa League | Europa League | Europa League | Europa League |               | Play-offs | Play-offs | Play-offs | Play-offs | Play-offs | Play-offs |           | Totaal | Totaal | Totaal | Totaal | Totaal | Totaal |        |

#### Topscorers
Legenda
- Doelpunten (inclusief strafschoppen)
- Waarvan strafschoppen

| Nr.    | Naam                | Doelpunt(en) | Gescoord met penalty |
| ------ | ------------------- | ------------ | -------------------- |
| 1      | Lucas Piazon        | 11           | 3                    |
| 2      | Mike Havenaar       | 10           | 0                    |
| 3      | Kelvin Leerdam      | 8            | 0                    |
| 4      | Davy Pröpper        | 6            | 0                    |
| 5      | Christian Atsu      | 5            | 1                    |
| 6      | Patrick van Aanholt | 4            | 0                    |
| 6      | Valeri Qazaishvili  | 4            | 0                    |
| 8      | Zakaria Labyad      | 3            | 0                    |
| 8      | Bertrand Traoré     | 3            | 0                    |
| 10     | Goeram Kasjia       | 2            | 0                    |
| 10     | Marko Vejinović     | 2            | 0                    |
| 12     | Giorgi Tsjantoeria  | 1            | 0                    |
| 12     | Renato Ibarra       | 1            | 0                    |
| 12     | Theo Janssen        | 1            | 1                    |
| 12     | Gaël Kakuta         | 1            | 0                    |
| 12     | Dan Mori            | 1            | 0                    |
| 12     | Marcus Pedersen     | 1            | 0                    |
| 12     | Jonathan Reis       | 1            | 0                    |
| Totaal | Totaal              | 65           | 5                    |

| Nr.    | Naam                             | Doelpunt(en) | Gescoord met penalty |
| ------ | -------------------------------- | ------------ | -------------------- |
| 1      | Gaël Kakuta                      | 2            | 0                    |
| 2      | Patrick van Aanholt              | 1            | 0                    |
| 2      | Giorgi Tsjantoeria               | 1            | 0                    |
| 2      | Jan-Arie van der Heijden         | 1            | 0                    |
| 2      | Theo Janssen                     | 1            | 0                    |
| 2      | Goeram Kasjia                    | 1            | 0                    |
| 2      | Francisco Santos da Silva Júnior | 1            | 0                    |
| 2      | Frank van der Struijk            | 1            | 0                    |
| Totaal | Totaal                           | 9            | 0                    |

| Nr.    | Naam                     | Doelpunt(en) | Gescoord met penalty |
| ------ | ------------------------ | ------------ | -------------------- |
| 1      | Jan-Arie van der Heijden | 1            | 0                    |
| 1      | Jonathan Reis            | 1            | 1                    |
| Totaal | Totaal                   | 2            | 1                    |

| Nr.    | Naam         | Doelpunt(en) | Gescoord met penalty |
| ------ | ------------ | ------------ | -------------------- |
| 1      | Davy Pröpper | 1            | 0                    |
| Totaal | Totaal       | 1            | 0                    |

| Nr.    | Naam                             | Doelpunt(en) | Gescoord met penalty |
| ------ | -------------------------------- | ------------ | -------------------- |
| 1      | Lucas Piazon                     | 11           | 3                    |
| 2      | Mike Havenaar                    | 10           | 0                    |
| 3      | Kelvin Leerdam                   | 8            | 0                    |
| 4      | Davy Pröpper                     | 7            | 0                    |
| 5      | Patrick van Aanholt              | 5            | 0                    |
| 5      | Christian Atsu                   | 5            | 1                    |
| 7      | Valeri Qazaishvili               | 4            | 0                    |
| 8      | Gaël Kakuta                      | 3            | 0                    |
| 8      | Goeram Kasjia                    | 3            | 0                    |
| 8      | Zakaria Labyad                   | 3            | 0                    |
| 8      | Bertrand Traoré                  | 3            | 0                    |
| 12     | Giorgi Tsjantoeria               | 2            | 0                    |
| 12     | Jan-Arie van der Heijden         | 2            | 0                    |
| 12     | Theo Janssen                     | 2            | 1                    |
| 12     | Jonathan Reis                    | 2            | 1                    |
| 12     | Marko Vejinović                  | 2            | 0                    |
| 17     | Renato Ibarra                    | 1            | 0                    |
| 17     | Dan Mori                         | 1            | 0                    |
| 17     | Marcus Pedersen                  | 1            | 0                    |
| 17     | Francisco Santos da Silva Júnior | 1            | 0                    |
| 17     | Frank van der Struijk            | 1            | 0                    |
| Totaal | Totaal                           | 77           | 6                    |

| Nr.                         | Naam                        | Doelpunt(en) | Gescoord met penalty |
| --------------------------- | --------------------------- | ------------ | -------------------- |
| 1                           | Jonathan Reis               | 6            | 1                    |
| 2                           | Giorgi Tsjantoeria          | 4            | 2                    |
| 2                           | Brahim Darri                | 4            | 0                    |
| 2                           | Adnane Tighadouini          | 4            | 0                    |
| 5                           | Theo Janssen                | 2            | 0                    |
| 5                           | Dan Mori                    | 2            | 0                    |
| 5                           | Valeri Qazaishvili          | 2            | 0                    |
| 8                           | Mike Havenaar               | 1            | 0                    |
| 8                           | Issa Kallon                 | 1            | 0                    |
| 8                           | Kelvin Leerdam              | 1            | 0                    |
| 8                           | Mohammed Osman              | 1            | 0                    |
| 8                           | Marcus Pedersen             | 1            | 0                    |
| 8                           | Lucas Piazon                | 1            | 0                    |
| 8                           | Davy Pröpper                | 1            | 0                    |
| 8                           | Roy Talsma                  | 1            | 0                    |
| Eigen doelpunt tegenstander | Eigen doelpunt tegenstander | 2            | 0                    |
| Totaal                      | Totaal                      | 34           | 3                    |

#### Opstelling: basis, wissels & bank
| Naam                             | Wedstr. | Basis | In | Uit | Bank | Min. |
| -------------------------------- | ------- | ----- | -- | --- | ---- | ---- |
| Jeroen Houwen                    | 0       | 0     | 0  | 0   | 1    | 0    |
| Marko Meerits                    | 0       | 0     | 0  | 0   | 19   | 0    |
| Eloy Room                        | 0       | 0     | 0  | 0   | 14   | 0    |
| Piet Velthuizen                  | 34      | 34    | 0  | 0   | 0    | 3060 |
| Patrick van Aanholt              | 27      | 27    | 0  | 1   | 3    | 2356 |
| Rochdi Achenteh                  | 6       | 6     | 0  | 1   | 7    | 532  |
| Jan-Arie van der Heijden         | 32      | 32    | 0  | 2   | 0    | 2843 |
| Sam Hutchinson                   | 1       | 0     | 1  | 0   | 6    | 0    |
| Goeram Kasjia                    | 32      | 32    | 0  | 2   | 0    | 2823 |
| Kelvin Leerdam                   | 26      | 25    | 1  | 2   | 0    | 2221 |
| Abdel Metalsi                    | 0       | 0     | 0  | 0   | 1    | 0    |
| Dan Mori                         | 4       | 4     | 0  | 0   | 30   | 360  |
| Frank van der Struijk            | 14      | 12    | 2  | 5   | 15   | 1023 |
| Gino Bosz                        | 0       | 0     | 0  | 0   | 3    | 0    |
| Cristián Cuevas                  | 0       | 0     | 0  | 0   | 2    | 0    |
| Theo Janssen                     | 9       | 9     | 0  | 1   | 0    | 798  |
| Francisco Santos da Silva Júnior | 2       | 0     | 2  | 0   | 4    | 53   |
| Zakaria Labyad                   | 16      | 9     | 7  | 7   | 0    | 875  |
| Elmo Lieftink                    | 0       | 0     | 0  | 0   | 1    | 0    |
| Lucas Piazon                     | 29      | 24    | 5  | 9   | 3    | 2110 |
| Davy Pröpper                     | 33      | 32    | 1  | 3   | 0    | 2880 |
| Bertrand Traoré                  | 13      | 6     | 7  | 5   | 2    | 606  |
| Marko Vejinović                  | 30      | 24    | 6  | 4   | 3    | 2131 |
| Wimilio Vink                     | 0       | 0     | 0  | 0   | 7    | 0    |
| Christian Atsu                   | 26      | 25    | 1  | 10  | 2    | 2127 |
| Giorgi Tsjantoeria               | 8       | 3     | 5  | 2   | 5    | 240  |
| Brahim Darri                     | 0       | 0     | 0  | 0   | 2    | 0    |
| Uroš Đurđević                    | 6       | 0     | 6  | 0   | 9    | 52   |
| Mike Havenaar                    | 32      | 28    | 4  | 8   | 0    | 2442 |
| Renato Ibarra                    | 32      | 29    | 3  | 12  | 0    | 2518 |
| Gaël Kakuta                      | 12      | 0     | 12 | 0   | 1    | 179  |
| Marcus Pedersen                  | 2       | 1     | 1  | 0   | 1    | 97   |
| Valeri Qazaishvili               | 26      | 11    | 15 | 8   | 8    | 1179 |
| Jonathan Reis                    | 4       | 1     | 3  | 0   | 1    | 125  |
| Adnane Tighadouini               | 0       | 0     | 0  | 0   | 0    | 0    |

| Naam                             | Wedstr. | Basis | In | Uit | Bank | Min. |
| -------------------------------- | ------- | ----- | -- | --- | ---- | ---- |
| Jeroen Houwen                    | 0       | 0     | 0  | 0   | 0    | 0    |
| Marko Meerits                    | 0       | 0     | 0  | 0   | 3    | 0    |
| Eloy Room                        | 0       | 0     | 0  | 0   | 0    | 0    |
| Piet Velthuizen                  | 3       | 3     | 0  | 0   | 0    | 270  |
| Patrick van Aanholt              | 3       | 3     | 0  | 0   | 0    | 270  |
| Rochdi Achenteh                  | 0       | 0     | 0  | 0   | 0    | 0    |
| Jan-Arie van der Heijden         | 3       | 3     | 0  | 2   | 0    | 256  |
| Sam Hutchinson                   | 2       | 1     | 1  | 1   | 0    | 69   |
| Goeram Kasjia                    | 2       | 2     | 0  | 0   | 1    | 180  |
| Kelvin Leerdam                   | 2       | 2     | 0  | 0   | 1    | 180  |
| Abdel Metalsi                    | 0       | 0     | 0  | 0   | 0    | 0    |
| Dan Mori                         | 3       | 0     | 3  | 0   | 0    | 38   |
| Frank van der Struijk            | 1       | 1     | 0  | 0   | 1    | 90   |
| Gino Bosz                        | 0       | 0     | 0  | 0   | 0    | 0    |
| Cristián Cuevas                  | 0       | 0     | 0  | 0   | 0    | 0    |
| Theo Janssen                     | 1       | 1     | 0  | 0   | 0    | 90   |
| Francisco Santos da Silva Júnior | 1       | 0     | 1  | 0   | 0    | 15   |
| Zakaria Labyad                   | 0       | 0     | 0  | 0   | 0    | 0    |
| Elmo Lieftink                    | 0       | 0     | 0  | 0   | 0    | 0    |
| Lucas Piazon                     | 2       | 2     | 0  | 0   | 0    | 180  |
| Davy Pröpper                     | 2       | 2     | 0  | 0   | 1    | 180  |
| Bertrand Traoré                  | 0       | 0     | 0  | 0   | 0    | 0    |
| Marko Vejinović                  | 3       | 2     | 1  | 1   | 0    | 193  |
| Wimilio Vink                     | 0       | 0     | 0  | 0   | 1    | 0    |
| Christian Atsu                   | 2       | 2     | 0  | 1   | 0    | 171  |
| Giorgi Tsjantoeria               | 2       | 1     | 1  | 0   | 0    | 134  |
| Brahim Darri                     | 1       | 0     | 1  | 0   | 0    | 16   |
| Uroš Đurđević                    | 0       | 0     | 0  | 0   | 0    | 0    |
| Mike Havenaar                    | 2       | 2     | 0  | 1   | 0    | 136  |
| Renato Ibarra                    | 3       | 3     | 0  | 2   | 0    | 239  |
| Gaël Kakuta                      | 1       | 1     | 0  | 0   | 0    | 90   |
| Marcus Pedersen                  | 0       | 0     | 0  | 0   | 0    | 0    |
| Valeri Qazaishvili               | 3       | 2     | 1  | 1   | 0    | 173  |
| Jonathan Reis                    | 0       | 0     | 0  | 0   | 0    | 0    |
| Adnane Tighadouini               | 0       | 0     | 0  | 0   | 0    | 0    |

| Naam                             | Wedstr. | Basis | In | Uit | Bank | Min. |
| -------------------------------- | ------- | ----- | -- | --- | ---- | ---- |
| Jeroen Houwen                    | 0       | 0     | 0  | 0   | 2    | 0    |
| Marko Meerits                    | 0       | 0     | 0  | 0   | 0    | 0    |
| Eloy Room                        | 0       | 0     | 0  | 0   | 0    | 0    |
| Piet Velthuizen                  | 2       | 2     | 0  | 0   | 0    | 180  |
| Patrick van Aanholt              | 2       | 2     | 0  | 0   | 0    | 180  |
| Rochdi Achenteh                  | 0       | 0     | 0  | 0   | 0    | 0    |
| Jan-Arie van der Heijden         | 2       | 2     | 0  | 0   | 0    | 180  |
| Sam Hutchinson                   | 0       | 0     | 0  | 0   | 0    | 0    |
| Goeram Kasjia                    | 2       | 2     | 0  | 0   | 0    | 180  |
| Kelvin Leerdam                   | 2       | 2     | 0  | 1   | 0    | 157  |
| Abdel Metalsi                    | 0       | 0     | 0  | 0   | 0    | 0    |
| Dan Mori                         | 0       | 0     | 0  | 0   | 2    | 0    |
| Frank van der Struijk            | 2       | 1     | 1  | 0   | 0    | 105  |
| Gino Bosz                        | 0       | 0     | 0  | 0   | 0    | 0    |
| Cristián Cuevas                  | 0       | 0     | 0  | 0   | 0    | 0    |
| Theo Janssen                     | 2       | 2     | 0  | 0   | 0    | 180  |
| Francisco Santos da Silva Júnior | 0       | 0     | 0  | 0   | 0    | 0    |
| Zakaria Labyad                   | 0       | 0     | 0  | 0   | 0    | 0    |
| Elmo Lieftink                    | 0       | 0     | 0  | 0   | 0    | 0    |
| Lucas Piazon                     | 0       | 0     | 0  | 0   | 0    | 0    |
| Davy Pröpper                     | 1       | 0     | 1  | 0   | 0    | 23   |
| Bertrand Traoré                  | 0       | 0     | 0  | 0   | 0    | 0    |
| Marko Vejinović                  | 1       | 1     | 0  | 1   | 1    | 75   |
| Wimilio Vink                     | 0       | 0     | 0  | 0   | 2    | 0    |
| Christian Atsu                   | 0       | 0     | 0  | 0   | 0    | 0    |
| Giorgi Tsjantoeria               | 2       | 1     | 1  | 0   | 0    | 156  |
| Brahim Darri                     | 0       | 0     | 0  | 0   | 0    | 0    |
| Uroš Đurđević                    | 0       | 0     | 0  | 0   | 0    | 0    |
| Mike Havenaar                    | 1       | 0     | 1  | 0   | 0    | 44   |
| Renato Ibarra                    | 2       | 2     | 0  | 0   | 0    | 180  |
| Gaël Kakuta                      | 1       | 1     | 0  | 1   | 0    | 24   |
| Marcus Pedersen                  | 1       | 1     | 0  | 0   | 1    | 90   |
| Valeri Qazaishvili               | 2       | 2     | 0  | 1   | 0    | 136  |
| Jonathan Reis                    | 1       | 1     | 0  | 0   | 1    | 90   |
| Adnane Tighadouini               | 0       | 0     | 0  | 0   | 0    | 0    |

| Naam                             | Wedstr. | Basis | In | Uit | Bank | Min. |
| -------------------------------- | ------- | ----- | -- | --- | ---- | ---- |
| Jeroen Houwen                    | 0       | 0     | 0  | 0   | 0    | 0    |
| Marko Meerits                    | 0       | 0     | 0  | 0   | 0    | 0    |
| Eloy Room                        | 0       | 0     | 0  | 0   | 2    | 0    |
| Piet Velthuizen                  | 2       | 2     | 0  | 0   | 0    | 180  |
| Patrick van Aanholt              | 2       | 2     | 0  | 0   | 0    | 180  |
| Rochdi Achenteh                  | 1       | 0     | 1  | 0   | 1    | 1    |
| Jan-Arie van der Heijden         | 2       | 2     | 0  | 0   | 0    | 180  |
| Sam Hutchinson                   | 0       | 0     | 0  | 0   | 0    | 0    |
| Goeram Kasjia                    | 1       | 1     | 0  | 1   | 1    | 46   |
| Kelvin Leerdam                   | 2       | 2     | 0  | 1   | 0    | 170  |
| Abdel Metalsi                    | 0       | 0     | 0  | 0   | 0    | 0    |
| Dan Mori                         | 2       | 1     | 1  | 0   | 0    | 134  |
| Frank van der Struijk            | 1       | 0     | 1  | 0   | 1    | 10   |
| Gino Bosz                        | 0       | 0     | 0  | 0   | 0    | 0    |
| Cristián Cuevas                  | 0       | 0     | 0  | 0   | 0    | 0    |
| Theo Janssen                     | 0       | 0     | 0  | 0   | 0    | 0    |
| Francisco Santos da Silva Júnior | 0       | 0     | 0  | 0   | 0    | 0    |
| Zakaria Labyad                   | 2       | 2     | 0  | 1   | 0    | 179  |
| Elmo Lieftink                    | 0       | 0     | 0  | 0   | 0    | 0    |
| Lucas Piazon                     | 0       | 0     | 0  | 0   | 0    | 0    |
| Davy Pröpper                     | 2       | 2     | 0  | 0   | 0    | 180  |
| Bertrand Traoré                  | 2       | 1     | 1  | 1   | 0    | 63   |
| Marko Vejinović                  | 2       | 2     | 0  | 0   | 0    | 180  |
| Wimilio Vink                     | 0       | 0     | 0  | 0   | 0    | 0    |
| Christian Atsu                   | 2       | 2     | 0  | 0   | 0    | 180  |
| Giorgi Tsjantoeria               | 0       | 0     | 0  | 0   | 0    | 0    |
| Brahim Darri                     | 0       | 0     | 0  | 0   | 0    | 0    |
| Uroš Đurđević                    | 0       | 0     | 0  | 0   | 2    | 0    |
| Mike Havenaar                    | 2       | 2     | 0  | 0   | 0    | 180  |
| Renato Ibarra                    | 1       | 1     | 0  | 1   | 0    | 73   |
| Gaël Kakuta                      | 0       | 0     | 0  | 0   | 0    | 0    |
| Marcus Pedersen                  | 0       | 0     | 0  | 0   | 0    | 0    |
| Valeri Qazaishvili               | 1       | 0     | 1  | 0   | 1    | 44   |
| Jonathan Reis                    | 0       | 0     | 0  | 0   | 0    | 0    |
| Adnane Tighadouini               | 0       | 0     | 0  | 0   | 0    | 0    |

#### Kaarten & schorsingen
Legenda
| - Gele kaarten (inclusief 2× geel) - 2× gele kaart in 1 wedstrijd |  | - Rode kaarten (inclusief 2× geel) - Geschorste wedstrijden |

| Naam                     | Gele kaart(en) | Twee gele kaarten in één wedstrijd | Rode kaart(en) | Geschorste wedstrijd(en) |
| ------------------------ | -------------- | ---------------------------------- | -------------- | ------------------------ |
| Kelvin Leerdam*7         | 10             | 0                                  | 0              | 3                        |
| Goeram Kasjia            | 8              | 0                                  | 0              | 2                        |
| Jan-Arie van der Heijden | 7              | 0                                  | 0              | 2                        |
| Renato Ibarra            | 5              | 0                                  | 0              | 1                        |
| Marko Vejinović*2        | 4              | 0                                  | 0              | 1                        |
| Mike Havenaar*3*4        | 3              | 0                                  | 0              | 2                        |
| Lucas Piazon*7           | 3              | 0                                  | 0              | 0                        |
| Davy Pröpper             | 3              | 0                                  | 0              | 0                        |
| Patrick van Aanholt*6    | 2              | 0                                  | 1              | 2                        |
| Christian Atsu           | 2              | 0                                  | 0              | 0                        |
| Zakaria Labyad           | 2              | 0                                  | 0              | 0                        |
| Dan Mori                 | 2              | 0                                  | 0              | 0                        |
| Piet Velthuizen          | 2              | 0                                  | 0              | 0                        |
| Rochdi Achenteh*5        | 1              | 0                                  | 0              | 0                        |
| Gaël Kakuta              | 1              | 0                                  | 0              | 0                        |
| Marcus Pedersen          | 1              | 0                                  | 0              | 0                        |
| Valeri Qazaishvili       | 1              | 0                                  | 0              | 0                        |
| Frank van der Struijk    | 1              | 0                                  | 0              | 0                        |
| Bertrand Traoré          | 1              | 0                                  | 0              | 0                        |
| Giorgi Tsjantoeria*1     | 0              | 0                                  | 0              | 6                        |
| Theo Janssen*3           | 0              | 0                                  | 0              | 0                        |

| Naam                 | Gele kaart(en) | Twee gele kaarten in één wedstrijd | Rode kaart(en) | Geschorste wedstrijd(en) |
| -------------------- | -------------- | ---------------------------------- | -------------- | ------------------------ |
| Giorgi Tsjantoeria*1 | 0              | 0                                  | 0              | 1                        |
| Mike Havenaar*4      | 0              | 0                                  | 0              | 1                        |

| Naam                | Gele kaart(en) | Twee gele kaarten in één wedstrijd | Rode kaart(en) | Geschorste wedstrijd(en) |
| ------------------- | -------------- | ---------------------------------- | -------------- | ------------------------ |
| Goeram Kasjia       | 2              | 0                                  | 0              | 0                        |
| Patrick van Aanholt | 1              | 0                                  | 0              | 0                        |
| Giorgi Tsjantoeria  | 1              | 0                                  | 0              | 0                        |
| Kelvin Leerdam      | 1              | 0                                  | 0              | 0                        |
| Davy Pröpper        | 1              | 0                                  | 0              | 0                        |

| Naam                     | Gele kaart(en) | Twee gele kaarten in één wedstrijd | Rode kaart(en) | Geschorste wedstrijd(en) |
| ------------------------ | -------------- | ---------------------------------- | -------------- | ------------------------ |
| Kelvin Leerdam           | 2              | 0                                  | 0              | 0                        |
| Jan-Arie van der Heijden | 1              | 0                                  | 0              | 0                        |

*1 Giorgi Tsjantoeria kreeg een rode kaart in de competitiewedstrijd van Alania Vladikavkaz op 19 mei 2013 waarvoor hij acht wedstrijden werd geschorst. De zeven wedstrijden schorsing die hij niet heeft kunnen uitzitten tijdens zijn verhuurperiode in Rusland nam hij mee terug naar Vitesse; het besluit van de FIFA laat eerst op zich wachten, maar vanaf de competitiewedstrijd op 25 augustus 2013 is Chanturia uiteindelijk geschorst. Hij miste hierdoor zes competitiewedstrijden en één bekerwedstrijd.

*2 Marko Vejinović nam een schorsing van één competitiewedstrijd mee van het vorige seizoen.

*3 In de laatste twee competitiewedstrijden van het seizoen 2012/'13 hadden twee spelers van Vitesse één gele kaart gekregen: Theo Janssen en Mike Havenaar. Deze gele kaarten telden mee bij het totaal van het seizoen 2013/'14 voor het bepalen van schorsingen, maar zijn niet weergegeven omdat deze kaarten niet in dit seizoen zijn gegeven.

*4 Op 13 december 2013 kreeg Mike Havenaar een schorsing van vier wedstrijden van de KNVB tuchtcommissie voor het trappen van Stijn Schaars in de op 7 december gespeelde competitiewedstrijd. Vitesse gaat in beroep en de schorsing werd daarom opgeschort tot het beroep behandeld werd. De commissie van beroep reduceerde de schorsing tot drie duels + één voorwaardelijk, met ingang van 18 december 2013. Havenaar miste hierdoor twee competitiewedstrijden en één bekerwedstrijd.

*5 Rochdi Achenteh nam vijf gele kaarten mee van PEC Zwolle uit de eerste seizoenshelft en het vorige seizoen; deze kaarten zijn hier niet weergegeven. De schorsing voor de vijfde gele kaart had hij reeds uitgezeten.

*6 Patrick van Aanholt kreeg een rode kaart in de wedstrijd tegen FC Twente op 15 februari 2014; twee dagen later accepteerde Vitesse het schikkingsvoorstel tot een schorsing van twee wedstrijden + één voorwaardelijk.

*7 Leerdam en Piazon kregen een gele kaart in de laatste twee competitiewedstrijden waarop geen schorsing volgde; deze kaarten gingen mee naar het volgende seizoen voor het bepalen van schorsingen.
De in het seizoen 2013/14 gegeven kaarten in officiële wedstrijden staan in bovenstaande tabellen; daarnaast was voor het bepalen van schorsingen het onderstaande uit de KNVB-reglementen van toepassing:
- In de Eredivisie volgde een wedstrijd schorsing na de 5e, 7e, 9e, 11e en elke volgende gele kaart.
- Bij twee gele kaarten in één wedstrijd volgde (naast rood) een wedstrijd schorsing, maar telden de kaarten niet mee bij het totaal van gele kaarten.
- Een gele kaart gegeven voorafgaand aan een "direct rood" in één wedstrijd telde wel mee voor het totaal van gele kaarten.
- Gele kaarten in de laatste twee competitiewedstrijden, waarop (nog) geen schorsing volgde, gingen mee naar het volgende seizoen. De overige gele kaarten vervielen na het seizoen.
- Voor de KNVB beker en de Play-offs golden aparte regels. In de KNVB beker volgde een beker-wedstrijd schorsing na de 2e, 4e en elke volgende gele kaart; kaarten zonder schorsing vervielen na het seizoen. In de Play-offs volgde een play-off-wedstrijd schorsing na de 2e, 4e en elke volgende gele kaart; kaarten zonder schorsing vervielen na het seizoen.
- Aan het einde van het seizoen nog "openstaande" schorsingen gingen mee naar het volgende seizoen.

Voor de UEFA Europa League 2013/14 gold:
- Gele kaarten in de voorronden: bij de 3e en 5e gele kaart volgde één wedstrijd schorsing. Kaarten zonder schorsing én openstaande schorsingen van gele kaarten vervielen na de play-off ronde.
- Gele kaarten vanaf de groepsfase: bij de 3e en elke volgende oneven kaart (dus 5e, 7e, etc.) volgde één wedstrijd schorsing. Kaarten zonder schorsing én openstaande schorsingen van gele kaarten vervielen aan het einde van het seizoen.
- Rode kaarten: een speler kreeg één wedstrijd schorsing bij een rode kaart. De Control and Disciplinary Body van de UEFA kon deze straf eventueel verzwaren.

### Mutaties
De zomerse transferperiode liep dit seizoen in Nederland van 11 juni t/m 2 september 2013.

#### Aangetrokken in de zomer 2013
| Speler                           | Vorige club                       | Contract tot        |
| -------------------------------- | --------------------------------- | ------------------- |
| Christian Atsu                   | Chelsea FC                        | 2014 (op huurbasis) |
| Giorgi Tsjantoeria               | Alania Vladikavkaz (was verhuurd) | 2014                |
| Cristián Cuevas                  | Chelsea FC                        | 2014 (op huurbasis) |
| Sam Hutchinson                   | Chelsea FC                        | 2014 (op huurbasis) |
| Francisco Santos da Silva Júnior | Everton FC                        | 2014 (op huurbasis) |
| Kelvin Leerdam                   | Feyenoord                         | 2017                |
| Marko Meerits                    | FC Flora Tallinn (was verhuurd)   | 2014                |
| Marcus Pedersen                  | Odense BK (was verhuurd)          | 2014                |
| Lucas Piazon                     | Chelsea FC                        | 2014 (op huurbasis) |
| Adnane Tighadouini               | SC Cambuur (was verhuurd)         | 2014                |
| Marko Vejinović                  | Heracles Almelo                   | 2017                |

#### Vertrokken in de zomer 2013
| Speler                     | Nieuwe club                    |
| -------------------------- | ------------------------------ |
| Nikola Aksentijević        | FK Partizan (op huurbasis)     |
| Just Berends *1            | Antwerp FC                     |
| Wilfried Bony              | Swansea City AFC               |
| Simon Cziommer             | Heracles Almelo                |
| Marco van Ginkel           | Chelsea FC                     |
| Nicky Hofs                 | Gestopt / MASV                 |
| Tomáš Kalas                | Chelsea FC (was gehuurd)       |
| Marcus Pedersen            | Barnsley FC (op huurbasis)     |
| Eloy Room                  | Go Ahead Eagles (op huurbasis) |
| Sebastiaan van der Sman *1 | TEC VV                         |
| Michihiro Yasuda           | Júbilo Iwata                   |

0*1 Berends en Van der Sman behoorden tot de selectie van Jong Vitesse, maar hebben wel bij officiële wedstrijden van het 1e elftal tot de wedstrijdselectie behoord.

#### Aangetrokken in de winter 2013/14
| Speler          | Vorige club                | Contract tot                     |
| --------------- | -------------------------- | -------------------------------- |
| Rochdi Achenteh | PEC Zwolle                 | 2016 (optie voor één extra jaar) |
| Uroš Đurđević   | FK Rad                     | 2018                             |
| Zakaria Labyad  | Sporting Clube de Portugal | 2015 (op huurbasis)              |
| Eloy Room       | Go Ahead Eagles            | 2015 (was verhuurd)              |
| Bertrand Traoré | Chelsea FC                 | 2014 (op huurbasis)              |

#### Vertrokken in de winter 2013/14
| Speler                              | Nieuwe club                    |
| ----------------------------------- | ------------------------------ |
| Giorgi Tsjantoeria *3               | CFR Cluj                       |
| Cristián Cuevas                     | FC Eindhoven (op huurbasis)    |
| Brahim Darri                        | De Graafschap (op huurbasis)   |
| Sam Hutchinson                      | Chelsea FC (was gehuurd)       |
| Gaël Kakuta                         | Chelsea FC (was gehuurd)       |
| Jonathan Reis *1                    | n.n.b.                         |
| Francisco Santos da Silva Júnior *3 | Strømsgodset IF (op huurbasis) |
| Alex Santos da Vitória *2           | Botafogo FR                    |
| Anderson Santos da Vitória *2       | Botafogo FR                    |
| Adnane Tighadouini                  | NAC Breda                      |

0*1 Het contract van Reis werd per 1 december 2013 ontbonden.

0*2 De tweeling Alex en Anderson Santos da Vitória maakte deel uit van de selectie van Jong Vitesse, maar beide spelers hebben eerder ook tot de selectie van het eerste elftal behoord.

0*3 Tsjantoeria en Santos vertrokken na het sluiten van de Nederlandse transferperiode.

#### Contractverlenging
| Speler              | Contract tot, oud   | Contract tot, nieuw |
| ------------------- | ------------------- | ------------------- |
| Patrick van Aanholt | 2013 (op huurbasis) | 2014 (op huurbasis) |
| Renato Ibarra       | 2014                | 2016                |
| Gaël Kakuta         | 2013 (op huurbasis) | 2014 (op huurbasis) |
| Marcus Pedersen     | 2014                | 2015                |
| Valeri Qazaishvili  | 2014                | 2015                |

## Wedstrijden

### Eredivisie
Speelronde 1:
| zondag 4 augustus 2013, 14:30                                 | Vitesse                             | 3-1 (2-0) | Heracles Almelo | Opstelling Vitesse | Opstelling Heracles Almelo |  |
| Stadion: GelreDome, Arnhem Toeschouwers: 13.778 Arbiter: Vink | Leerdam 27' Pedersen 31' Ibarra 82' |           | 90+1' Amoah     | Velthuizen, Van der Struijk, Kasjia 36', Van der Heijden, Van Aanholt, Leerdam, Janssen, Qazaishvili 78' ( Havenaar), Ibarra 79', Pedersen 60', Tsjantoeria RESERVEBANK: Meerits, Mori, Reis, Vink, -, - | Pasveer, Schenkeveld, Rienstra, Koenders 84', Dorda, Quansah, Vujičević 2' 46' ( Duarte 49'), Bruns, Rosheuvel 67' ( Tannane 89'), Kangaskolkka 46' ( Amoah), Linssen RESERVEBANK: Telgenkamp, Veldmate, Paljić, Te Wierik |  |
| Stadion: GelreDome, Arnhem Toeschouwers: 13.778 Arbiter: Vink |                                     |           |                 | Velthuizen, Van der Struijk, Kasjia 36', Van der Heijden, Van Aanholt, Leerdam, Janssen, Qazaishvili 78' ( Havenaar), Ibarra 79', Pedersen 60', Tsjantoeria RESERVEBANK: Meerits, Mori, Reis, Vink, -, - | Pasveer, Schenkeveld, Rienstra, Koenders 84', Dorda, Quansah, Vujičević 2' 46' ( Duarte 49'), Bruns, Rosheuvel 67' ( Tannane 89'), Kangaskolkka 46' ( Amoah), Linssen RESERVEBANK: Telgenkamp, Veldmate, Paljić, Te Wierik |  |
| Stadion: GelreDome, Arnhem Toeschouwers: 13.778 Arbiter: Vink |                                     |           |                 | Velthuizen, Van der Struijk, Kasjia 36', Van der Heijden, Van Aanholt, Leerdam, Janssen, Qazaishvili 78' ( Havenaar), Ibarra 79', Pedersen 60', Tsjantoeria RESERVEBANK: Meerits, Mori, Reis, Vink, -, - | Pasveer, Schenkeveld, Rienstra, Koenders 84', Dorda, Quansah, Vujičević 2' 46' ( Duarte 49'), Bruns, Rosheuvel 67' ( Tannane 89'), Kangaskolkka 46' ( Amoah), Linssen RESERVEBANK: Telgenkamp, Veldmate, Paljić, Te Wierik |  |
| Bijz.: Vejinović geschorst; 25' en 67' drinkpauze             |                                     |           |                 | | |  |

Speelronde 2:
| zondag 11 augustus 2013, 16:30                                                  | RKC Waalwijk                                 | 4-2 (2-1) | Vitesse                    | Opstelling RKC Waalwijk | Opstelling Vitesse |  |
| Stadion: Mandemakers Stadion, Waalwijk Toeschouwers: 6.000 Arbiter: Wiedemeijer | Braber 12' Castelen 39' Duits 74' (pen.) 76' |           | 3' Leerdam 54' Qazaishvili | Šeda, Lamey, Van Weert, Van Mosselveld, Amieux 88' ( Slager), Castelen 75' ( Apau), Anderson 11' ( Jungschläger), Braber, Duits, Schet, Joachim RESERVEBANK: Van Dijk, Ivens, Van Hoevelen, Beauguel | Velthuizen, Van der Struijk 83' ( Pedersen), Kasjia , Van der Heijden 72', Van Aanholt 46' ( Pröpper), Leerdam 66', Havenaar, Janssen, Ibarra, Reis, Tsjantoeria 46' ( Qazaishvili) RESERVEBANK: Meerits, Mori, Vejinović, Vink |  |
| Stadion: Mandemakers Stadion, Waalwijk Toeschouwers: 6.000 Arbiter: Wiedemeijer |                                              |           |                            | Šeda, Lamey, Van Weert, Van Mosselveld, Amieux 88' ( Slager), Castelen 75' ( Apau), Anderson 11' ( Jungschläger), Braber, Duits, Schet, Joachim RESERVEBANK: Van Dijk, Ivens, Van Hoevelen, Beauguel | Velthuizen, Van der Struijk 83' ( Pedersen), Kasjia , Van der Heijden 72', Van Aanholt 46' ( Pröpper), Leerdam 66', Havenaar, Janssen, Ibarra, Reis, Tsjantoeria 46' ( Qazaishvili) RESERVEBANK: Meerits, Mori, Vejinović, Vink |  |
| Stadion: Mandemakers Stadion, Waalwijk Toeschouwers: 6.000 Arbiter: Wiedemeijer |                                              |           |                            | Šeda, Lamey, Van Weert, Van Mosselveld, Amieux 88' ( Slager), Castelen 75' ( Apau), Anderson 11' ( Jungschläger), Braber, Duits, Schet, Joachim RESERVEBANK: Van Dijk, Ivens, Van Hoevelen, Beauguel | Velthuizen, Van der Struijk 83' ( Pedersen), Kasjia , Van der Heijden 72', Van Aanholt 46' ( Pröpper), Leerdam 66', Havenaar, Janssen, Ibarra, Reis, Tsjantoeria 46' ( Qazaishvili) RESERVEBANK: Meerits, Mori, Vejinović, Vink |  |
|                                                                                 |                                              |           |                            | | |  |

Speelronde 3:
| zaterdag 17 augustus 2013, 20:45                                                                                    | Roda JC Kerkrade | 1-1 (0-0) | Vitesse         | Opstelling Roda JC Kerkrade | Opstelling Vitesse |  |
| Stadion: Parkstad Limburg Stadion, Kerkrade Toeschouwers: 11.894 Arbiter: Janssen                                   | Höcher 69'       |           | 62' Qazaishvili | Kurto, Dijkhuizen, Luijckx, Biemans, Van Peppen, Hupperts 63' ( Höcher), Pluim, Donald 67' ( Demouge), Kali, Fledderus, Németh 81' ( Bonevacia) RESERVEBANK: Roox, Sutchuin-Djoum, Paulissen, Wijnen | Velthuizen, Leerdam, Kasjia , Van der Heijden, Van Aanholt, Pröpper 63' ( Vejinović), Qazaishvili 76' ( Reis), Janssen, Ibarra 85', Havenaar, Piazon 82' ( Tsjantoeria) RESERVEBANK: Meerits, Mori, Van der Struijk, Pedersen |  |
| Stadion: Parkstad Limburg Stadion, Kerkrade Toeschouwers: 11.894 Arbiter: Janssen                                   |                  |           |                 | Kurto, Dijkhuizen, Luijckx, Biemans, Van Peppen, Hupperts 63' ( Höcher), Pluim, Donald 67' ( Demouge), Kali, Fledderus, Németh 81' ( Bonevacia) RESERVEBANK: Roox, Sutchuin-Djoum, Paulissen, Wijnen | Velthuizen, Leerdam, Kasjia , Van der Heijden, Van Aanholt, Pröpper 63' ( Vejinović), Qazaishvili 76' ( Reis), Janssen, Ibarra 85', Havenaar, Piazon 82' ( Tsjantoeria) RESERVEBANK: Meerits, Mori, Van der Struijk, Pedersen |  |
| Stadion: Parkstad Limburg Stadion, Kerkrade Toeschouwers: 11.894 Arbiter: Janssen                                   |                  |           |                 | Kurto, Dijkhuizen, Luijckx, Biemans, Van Peppen, Hupperts 63' ( Höcher), Pluim, Donald 67' ( Demouge), Kali, Fledderus, Németh 81' ( Bonevacia) RESERVEBANK: Roox, Sutchuin-Djoum, Paulissen, Wijnen | Velthuizen, Leerdam, Kasjia , Van der Heijden, Van Aanholt, Pröpper 63' ( Vejinović), Qazaishvili 76' ( Reis), Janssen, Ibarra 85', Havenaar, Piazon 82' ( Tsjantoeria) RESERVEBANK: Meerits, Mori, Van der Struijk, Pedersen |  |
| Bijz.: Liesveld zou oorspronkelijk de wedstrijd fluiten, maar hij kon door een autobrand de wedstrijd niet bereiken |                  |           |                 | | |  |

Speelronde 4:
| zondag 25 augustus 2013, 14:30                                     | Vitesse      | 1-0 (1-0) | FC Twente | Opstelling Vitesse | Opstelling FC Twente |  |
| Stadion: GelreDome, Arnhem Toeschouwers: 14.745 Arbiter: Gözübüyük | Havenaar 22' |           |           | Velthuizen, Leerdam, Kasjia , Van der Heijden, Van Aanholt, Pröpper, Qazaishvili 82' ( Reis), Janssen, Ibarra, Havenaar, Piazon 71' ( Vejinović) RESERVEBANK: Meerits, Mori, Van der Struijk, Vink, Darri | Marsman, Rosales, Bengtsson , Bjelland, Koppers, Ebecilio 68' ( Hölscher), Eghan 56' ( Đorđević), Gutiérrez 74', Promes, Castaignos, Tadić RESERVEBANK: Boschker, Wisgerhof, Martina, Tanda, Pelupessy |  |
| Stadion: GelreDome, Arnhem Toeschouwers: 14.745 Arbiter: Gözübüyük |              |           |           | Velthuizen, Leerdam, Kasjia , Van der Heijden, Van Aanholt, Pröpper, Qazaishvili 82' ( Reis), Janssen, Ibarra, Havenaar, Piazon 71' ( Vejinović) RESERVEBANK: Meerits, Mori, Van der Struijk, Vink, Darri | Marsman, Rosales, Bengtsson , Bjelland, Koppers, Ebecilio 68' ( Hölscher), Eghan 56' ( Đorđević), Gutiérrez 74', Promes, Castaignos, Tadić RESERVEBANK: Boschker, Wisgerhof, Martina, Tanda, Pelupessy |  |
| Stadion: GelreDome, Arnhem Toeschouwers: 14.745 Arbiter: Gözübüyük |              |           |           | Velthuizen, Leerdam, Kasjia , Van der Heijden, Van Aanholt, Pröpper, Qazaishvili 82' ( Reis), Janssen, Ibarra, Havenaar, Piazon 71' ( Vejinović) RESERVEBANK: Meerits, Mori, Van der Struijk, Vink, Darri | Marsman, Rosales, Bengtsson , Bjelland, Koppers, Ebecilio 68' ( Hölscher), Eghan 56' ( Đorđević), Gutiérrez 74', Promes, Castaignos, Tadić RESERVEBANK: Boschker, Wisgerhof, Martina, Tanda, Pelupessy |  |
| Bijz.: Tsjantoeria geschorst                                       |              |           |           | | |  |

Speelronde 5:
| zondag 1 september 2013, 16:30                                                                    | AZ            | 1-1 (1-0) | Vitesse  | Opstelling AZ | Opstelling Vitesse |  |
| Stadion: AFAS Stadion, Alkmaar Toeschouwers: 15.047 Arbiter: Liesveld                             | Johansson 42' |           | 87' Reis | Esteban, Johansson, Gouweleeuw, Wuytens, Viergever, Gudelj, Henriksen, Elm 80' ( Overtoom), Beerens, Guðmundsson, Martens 71' ( Jóhannsson) RESERVEBANK: De Winter, Gorter, Reijnen, Ortíz, Berghuis | Velthuizen, Van der Struijk, Kasjia, Van der Heijden 23', Van Aanholt, Pröpper, Qazaishvili 90+2' ( Vejinović), Janssen, Ibarra 90+2', Havenaar, Piazon 77' ( Reis) RESERVEBANK: Meerits, Mori, Cuevas, Vink, Darri |  |
| Stadion: AFAS Stadion, Alkmaar Toeschouwers: 15.047 Arbiter: Liesveld                             |               |           |          | Esteban, Johansson, Gouweleeuw, Wuytens, Viergever, Gudelj, Henriksen, Elm 80' ( Overtoom), Beerens, Guðmundsson, Martens 71' ( Jóhannsson) RESERVEBANK: De Winter, Gorter, Reijnen, Ortíz, Berghuis | Velthuizen, Van der Struijk, Kasjia, Van der Heijden 23', Van Aanholt, Pröpper, Qazaishvili 90+2' ( Vejinović), Janssen, Ibarra 90+2', Havenaar, Piazon 77' ( Reis) RESERVEBANK: Meerits, Mori, Cuevas, Vink, Darri |  |
| Stadion: AFAS Stadion, Alkmaar Toeschouwers: 15.047 Arbiter: Liesveld                             |               |           |          | Esteban, Johansson, Gouweleeuw, Wuytens, Viergever, Gudelj, Henriksen, Elm 80' ( Overtoom), Beerens, Guðmundsson, Martens 71' ( Jóhannsson) RESERVEBANK: De Winter, Gorter, Reijnen, Ortíz, Berghuis | Velthuizen, Van der Struijk, Kasjia, Van der Heijden 23', Van Aanholt, Pröpper, Qazaishvili 90+2' ( Vejinović), Janssen, Ibarra 90+2', Havenaar, Piazon 77' ( Reis) RESERVEBANK: Meerits, Mori, Cuevas, Vink, Darri |  |
| Bijz.: Tsjantoeria geschorst; aftrap verplaatst van 14:30 tot 16:30 uur om AZ extra rust te geven |               |           |          | | |  |

Speelronde 6: wedstrijd op 14 september (ADO Den Haag uit) werd afgelast en uitgesteld tot 2 oktober 2013.
Speelronde 6 (was 7):
| zondag 22 september 2013, 12:30                                                               | Vitesse                    | 3-0 (1-0) | PEC Zwolle | Opstelling Vitesse | Opstelling PEC Zwolle |  |
| Stadion: GelreDome, Arnhem Toeschouwers: 15.200 Arbiter: Van Sichem                           | Piazon 35' 88' Leerdam 68' |           |            | Velthuizen, Leerdam 83', Kasjia , Van der Heijden 28', Van Aanholt, Pröpper 81' ( Santos), Janssen, Qazaishvili 86' ( Kakuta), Ibarra, Havenaar, Piazon RESERVEBANK: Meerits, Mori, Van der Struijk, Vejinović, Cuevas | Begois, Van Polen 86', Lachman, Van der Werff 10' 73' ( Labylle), Van Hintum 75', Mokotjo, Klich, Achenteh 37', Saymak 64' ( Gravenbeek), Benson 46' ( Fernandez), Nijland RESERVEBANK: Borgman, Broerse, Epe, Tihouna |  |
| Stadion: GelreDome, Arnhem Toeschouwers: 15.200 Arbiter: Van Sichem                           |                            |           |            | Velthuizen, Leerdam 83', Kasjia , Van der Heijden 28', Van Aanholt, Pröpper 81' ( Santos), Janssen, Qazaishvili 86' ( Kakuta), Ibarra, Havenaar, Piazon RESERVEBANK: Meerits, Mori, Van der Struijk, Vejinović, Cuevas | Begois, Van Polen 86', Lachman, Van der Werff 10' 73' ( Labylle), Van Hintum 75', Mokotjo, Klich, Achenteh 37', Saymak 64' ( Gravenbeek), Benson 46' ( Fernandez), Nijland RESERVEBANK: Borgman, Broerse, Epe, Tihouna |  |
| Stadion: GelreDome, Arnhem Toeschouwers: 15.200 Arbiter: Van Sichem                           |                            |           |            | Velthuizen, Leerdam 83', Kasjia , Van der Heijden 28', Van Aanholt, Pröpper 81' ( Santos), Janssen, Qazaishvili 86' ( Kakuta), Ibarra, Havenaar, Piazon RESERVEBANK: Meerits, Mori, Van der Struijk, Vejinović, Cuevas | Begois, Van Polen 86', Lachman, Van der Werff 10' 73' ( Labylle), Van Hintum 75', Mokotjo, Klich, Achenteh 37', Saymak 64' ( Gravenbeek), Benson 46' ( Fernandez), Nijland RESERVEBANK: Borgman, Broerse, Epe, Tihouna |  |
| Bijz.: Tsjantoeria geschorst; jaarlijkse Airborne-wedstrijd, Vitesse speelt in Airborne-tenue |                            |           |            | | |  |

Speelronde 7 (was 8):
| zondag 29 september 2013, 12:30                                            | N.E.C.                 | 2-3 (1-2) | Vitesse                                     | Opstelling N.E.C. | Opstelling Vitesse |  |
| Stadion: Goffertstadion, Nijmegen Toeschouwers: 11.500 Arbiter: Van Boekel | Hemlein 33' Higdon 85' |           | 11' Leerdam 41' (pen.) Janssen 90+2' Piazon | Johnsson, Vermijl 60' ( Breuer), Van Eijden, Čmovš 40', Conboy 65', Štefánik 68' ( Stutter), Pálsson, Koolwijk 51' ( Higdon 86'), Foor, Hemlein, Jantscher 42' RESERVEBANK: Gentenaar, Jahanbakhsh, Roorda, Disveld | Velthuizen, Leerdam, Kasjia , Van der Heijden 25', Van Aanholt, Pröpper, Qazaishvili, Janssen, Ibarra 85' ( Kakuta), Havenaar, Piazon RESERVEBANK: Meerits, Mori, Van der Struijk, Vejinović, Santos, Atsu |  |
| Stadion: Goffertstadion, Nijmegen Toeschouwers: 11.500 Arbiter: Van Boekel |                        |           |                                             | Johnsson, Vermijl 60' ( Breuer), Van Eijden, Čmovš 40', Conboy 65', Štefánik 68' ( Stutter), Pálsson, Koolwijk 51' ( Higdon 86'), Foor, Hemlein, Jantscher 42' RESERVEBANK: Gentenaar, Jahanbakhsh, Roorda, Disveld | Velthuizen, Leerdam, Kasjia , Van der Heijden 25', Van Aanholt, Pröpper, Qazaishvili, Janssen, Ibarra 85' ( Kakuta), Havenaar, Piazon RESERVEBANK: Meerits, Mori, Van der Struijk, Vejinović, Santos, Atsu |  |
| Stadion: Goffertstadion, Nijmegen Toeschouwers: 11.500 Arbiter: Van Boekel |                        |           |                                             | Johnsson, Vermijl 60' ( Breuer), Van Eijden, Čmovš 40', Conboy 65', Štefánik 68' ( Stutter), Pálsson, Koolwijk 51' ( Higdon 86'), Foor, Hemlein, Jantscher 42' RESERVEBANK: Gentenaar, Jahanbakhsh, Roorda, Disveld | Velthuizen, Leerdam, Kasjia , Van der Heijden 25', Van Aanholt, Pröpper, Qazaishvili, Janssen, Ibarra 85' ( Kakuta), Havenaar, Piazon RESERVEBANK: Meerits, Mori, Van der Struijk, Vejinović, Santos, Atsu |  |
| Bijz.: Tsjantoeria geschorst                                               |                        |           |                                             | | |  |

Speelronde 8 (was 6, uitgesteld):
| woensdag 2 oktober 2013, 15:30                                                                                     | ADO Den Haag        | 2-1 (1-0) | Vitesse     | Opstelling ADO Den Haag | Opstelling Vitesse |  |
| Stadion: Kyocera Stadion, Den Haag Toeschouwers: 9.080 Arbiter: Braamhaar                                          | Kramer 7' Gehrt 70' |           | 65' Pröpper | Coutinho, Malone, Zuiverloon, Beugelsdijk, Meijers, Alberg 90+1' ( Supusepa), Holla 39' 69' ( Van Haaren), Gehrt 43', Kramer 77' ( Bakker), Van Duinen, Gouriye RESERVEBANK: De Zwart, Esajas, Buwalda, Cabral | Velthuizen, Leerdam 70', Kasjia , Van der Heijden 74' ( Vejinović), Van der Struijk, Pröpper, Qazaishvili 46' ( Santos), Janssen, Ibarra 74' ( Kakuta), Havenaar, Piazon RESERVEBANK: Meerits, Mori, Atsu, - |  |
| Stadion: Kyocera Stadion, Den Haag Toeschouwers: 9.080 Arbiter: Braamhaar                                          |                     |           |             | Coutinho, Malone, Zuiverloon, Beugelsdijk, Meijers, Alberg 90+1' ( Supusepa), Holla 39' 69' ( Van Haaren), Gehrt 43', Kramer 77' ( Bakker), Van Duinen, Gouriye RESERVEBANK: De Zwart, Esajas, Buwalda, Cabral | Velthuizen, Leerdam 70', Kasjia , Van der Heijden 74' ( Vejinović), Van der Struijk, Pröpper, Qazaishvili 46' ( Santos), Janssen, Ibarra 74' ( Kakuta), Havenaar, Piazon RESERVEBANK: Meerits, Mori, Atsu, - |  |
| Stadion: Kyocera Stadion, Den Haag Toeschouwers: 9.080 Arbiter: Braamhaar                                          |                     |           |             | Coutinho, Malone, Zuiverloon, Beugelsdijk, Meijers, Alberg 90+1' ( Supusepa), Holla 39' 69' ( Van Haaren), Gehrt 43', Kramer 77' ( Bakker), Van Duinen, Gouriye RESERVEBANK: De Zwart, Esajas, Buwalda, Cabral | Velthuizen, Leerdam 70', Kasjia , Van der Heijden 74' ( Vejinović), Van der Struijk, Pröpper, Qazaishvili 46' ( Santos), Janssen, Ibarra 74' ( Kakuta), Havenaar, Piazon RESERVEBANK: Meerits, Mori, Atsu, - |  |
| Bijz.: Tsjantoeria geschorst; wedstrijd op 14 september afgelast vanwege een door wateroverlast onbespeelbaar veld |                     |           |             | | |  |

Speelronde 9:
| zondag 6 oktober 2013, 14:30                                  | Vitesse      | 1-2 (0-2) | Feyenoord             | Opstelling Vitesse | Opstelling Feyenoord |  |
| Stadion: GelreDome, Arnhem Toeschouwers: 18.200 Arbiter: Vink | Havenaar 83' |           | 18' De Vrij 20' Pellè | Velthuizen, Leerdam 37', Kasjia , Van der Heijden, Van der Struijk 77' ( Atsu), Pröpper, Qazaishvili 46' ( Kakuta), Janssen 78' ( Vejinović), Ibarra, Havenaar 74', Piazon RESERVEBANK: Meerits, Hutchinson, Mori, Santos | Mulder 76', Janmaat, De Vrij 74', Martins Indi, Nelom, Vormer, Clasie, Vilhena, Armenteros, Pellè 87', Boëtius 61' ( Schaken) RESERVEBANK: Lamprou, Mathijsen, Goossens, Van Beek, Manu, Bakkal |  |
| Stadion: GelreDome, Arnhem Toeschouwers: 18.200 Arbiter: Vink |              |           |                       | Velthuizen, Leerdam 37', Kasjia , Van der Heijden, Van der Struijk 77' ( Atsu), Pröpper, Qazaishvili 46' ( Kakuta), Janssen 78' ( Vejinović), Ibarra, Havenaar 74', Piazon RESERVEBANK: Meerits, Hutchinson, Mori, Santos | Mulder 76', Janmaat, De Vrij 74', Martins Indi, Nelom, Vormer, Clasie, Vilhena, Armenteros, Pellè 87', Boëtius 61' ( Schaken) RESERVEBANK: Lamprou, Mathijsen, Goossens, Van Beek, Manu, Bakkal |  |
| Stadion: GelreDome, Arnhem Toeschouwers: 18.200 Arbiter: Vink |              |           |                       | Velthuizen, Leerdam 37', Kasjia , Van der Heijden, Van der Struijk 77' ( Atsu), Pröpper, Qazaishvili 46' ( Kakuta), Janssen 78' ( Vejinović), Ibarra, Havenaar 74', Piazon RESERVEBANK: Meerits, Hutchinson, Mori, Santos | Mulder 76', Janmaat, De Vrij 74', Martins Indi, Nelom, Vormer, Clasie, Vilhena, Armenteros, Pellè 87', Boëtius 61' ( Schaken) RESERVEBANK: Lamprou, Mathijsen, Goossens, Van Beek, Manu, Bakkal |  |
| Bijz.: Tsjantoeria geschorst                                  |              |           |                       | | |  |

Speelronde 10:
| zaterdag 19 oktober 2013, 20:45                                                 | sc Heerenveen              | 2-3 (1-0) | Vitesse                          | Opstelling sc Heerenveen | Opstelling Vitesse |  |
| Stadion: Abe Lenstra Stadion, Heerenveen Toeschouwers: 22.000 Arbiter: Liesveld | Finnbogason 43' Otigba 49' |           | 54' 73' Piazon 90+3' Van Aanholt | Nordfeldt, Van Anholt, Otigba, Kruiswijk, Dijks, Ziyech 83' ( Eikrem), De Roon, Van den Berg 20', Slagveer 61' ( Wildschut), Finnbogason, Van La Parra 80' ( Nwofor) RESERVEBANK: Vandenbussche, De Kamps, Raitala, Zomer | Velthuizen, Leerdam 46' ( Van der Struijk), Kasjia 90+1', Van der Heijden 89', Van Aanholt, Pröpper, Piazon, Vejinović 67' ( Qazaishvili), Ibarra 58', Havenaar 76' 83' ( Tsjantoeria), Atsu RESERVEBANK: Meerits, Mori, Kakuta, - |  |
| Stadion: Abe Lenstra Stadion, Heerenveen Toeschouwers: 22.000 Arbiter: Liesveld |                            |           |                                  | Nordfeldt, Van Anholt, Otigba, Kruiswijk, Dijks, Ziyech 83' ( Eikrem), De Roon, Van den Berg 20', Slagveer 61' ( Wildschut), Finnbogason, Van La Parra 80' ( Nwofor) RESERVEBANK: Vandenbussche, De Kamps, Raitala, Zomer | Velthuizen, Leerdam 46' ( Van der Struijk), Kasjia 90+1', Van der Heijden 89', Van Aanholt, Pröpper, Piazon, Vejinović 67' ( Qazaishvili), Ibarra 58', Havenaar 76' 83' ( Tsjantoeria), Atsu RESERVEBANK: Meerits, Mori, Kakuta, - |  |
| Stadion: Abe Lenstra Stadion, Heerenveen Toeschouwers: 22.000 Arbiter: Liesveld |                            |           |                                  | Nordfeldt, Van Anholt, Otigba, Kruiswijk, Dijks, Ziyech 83' ( Eikrem), De Roon, Van den Berg 20', Slagveer 61' ( Wildschut), Finnbogason, Van La Parra 80' ( Nwofor) RESERVEBANK: Vandenbussche, De Kamps, Raitala, Zomer | Velthuizen, Leerdam 46' ( Van der Struijk), Kasjia 90+1', Van der Heijden 89', Van Aanholt, Pröpper, Piazon, Vejinović 67' ( Qazaishvili), Ibarra 58', Havenaar 76' 83' ( Tsjantoeria), Atsu RESERVEBANK: Meerits, Mori, Kakuta, - |  |
|                                                                                 |                            |           |                                  | | |  |

Speelronde 11:
| zondag 27 oktober 2013, 16:30                                    | Vitesse                  | 2-2 (1-0) | FC Groningen           | Opstelling Vitesse | Opstelling FC Groningen |  |
| Stadion: GelreDome, Arnhem Toeschouwers: 19.104 Arbiter: Kuipers | Havenaar 32' Pröpper 73' |           | 75' Živković 78' Chery | Velthuizen, Leerdam, Kasjia , Mori 58', Van Aanholt, Pröpper, Atsu 81' ( Kakuta), Vejinović, Ibarra, Havenaar, Piazon RESERVEBANK: Meerits, Hutchinson, Van der Struijk, Santos, Tsjantoeria, Qazaishvili | Bizot, Magnasco 59' 77' ( Burnet), Botteghin, Kappelhof, Wijnaldum, Kieftenbeld, Chery, Hiariej 71' ( Kirm), Adorján 54' ( Živković 90'), De Leeuw, Kostić RESERVEBANK: Luciano, Troost-Ekong, Lindgren, Hateboer |  |
| Stadion: GelreDome, Arnhem Toeschouwers: 19.104 Arbiter: Kuipers |                          |           |                        | Velthuizen, Leerdam, Kasjia , Mori 58', Van Aanholt, Pröpper, Atsu 81' ( Kakuta), Vejinović, Ibarra, Havenaar, Piazon RESERVEBANK: Meerits, Hutchinson, Van der Struijk, Santos, Tsjantoeria, Qazaishvili | Bizot, Magnasco 59' 77' ( Burnet), Botteghin, Kappelhof, Wijnaldum, Kieftenbeld, Chery, Hiariej 71' ( Kirm), Adorján 54' ( Živković 90'), De Leeuw, Kostić RESERVEBANK: Luciano, Troost-Ekong, Lindgren, Hateboer |  |
| Stadion: GelreDome, Arnhem Toeschouwers: 19.104 Arbiter: Kuipers |                          |           |                        | Velthuizen, Leerdam, Kasjia , Mori 58', Van Aanholt, Pröpper, Atsu 81' ( Kakuta), Vejinović, Ibarra, Havenaar, Piazon RESERVEBANK: Meerits, Hutchinson, Van der Struijk, Santos, Tsjantoeria, Qazaishvili | Bizot, Magnasco 59' 77' ( Burnet), Botteghin, Kappelhof, Wijnaldum, Kieftenbeld, Chery, Hiariej 71' ( Kirm), Adorján 54' ( Živković 90'), De Leeuw, Kostić RESERVEBANK: Luciano, Troost-Ekong, Lindgren, Hateboer |  |
| Bijz.: Van der Heijden geschorst                                 |                          |           |                        | | |  |

Speelronde 12:
| zaterdag 2 november 2013, 18:45                                           | Ajax | 0-1 (0-0) | Vitesse         | Opstelling Ajax | Opstelling Vitesse |  |
| Stadion: Amsterdam ArenA, Amsterdam Toeschouwers: 51.377 Arbiter: Nijhuis |      |           | 90' Qazaishvili | Cillessen, Van Rhijn, Veltman, Denswil, Blind 73', De Jong , Poulsen 63' 68' ( Boilesen), Serero, Andersen 76' ( Klaassen), Sigþórsson, Fischer 83' ( Schöne) RESERVEBANK: Vermeer, Van der Hoorn, Sana, Hoesen | Velthuizen, Leerdam, Kasjia , Van der Heijden, Van Aanholt, Pröpper 78', Atsu 83' ( Kakuta 89'), Vejinović 55' 90+2' ( Hutchinson), Ibarra, Havenaar 73' ( Qazaishvili), Piazon RESERVEBANK: Meerits, Mori, Van der Struijk, Tsjantoeria |  |
| Stadion: Amsterdam ArenA, Amsterdam Toeschouwers: 51.377 Arbiter: Nijhuis |      |           |                 | Cillessen, Van Rhijn, Veltman, Denswil, Blind 73', De Jong , Poulsen 63' 68' ( Boilesen), Serero, Andersen 76' ( Klaassen), Sigþórsson, Fischer 83' ( Schöne) RESERVEBANK: Vermeer, Van der Hoorn, Sana, Hoesen | Velthuizen, Leerdam, Kasjia , Van der Heijden, Van Aanholt, Pröpper 78', Atsu 83' ( Kakuta 89'), Vejinović 55' 90+2' ( Hutchinson), Ibarra, Havenaar 73' ( Qazaishvili), Piazon RESERVEBANK: Meerits, Mori, Van der Struijk, Tsjantoeria |  |
| Stadion: Amsterdam ArenA, Amsterdam Toeschouwers: 51.377 Arbiter: Nijhuis |      |           |                 | Cillessen, Van Rhijn, Veltman, Denswil, Blind 73', De Jong , Poulsen 63' 68' ( Boilesen), Serero, Andersen 76' ( Klaassen), Sigþórsson, Fischer 83' ( Schöne) RESERVEBANK: Vermeer, Van der Hoorn, Sana, Hoesen | Velthuizen, Leerdam, Kasjia , Van der Heijden, Van Aanholt, Pröpper 78', Atsu 83' ( Kakuta 89'), Vejinović 55' 90+2' ( Hutchinson), Ibarra, Havenaar 73' ( Qazaishvili), Piazon RESERVEBANK: Meerits, Mori, Van der Struijk, Tsjantoeria |  |
|                                                                           |      |           |                 | | |  |

Speelronde 13:
| zaterdag 9 november 2013, 19:45                                     | Vitesse                                    | 3-1 (1-0) | FC Utrecht           | Opstelling Vitesse | Opstelling FC Utrecht |  |
| Stadion: GelreDome, Arnhem Toeschouwers: 16.779 Arbiter: Van Boekel | Atsu 31' (pen.) Havenaar 86' Pröpper 90+3' |           | 63' (pen.) De Ridder | Velthuizen, Leerdam 64', Kasjia , Van der Heijden, Van Aanholt, Pröpper, Atsu, Vejinović 36', Ibarra 66' ( Qazaishvili), Havenaar, Piazon 90+1' ( Kakuta) RESERVEBANK: Meerits, Hutchinson, Mori, Van der Struijk, Tsjantoeria | Ruiter, Markiet, Van der Maarel, Heerings 30', Bulthuis, Toornstra, Ayoub, Van der Gun , Oar, Mulenga 12' ( Takagi), De Ridder 80' ( Schepers) RESERVEBANK: Verhoeven, Derijck, Bjelica, Van Hofwegen, Van Velzen |  |
| Stadion: GelreDome, Arnhem Toeschouwers: 16.779 Arbiter: Van Boekel |                                            |           |                      | Velthuizen, Leerdam 64', Kasjia , Van der Heijden, Van Aanholt, Pröpper, Atsu, Vejinović 36', Ibarra 66' ( Qazaishvili), Havenaar, Piazon 90+1' ( Kakuta) RESERVEBANK: Meerits, Hutchinson, Mori, Van der Struijk, Tsjantoeria | Ruiter, Markiet, Van der Maarel, Heerings 30', Bulthuis, Toornstra, Ayoub, Van der Gun , Oar, Mulenga 12' ( Takagi), De Ridder 80' ( Schepers) RESERVEBANK: Verhoeven, Derijck, Bjelica, Van Hofwegen, Van Velzen |  |
| Stadion: GelreDome, Arnhem Toeschouwers: 16.779 Arbiter: Van Boekel |                                            |           |                      | Velthuizen, Leerdam 64', Kasjia , Van der Heijden, Van Aanholt, Pröpper, Atsu, Vejinović 36', Ibarra 66' ( Qazaishvili), Havenaar, Piazon 90+1' ( Kakuta) RESERVEBANK: Meerits, Hutchinson, Mori, Van der Struijk, Tsjantoeria | Ruiter, Markiet, Van der Maarel, Heerings 30', Bulthuis, Toornstra, Ayoub, Van der Gun , Oar, Mulenga 12' ( Takagi), De Ridder 80' ( Schepers) RESERVEBANK: Verhoeven, Derijck, Bjelica, Van Hofwegen, Van Velzen |  |
|                                                                     |                                            |           |                      | | |  |

Speelronde 14:
| zondag 24 november 2013, 14:30                                                                                             | Go Ahead Eagles | 0-3 (0-2) | Vitesse                                 | Opstelling Go Ahead Eagles | Opstelling Vitesse |  |
| Stadion: De Adelaarshorst, Deventer Toeschouwers: 7.473 Arbiter: Makkelie                                                  |                 |           | 35' (pen.) 41' (pen.) Piazon 65' Kakuta | Room, Schmidt 11' 82' ( Amevor), Vriends, Van der Linden 40', Schenk, Falkenburg 72' ( Lambooij), Overgoor, Türüç 34', Antonia 48', Kolder 72' ( Godee), Houtkoop RESERVEBANK: Cummins, Rijsdijk, Schroyen, Kavak | Velthuizen 9', Van der Struijk, Kasjia , Van der Heijden, Van Aanholt, Pröpper 82' ( Qazaishvili), Atsu 75' ( Tsjantoeria), Vejinović, Ibarra 46' ( Kakuta), Havenaar, Piazon RESERVEBANK: Meerits, Mori, Santos, - |  |
| Stadion: De Adelaarshorst, Deventer Toeschouwers: 7.473 Arbiter: Makkelie                                                  |                 |           |                                         | Room, Schmidt 11' 82' ( Amevor), Vriends, Van der Linden 40', Schenk, Falkenburg 72' ( Lambooij), Overgoor, Türüç 34', Antonia 48', Kolder 72' ( Godee), Houtkoop RESERVEBANK: Cummins, Rijsdijk, Schroyen, Kavak | Velthuizen 9', Van der Struijk, Kasjia , Van der Heijden, Van Aanholt, Pröpper 82' ( Qazaishvili), Atsu 75' ( Tsjantoeria), Vejinović, Ibarra 46' ( Kakuta), Havenaar, Piazon RESERVEBANK: Meerits, Mori, Santos, - |  |
| Stadion: De Adelaarshorst, Deventer Toeschouwers: 7.473 Arbiter: Makkelie                                                  |                 |           |                                         | Room, Schmidt 11' 82' ( Amevor), Vriends, Van der Linden 40', Schenk, Falkenburg 72' ( Lambooij), Overgoor, Türüç 34', Antonia 48', Kolder 72' ( Godee), Houtkoop RESERVEBANK: Cummins, Rijsdijk, Schroyen, Kavak | Velthuizen 9', Van der Struijk, Kasjia , Van der Heijden, Van Aanholt, Pröpper 82' ( Qazaishvili), Atsu 75' ( Tsjantoeria), Vejinović, Ibarra 46' ( Kakuta), Havenaar, Piazon RESERVEBANK: Meerits, Mori, Santos, - |  |
| Bijz.: Leerdam geschorst; wedstrijd wordt in de 41e minuut kort gestaakt na spreekkoren, supporter en vuurwerk op het veld |                 |           |                                         | | |  |

Speelronde 15:
| zondag 1 december 2013, 14:30                                    | Vitesse                                     | 3-0 (1-0) | SC Cambuur | Opstelling Vitesse | Opstelling SC Cambuur |  |
| Stadion: GelreDome, Arnhem Toeschouwers: 16.903 Arbiter: Kuipers | Vejinović 33' Leerdam 50' Tsjantoeria 90+2' |           |            | Velthuizen, Leerdam, Kasjia , Van der Heijden, Van Aanholt, Pröpper, Atsu 85' ( Qazaishvili), Vejinović, Ibarra, Havenaar 80' ( Tsjantoeria), Piazon 71' ( Kakuta) RESERVEBANK: Meerits, Hutchinson, Mori, Van der Struijk | Nienhuis, Droste, Leeuwin, Van der Laan 58', Pereira, Van Brakel, El Makrini, Bakker 73' ( Feldballe), Lukoki 83' ( Barto), Van Moorsel 53' ( Christovão), Ritzmaier RESERVEBANK: Zeinstra, Van Boxel, Brands, Dijkstra |  |
| Stadion: GelreDome, Arnhem Toeschouwers: 16.903 Arbiter: Kuipers |                                             |           |            | Velthuizen, Leerdam, Kasjia , Van der Heijden, Van Aanholt, Pröpper, Atsu 85' ( Qazaishvili), Vejinović, Ibarra, Havenaar 80' ( Tsjantoeria), Piazon 71' ( Kakuta) RESERVEBANK: Meerits, Hutchinson, Mori, Van der Struijk | Nienhuis, Droste, Leeuwin, Van der Laan 58', Pereira, Van Brakel, El Makrini, Bakker 73' ( Feldballe), Lukoki 83' ( Barto), Van Moorsel 53' ( Christovão), Ritzmaier RESERVEBANK: Zeinstra, Van Boxel, Brands, Dijkstra |  |
| Stadion: GelreDome, Arnhem Toeschouwers: 16.903 Arbiter: Kuipers |                                             |           |            | Velthuizen, Leerdam, Kasjia , Van der Heijden, Van Aanholt, Pröpper, Atsu 85' ( Qazaishvili), Vejinović, Ibarra, Havenaar 80' ( Tsjantoeria), Piazon 71' ( Kakuta) RESERVEBANK: Meerits, Hutchinson, Mori, Van der Struijk | Nienhuis, Droste, Leeuwin, Van der Laan 58', Pereira, Van Brakel, El Makrini, Bakker 73' ( Feldballe), Lukoki 83' ( Barto), Van Moorsel 53' ( Christovão), Ritzmaier RESERVEBANK: Zeinstra, Van Boxel, Brands, Dijkstra |  |
|                                                                  |                                             |           |            | | |  |

Speelronde 16:
| zaterdag 7 december 2013, 20:45                                                | PSV                 | 2-6 (1-1) | Vitesse                                                               | Opstelling PSV | Opstelling Vitesse |  |
| Stadion: Philips Stadion, Eindhoven Toeschouwers: 33.000 Arbiter: Nijhuis      | Depay 45' Rekik 84' |           | 38' Piazon 66' Havenaar 75' Leerdam 85' 90+3' Pröpper 87' Van Aanholt | Zoet, Arias 79' ( Park), Zanka 64', Rekik, Tamata, Hiljemark, Maher, Schaars 45+2' ( Toivonen), Narsingh 69' ( Jozefzoon), Locadia, Depay RESERVEBANK: Tytoń, Bakkali, Brenet, Hendrix | Velthuizen, Leerdam, Kasjia 60', Van der Heijden, Van Aanholt, Pröpper, Atsu, Vejinović, Ibarra 83' ( Kakuta), Havenaar, Piazon RESERVEBANK: Meerits, Hutchinson, Mori, Van der Struijk, Tsjantoeria, Qazaishvili |  |
| Stadion: Philips Stadion, Eindhoven Toeschouwers: 33.000 Arbiter: Nijhuis      |                     |           |                                                                       | Zoet, Arias 79' ( Park), Zanka 64', Rekik, Tamata, Hiljemark, Maher, Schaars 45+2' ( Toivonen), Narsingh 69' ( Jozefzoon), Locadia, Depay RESERVEBANK: Tytoń, Bakkali, Brenet, Hendrix | Velthuizen, Leerdam, Kasjia 60', Van der Heijden, Van Aanholt, Pröpper, Atsu, Vejinović, Ibarra 83' ( Kakuta), Havenaar, Piazon RESERVEBANK: Meerits, Hutchinson, Mori, Van der Struijk, Tsjantoeria, Qazaishvili |  |
| Stadion: Philips Stadion, Eindhoven Toeschouwers: 33.000 Arbiter: Nijhuis      |                     |           |                                                                       | Zoet, Arias 79' ( Park), Zanka 64', Rekik, Tamata, Hiljemark, Maher, Schaars 45+2' ( Toivonen), Narsingh 69' ( Jozefzoon), Locadia, Depay RESERVEBANK: Tytoń, Bakkali, Brenet, Hendrix | Velthuizen, Leerdam, Kasjia 60', Van der Heijden, Van Aanholt, Pröpper, Atsu, Vejinović, Ibarra 83' ( Kakuta), Havenaar, Piazon RESERVEBANK: Meerits, Hutchinson, Mori, Van der Struijk, Tsjantoeria, Qazaishvili |  |
| Bijz.: Blom zou de wedstrijd fluiten maar moest afzeggen in verband met ziekte |                     |           |                                                                       | | |  |

Speelronde 17:
| zondag 15 december 2013, 14:30                                      | Vitesse                           | 3-2 (1-1) | NAC Breda                    | Opstelling Vitesse | Opstelling NAC Breda |  |
| Stadion: GelreDome, Arnhem Toeschouwers: 20.800 Arbiter: Van Sichem | Piazon 35' (pen.) 50' Leerdam 84' |           | 24' (pen.) Buijs 89' Lurling | Velthuizen, Leerdam, Kasjia 28', Van der Heijden, Van Aanholt, Pröpper, Atsu, Vejinović, Ibarra 83' ( Kakuta), Havenaar, Piazon RESERVEBANK: Meerits, Hutchinson, Mori, Van der Struijk, Tsjantoeria, Qazaishvili | Ten Rouwelaar, De Roover 51', Drost, Kwakman, Van der Weg 58', Buijs, Hadouir 16' 83' ( Schalk), Seuntjens 73', Hooi 65' ( Lurling), Perica 34', Sarpong RESERVEBANK: Babos, Gilissen, Stuij van den Herik, Swerts, Bodor |  |
| Stadion: GelreDome, Arnhem Toeschouwers: 20.800 Arbiter: Van Sichem |                                   |           |                              | Velthuizen, Leerdam, Kasjia 28', Van der Heijden, Van Aanholt, Pröpper, Atsu, Vejinović, Ibarra 83' ( Kakuta), Havenaar, Piazon RESERVEBANK: Meerits, Hutchinson, Mori, Van der Struijk, Tsjantoeria, Qazaishvili | Ten Rouwelaar, De Roover 51', Drost, Kwakman, Van der Weg 58', Buijs, Hadouir 16' 83' ( Schalk), Seuntjens 73', Hooi 65' ( Lurling), Perica 34', Sarpong RESERVEBANK: Babos, Gilissen, Stuij van den Herik, Swerts, Bodor |  |
| Stadion: GelreDome, Arnhem Toeschouwers: 20.800 Arbiter: Van Sichem |                                   |           |                              | Velthuizen, Leerdam, Kasjia 28', Van der Heijden, Van Aanholt, Pröpper, Atsu, Vejinović, Ibarra 83' ( Kakuta), Havenaar, Piazon RESERVEBANK: Meerits, Hutchinson, Mori, Van der Struijk, Tsjantoeria, Qazaishvili | Ten Rouwelaar, De Roover 51', Drost, Kwakman, Van der Weg 58', Buijs, Hadouir 16' 83' ( Schalk), Seuntjens 73', Hooi 65' ( Lurling), Perica 34', Sarpong RESERVEBANK: Babos, Gilissen, Stuij van den Herik, Swerts, Bodor |  |
|                                                                     |                                   |           |                              | | |  |

Speelronde 18:
| zaterdag 21 december 2013, 19:45                                  | Heracles Almelo | 2-2 (0-2) | Vitesse                   | Opstelling Heracles Almelo | Opstelling Vitesse |  |
| Stadion: Polman Stadion, Almelo Toeschouwers: 8.470 Arbiter: Vink | Linssen 51' 77' |           | 6' Van Aanholt 41' Piazon | Pasveer, Te Wierik, Schenkeveld, Veldmate, Davidson, Cziommer, Bel Hassani 46' ( Bruns), Rienstra, Tannane 31' ( Rosheuvel), Uth 37', Linssen 49' RESERVEBANK: Telgenkamp, Dorda, Belterman, Streutker, Quansah | Velthuizen, Leerdam, Kasjia , Van der Heijden 86', Van Aanholt, Pröpper, Qazaishvili 90' ( Tsjantoeria), Vejinović, Ibarra, Piazon 63', Atsu 69' 73' ( Kakuta) RESERVEBANK: Meerits, Mori, Van der Struijk, Vink, Lieftink |  |
| Stadion: Polman Stadion, Almelo Toeschouwers: 8.470 Arbiter: Vink |                 |           |                           | Pasveer, Te Wierik, Schenkeveld, Veldmate, Davidson, Cziommer, Bel Hassani 46' ( Bruns), Rienstra, Tannane 31' ( Rosheuvel), Uth 37', Linssen 49' RESERVEBANK: Telgenkamp, Dorda, Belterman, Streutker, Quansah | Velthuizen, Leerdam, Kasjia , Van der Heijden 86', Van Aanholt, Pröpper, Qazaishvili 90' ( Tsjantoeria), Vejinović, Ibarra, Piazon 63', Atsu 69' 73' ( Kakuta) RESERVEBANK: Meerits, Mori, Van der Struijk, Vink, Lieftink |  |
| Stadion: Polman Stadion, Almelo Toeschouwers: 8.470 Arbiter: Vink |                 |           |                           | Pasveer, Te Wierik, Schenkeveld, Veldmate, Davidson, Cziommer, Bel Hassani 46' ( Bruns), Rienstra, Tannane 31' ( Rosheuvel), Uth 37', Linssen 49' RESERVEBANK: Telgenkamp, Dorda, Belterman, Streutker, Quansah | Velthuizen, Leerdam, Kasjia , Van der Heijden 86', Van Aanholt, Pröpper, Qazaishvili 90' ( Tsjantoeria), Vejinović, Ibarra, Piazon 63', Atsu 69' 73' ( Kakuta) RESERVEBANK: Meerits, Mori, Van der Struijk, Vink, Lieftink |  |
| Bijz.: Havenaar geschorst                                         |                 |           |                           | | |  |

Speelronde 19:
| zaterdag 18 januari 2014, 19:45                                            | PEC Zwolle    | 1-2 (1-1) | Vitesse                                   | Opstelling PEC Zwolle | Opstelling Vitesse |  |
| Stadion: IJsseldeltastadion, Zwolle Toeschouwers: 12.350 Arbiter: Liesveld | Fernandez 10' |           | 3' Atsu 13' (pen.) Piazon 90' Van Aanholt | Boer, Van Polen, Van der Werff, Broerse, Van Hintum 12', Klich, Mokotjo, Hiwat 63' ( Karagounis 86'), Drost 43' 84' ( Saymak), Thomas, Fernandez 73' ( Benson) RESERVEBANK: Begois, Mahmudov, Labylle, Gravenbeek | Velthuizen 86', Leerdam, Kasjia 63', Van der Heijden, Van Aanholt 90+1', Pröpper, Atsu, Vejinović, Ibarra, Tsjantoeria 64' ( Labyad), Piazon RESERVEBANK: Meerits, Achenteh, Mori, Van der Struijk, Qazaishvili, Bosz |  |
| Stadion: IJsseldeltastadion, Zwolle Toeschouwers: 12.350 Arbiter: Liesveld |               |           |                                           | Boer, Van Polen, Van der Werff, Broerse, Van Hintum 12', Klich, Mokotjo, Hiwat 63' ( Karagounis 86'), Drost 43' 84' ( Saymak), Thomas, Fernandez 73' ( Benson) RESERVEBANK: Begois, Mahmudov, Labylle, Gravenbeek | Velthuizen 86', Leerdam, Kasjia 63', Van der Heijden, Van Aanholt 90+1', Pröpper, Atsu, Vejinović, Ibarra, Tsjantoeria 64' ( Labyad), Piazon RESERVEBANK: Meerits, Achenteh, Mori, Van der Struijk, Qazaishvili, Bosz |  |
| Stadion: IJsseldeltastadion, Zwolle Toeschouwers: 12.350 Arbiter: Liesveld |               |           |                                           | Boer, Van Polen, Van der Werff, Broerse, Van Hintum 12', Klich, Mokotjo, Hiwat 63' ( Karagounis 86'), Drost 43' 84' ( Saymak), Thomas, Fernandez 73' ( Benson) RESERVEBANK: Begois, Mahmudov, Labylle, Gravenbeek | Velthuizen 86', Leerdam, Kasjia 63', Van der Heijden, Van Aanholt 90+1', Pröpper, Atsu, Vejinović, Ibarra, Tsjantoeria 64' ( Labyad), Piazon RESERVEBANK: Meerits, Achenteh, Mori, Van der Struijk, Qazaishvili, Bosz |  |
| Bijz.: Havenaar geschorst                                                  |               |           |                                           | | |  |

Speelronde 20:
| zondag 26 januari 2014, 12:30                                 | Vitesse  | 1-1 (1-0) | N.E.C.     | Opstelling Vitesse | Opstelling N.E.C. |  |
| Stadion: GelreDome, Arnhem Toeschouwers: 20.613 Arbiter: Vink | Mori 30' |           | 71' Higdon | Velthuizen, Leerdam, Mori, Van der Heijden , Van Aanholt, Pröpper, Vejinović, Atsu, Ibarra 77' ( Labyad), Havenaar, Piazon 67' ( Traoré) RESERVEBANK: Houwen, Achenteh, Van der Struijk, Đurđević, Qazaishvili | Johnsson, Vermijl, Van Eijden 19', Haitz, Conboy 76' ( Leiwakabessy), Štefánik 87' ( Mulder), Koolwijk , Rieks 64' ( Foor), Hemlein, Higdon, Jantscher RESERVEBANK: Smits, Čmovš, Disveld, Castillion |  |
| Stadion: GelreDome, Arnhem Toeschouwers: 20.613 Arbiter: Vink |          |           |            | Velthuizen, Leerdam, Mori, Van der Heijden , Van Aanholt, Pröpper, Vejinović, Atsu, Ibarra 77' ( Labyad), Havenaar, Piazon 67' ( Traoré) RESERVEBANK: Houwen, Achenteh, Van der Struijk, Đurđević, Qazaishvili | Johnsson, Vermijl, Van Eijden 19', Haitz, Conboy 76' ( Leiwakabessy), Štefánik 87' ( Mulder), Koolwijk , Rieks 64' ( Foor), Hemlein, Higdon, Jantscher RESERVEBANK: Smits, Čmovš, Disveld, Castillion |  |
| Stadion: GelreDome, Arnhem Toeschouwers: 20.613 Arbiter: Vink |          |           |            | Velthuizen, Leerdam, Mori, Van der Heijden , Van Aanholt, Pröpper, Vejinović, Atsu, Ibarra 77' ( Labyad), Havenaar, Piazon 67' ( Traoré) RESERVEBANK: Houwen, Achenteh, Van der Struijk, Đurđević, Qazaishvili | Johnsson, Vermijl, Van Eijden 19', Haitz, Conboy 76' ( Leiwakabessy), Štefánik 87' ( Mulder), Koolwijk , Rieks 64' ( Foor), Hemlein, Higdon, Jantscher RESERVEBANK: Smits, Čmovš, Disveld, Castillion |  |
| Bijz.: Kasjia geschorst                                       |          |           |            | | |  |

Speelronde 21:
| vrijdag 31 januari 2014, 20:00                                                 | Feyenoord | 1-1 (1-0) | Vitesse    | Opstelling Feyenoord | Opstelling Vitesse |  |
| Stadion: Stadion Feijenoord, Rotterdam Toeschouwers: 47.000 Arbiter: Gözübüyük | Pellè 39' |           | 57' Kasjia | Mulder, Janmaat 78' ( Van Beek), De Vrij, Kongolo, Martins Indi, Clasie, Immers, Vilhena, Armenteros 65' ( Schaken), Pellè , Boëtius 80' ( Goossens) RESERVEBANK: Graafland, Bakkal, Nelom, Te Vrede | Velthuizen, Leerdam 37', Kasjia , Van der Heijden, Van Aanholt, Pröpper, Vejinović 90', Atsu, Ibarra 84' ( Labyad), Havenaar 57' ( Traoré 90+1'), Piazon RESERVEBANK: Room, Mori, Van der Struijk, Đurđević, Qazaishvili |  |
| Stadion: Stadion Feijenoord, Rotterdam Toeschouwers: 47.000 Arbiter: Gözübüyük |           |           |            | Mulder, Janmaat 78' ( Van Beek), De Vrij, Kongolo, Martins Indi, Clasie, Immers, Vilhena, Armenteros 65' ( Schaken), Pellè , Boëtius 80' ( Goossens) RESERVEBANK: Graafland, Bakkal, Nelom, Te Vrede | Velthuizen, Leerdam 37', Kasjia , Van der Heijden, Van Aanholt, Pröpper, Vejinović 90', Atsu, Ibarra 84' ( Labyad), Havenaar 57' ( Traoré 90+1'), Piazon RESERVEBANK: Room, Mori, Van der Struijk, Đurđević, Qazaishvili |  |
| Stadion: Stadion Feijenoord, Rotterdam Toeschouwers: 47.000 Arbiter: Gözübüyük |           |           |            | Mulder, Janmaat 78' ( Van Beek), De Vrij, Kongolo, Martins Indi, Clasie, Immers, Vilhena, Armenteros 65' ( Schaken), Pellè , Boëtius 80' ( Goossens) RESERVEBANK: Graafland, Bakkal, Nelom, Te Vrede | Velthuizen, Leerdam 37', Kasjia , Van der Heijden, Van Aanholt, Pröpper, Vejinović 90', Atsu, Ibarra 84' ( Labyad), Havenaar 57' ( Traoré 90+1'), Piazon RESERVEBANK: Room, Mori, Van der Struijk, Đurđević, Qazaishvili |  |
|                                                                                |           |           |            | | |  |

Speelronde 22:
| dinsdag 4 februari 2014, 20:45                                       | Vitesse | 0-2 (0-2) | AZ                                    | Opstelling Vitesse | Opstelling AZ |  |
| Stadion: GelreDome, Arnhem Toeschouwers: 18.213 Arbiter: Wiedemeijer |         |           | 20' (e.d.) Van Aanholt 42' Jóhannsson | Velthuizen, Leerdam 77', Kasjia , Van der Heijden, Van Aanholt, Pröpper, Vejinović 46' ( Labyad), Atsu 81' ( Qazaishvili), Ibarra, Havenaar, Piazon 46' ( Traoré) RESERVEBANK: Room, Mori, Van der Struijk, Đurđević | Esteban, Reijnen, Gouweleeuw, Wuytens, Viergever , Gudelj, Ortíz, Elm 70', Berghuis 74' ( Guðmundsson 78'), Jóhannsson 46' ( Avdić), Beerens RESERVEBANK: De Winter, Johansson, Gorter, Henriksen, Lewis |  |
| Stadion: GelreDome, Arnhem Toeschouwers: 18.213 Arbiter: Wiedemeijer |         |           |                                       | Velthuizen, Leerdam 77', Kasjia , Van der Heijden, Van Aanholt, Pröpper, Vejinović 46' ( Labyad), Atsu 81' ( Qazaishvili), Ibarra, Havenaar, Piazon 46' ( Traoré) RESERVEBANK: Room, Mori, Van der Struijk, Đurđević | Esteban, Reijnen, Gouweleeuw, Wuytens, Viergever , Gudelj, Ortíz, Elm 70', Berghuis 74' ( Guðmundsson 78'), Jóhannsson 46' ( Avdić), Beerens RESERVEBANK: De Winter, Johansson, Gorter, Henriksen, Lewis |  |
| Stadion: GelreDome, Arnhem Toeschouwers: 18.213 Arbiter: Wiedemeijer |         |           |                                       | Velthuizen, Leerdam 77', Kasjia , Van der Heijden, Van Aanholt, Pröpper, Vejinović 46' ( Labyad), Atsu 81' ( Qazaishvili), Ibarra, Havenaar, Piazon 46' ( Traoré) RESERVEBANK: Room, Mori, Van der Struijk, Đurđević | Esteban, Reijnen, Gouweleeuw, Wuytens, Viergever , Gudelj, Ortíz, Elm 70', Berghuis 74' ( Guðmundsson 78'), Jóhannsson 46' ( Avdić), Beerens RESERVEBANK: De Winter, Johansson, Gorter, Henriksen, Lewis |  |
|                                                                      |         |           |                                       | | |  |

Speelronde 23:
| vrijdag 7 februari 2014, 20:00                                      | Vitesse | 0-0 (0-0) | ADO Den Haag | Opstelling Vitesse | Opstelling ADO Den Haag |  |
| Stadion: GelreDome, Arnhem Toeschouwers: 16.753 Arbiter: Van Boekel |         |           |              | Velthuizen, Van der Struijk 58', Kasjia , Van der Heijden, Van Aanholt 80', Pröpper 40', Vejinović 46' ( Labyad 70'), Atsu, Ibarra, Traoré 66' ( Havenaar), Piazon 88' ( Đurđević) RESERVEBANK: Room, Achenteh, Mori, Qazaishvili | Coutinho, Zuiverloon, Wormgoor, Beugelsdijk 74', Meijers, Malone, Holla, Bakker 49' 76' ( Van Haaren), Schet, Van Duinen, Alberg 58' 90+1' ( Kanon) RESERVEBANK: Zwinkels, Merencia, Buwalda, Kramer, Cabral |  |
| Stadion: GelreDome, Arnhem Toeschouwers: 16.753 Arbiter: Van Boekel |         |           |              | Velthuizen, Van der Struijk 58', Kasjia , Van der Heijden, Van Aanholt 80', Pröpper 40', Vejinović 46' ( Labyad 70'), Atsu, Ibarra, Traoré 66' ( Havenaar), Piazon 88' ( Đurđević) RESERVEBANK: Room, Achenteh, Mori, Qazaishvili | Coutinho, Zuiverloon, Wormgoor, Beugelsdijk 74', Meijers, Malone, Holla, Bakker 49' 76' ( Van Haaren), Schet, Van Duinen, Alberg 58' 90+1' ( Kanon) RESERVEBANK: Zwinkels, Merencia, Buwalda, Kramer, Cabral |  |
| Stadion: GelreDome, Arnhem Toeschouwers: 16.753 Arbiter: Van Boekel |         |           |              | Velthuizen, Van der Struijk 58', Kasjia , Van der Heijden, Van Aanholt 80', Pröpper 40', Vejinović 46' ( Labyad 70'), Atsu, Ibarra, Traoré 66' ( Havenaar), Piazon 88' ( Đurđević) RESERVEBANK: Room, Achenteh, Mori, Qazaishvili | Coutinho, Zuiverloon, Wormgoor, Beugelsdijk 74', Meijers, Malone, Holla, Bakker 49' 76' ( Van Haaren), Schet, Van Duinen, Alberg 58' 90+1' ( Kanon) RESERVEBANK: Zwinkels, Merencia, Buwalda, Kramer, Cabral |  |
| Bijz.: Leerdam geschorst                                            |         |           |              | | |  |

Speelronde 24:
| zaterdag 15 februari 2014, 18:45                                       | FC Twente                | 2-0 (0-0) | Vitesse | Opstelling FC Twente | Opstelling Vitesse |  |
| Stadion: De Grolsch Veste, Enschede Toeschouwers: 29.900 Arbiter: Vink | Castaignos 55' Tadić 78' |           |         | Marsman, Rosales, Bjelland, Martina, Koppers, Ebecilio, Eghan 64' 65' ( Børven), Gutiérrez, Promes, Castaignos 86' ( Đorđević), Tadić RESERVEBANK: Stevens, Hölscher, Röseler, Breukers, Tapia | Velthuizen, Leerdam 4', Kasjia , Van der Heijden, Van Aanholt 60', Pröpper, Vejinović 59', Atsu 72' ( Labyad), Ibarra 72' ( Traoré), Havenaar, Piazon 65' ( Van der Struijk) RESERVEBANK: Room, Mori, Đurđević, Qazaishvili |  |
| Stadion: De Grolsch Veste, Enschede Toeschouwers: 29.900 Arbiter: Vink |                          |           |         | Marsman, Rosales, Bjelland, Martina, Koppers, Ebecilio, Eghan 64' 65' ( Børven), Gutiérrez, Promes, Castaignos 86' ( Đorđević), Tadić RESERVEBANK: Stevens, Hölscher, Röseler, Breukers, Tapia | Velthuizen, Leerdam 4', Kasjia , Van der Heijden, Van Aanholt 60', Pröpper, Vejinović 59', Atsu 72' ( Labyad), Ibarra 72' ( Traoré), Havenaar, Piazon 65' ( Van der Struijk) RESERVEBANK: Room, Mori, Đurđević, Qazaishvili |  |
| Stadion: De Grolsch Veste, Enschede Toeschouwers: 29.900 Arbiter: Vink |                          |           |         | Marsman, Rosales, Bjelland, Martina, Koppers, Ebecilio, Eghan 64' 65' ( Børven), Gutiérrez, Promes, Castaignos 86' ( Đorđević), Tadić RESERVEBANK: Stevens, Hölscher, Röseler, Breukers, Tapia | Velthuizen, Leerdam 4', Kasjia , Van der Heijden, Van Aanholt 60', Pröpper, Vejinović 59', Atsu 72' ( Labyad), Ibarra 72' ( Traoré), Havenaar, Piazon 65' ( Van der Struijk) RESERVEBANK: Room, Mori, Đurđević, Qazaishvili |  |
|                                                                        |                          |           |         | | |  |

Speelronde 25:
| zondag 23 februari 2014, 14:30                                  | Vitesse                               | 3-1 (0-1) | RKC Waalwijk | Opstelling Vitesse | Opstelling RKC Waalwijk |  |
| Stadion: GelreDome, Arnhem Toeschouwers: 23.411 Arbiter: Higler | Havenaar 50' Qazaishvili 52' Atsu 68' |           | 14' Anderson | Velthuizen, Van der Struijk, Kasjia 46' ( Qazaishvili), Van der Heijden ( 46'+), Achenteh, Pröpper, Labyad, Vejinović, Traoré 46' ( Ibarra), Havenaar 89' ( Đurđević), Atsu RESERVEBANK: Room, Mori, Piazon, Vink | Šeda, Lamey, Van Hoevelen, Gouano 71' ( Van Weert 78'), Amieux, Sno, Anderson, Duits 90+1', Schet 65' ( Beauguel), Castelen, De Ridder RESERVEBANK: Van Dijk, Van Mosselveld, Joachim, Braber, Apau |  |
| Stadion: GelreDome, Arnhem Toeschouwers: 23.411 Arbiter: Higler |                                       |           |              | Velthuizen, Van der Struijk, Kasjia 46' ( Qazaishvili), Van der Heijden ( 46'+), Achenteh, Pröpper, Labyad, Vejinović, Traoré 46' ( Ibarra), Havenaar 89' ( Đurđević), Atsu RESERVEBANK: Room, Mori, Piazon, Vink | Šeda, Lamey, Van Hoevelen, Gouano 71' ( Van Weert 78'), Amieux, Sno, Anderson, Duits 90+1', Schet 65' ( Beauguel), Castelen, De Ridder RESERVEBANK: Van Dijk, Van Mosselveld, Joachim, Braber, Apau |  |
| Stadion: GelreDome, Arnhem Toeschouwers: 23.411 Arbiter: Higler |                                       |           |              | Velthuizen, Van der Struijk, Kasjia 46' ( Qazaishvili), Van der Heijden ( 46'+), Achenteh, Pröpper, Labyad, Vejinović, Traoré 46' ( Ibarra), Havenaar 89' ( Đurđević), Atsu RESERVEBANK: Room, Mori, Piazon, Vink | Šeda, Lamey, Van Hoevelen, Gouano 71' ( Van Weert 78'), Amieux, Sno, Anderson, Duits 90+1', Schet 65' ( Beauguel), Castelen, De Ridder RESERVEBANK: Van Dijk, Van Mosselveld, Joachim, Braber, Apau |  |
| Bijz.: Van Aanholt geschorst                                    |                                       |           |              | | |  |

Speelronde 26:
| zaterdag 1 maart 2014, 20:45                                      | Vitesse                        | 3-0 (2-0) | Roda JC Kerkrade | Opstelling Vitesse | Opstelling Roda JC Kerkrade |  |
| Stadion: GelreDome, Arnhem Toeschouwers: 16.908 Arbiter: Liesveld | Havenaar 14' 76' Vejinović 29' |           |                  | Velthuizen, Van der Struijk 64' ( Qazaishvili), Kasjia 38', Van der Heijden, Achenteh, Pröpper, Vejinović, Labyad 64' ( Piazon), Ibarra, Havenaar, Atsu 53' 80' ( Traoré) RESERVEBANK: Room, Mori, Đurđević, Vink | Kurto, Monteyne, Letschert, Bonevacia 28', Van Peppen 45', Hupperts 40' ( Paulissen), Sutchuin-Djoum 68' ( De Beule 76'), Donald 13', Kali , Höcher, Németh 80' ( Powel) RESERVEBANK: Prus, Dijkhuizen, Pluim, Jacobs |  |
| Stadion: GelreDome, Arnhem Toeschouwers: 16.908 Arbiter: Liesveld |                                |           |                  | Velthuizen, Van der Struijk 64' ( Qazaishvili), Kasjia 38', Van der Heijden, Achenteh, Pröpper, Vejinović, Labyad 64' ( Piazon), Ibarra, Havenaar, Atsu 53' 80' ( Traoré) RESERVEBANK: Room, Mori, Đurđević, Vink | Kurto, Monteyne, Letschert, Bonevacia 28', Van Peppen 45', Hupperts 40' ( Paulissen), Sutchuin-Djoum 68' ( De Beule 76'), Donald 13', Kali , Höcher, Németh 80' ( Powel) RESERVEBANK: Prus, Dijkhuizen, Pluim, Jacobs |  |
| Stadion: GelreDome, Arnhem Toeschouwers: 16.908 Arbiter: Liesveld |                                |           |                  | Velthuizen, Van der Struijk 64' ( Qazaishvili), Kasjia 38', Van der Heijden, Achenteh, Pröpper, Vejinović, Labyad 64' ( Piazon), Ibarra, Havenaar, Atsu 53' 80' ( Traoré) RESERVEBANK: Room, Mori, Đurđević, Vink | Kurto, Monteyne, Letschert, Bonevacia 28', Van Peppen 45', Hupperts 40' ( Paulissen), Sutchuin-Djoum 68' ( De Beule 76'), Donald 13', Kali , Höcher, Németh 80' ( Powel) RESERVEBANK: Prus, Dijkhuizen, Pluim, Jacobs |  |
| Bijz.: Van Aanholt geschorst                                      |                                |           |                  | | |  |

Speelronde 27:
| zaterdag 8 maart 2014, 20:45                                              | NAC Breda        | 1-2 (1-2) | Vitesse                | Opstelling NAC Breda | Opstelling Vitesse |  |
| Stadion: Rat Verlegh Stadion, Breda Toeschouwers: 17.800 Arbiter: Kuipers | Buijs 10' (pen.) |           | 8' Labyad 26' Havenaar | Ten Rouwelaar 26', De Roover, Drost, Buijs, Bodor, Seuntjens, Kwakman, Matić, Hooi, Poepon 24' ( Perica), Verbeek 34' ( Sarpong) RESERVEBANK: Babos, Suk, El Allouchi, Swerts, Van der Weg | Velthuizen, Van der Struijk, Kasjia , Van der Heijden, Achenteh, Pröpper, Vejinović, Labyad 81' ( Qazaishvili), Ibarra, Havenaar, Atsu 61' ( Piazon) RESERVEBANK: Room, Mori, Đurđević, Traoré, Van Aanholt |  |
| Stadion: Rat Verlegh Stadion, Breda Toeschouwers: 17.800 Arbiter: Kuipers |                  |           |                        | Ten Rouwelaar 26', De Roover, Drost, Buijs, Bodor, Seuntjens, Kwakman, Matić, Hooi, Poepon 24' ( Perica), Verbeek 34' ( Sarpong) RESERVEBANK: Babos, Suk, El Allouchi, Swerts, Van der Weg | Velthuizen, Van der Struijk, Kasjia , Van der Heijden, Achenteh, Pröpper, Vejinović, Labyad 81' ( Qazaishvili), Ibarra, Havenaar, Atsu 61' ( Piazon) RESERVEBANK: Room, Mori, Đurđević, Traoré, Van Aanholt |  |
| Stadion: Rat Verlegh Stadion, Breda Toeschouwers: 17.800 Arbiter: Kuipers |                  |           |                        | Ten Rouwelaar 26', De Roover, Drost, Buijs, Bodor, Seuntjens, Kwakman, Matić, Hooi, Poepon 24' ( Perica), Verbeek 34' ( Sarpong) RESERVEBANK: Babos, Suk, El Allouchi, Swerts, Van der Weg | Velthuizen, Van der Struijk, Kasjia , Van der Heijden, Achenteh, Pröpper, Vejinović, Labyad 81' ( Qazaishvili), Ibarra, Havenaar, Atsu 61' ( Piazon) RESERVEBANK: Room, Mori, Đurđević, Traoré, Van Aanholt |  |
|                                                                           |                  |           |                        | | |  |

Speelronde 28:
| zaterdag 15 maart 2014, 18:45                                 | Vitesse    | 1-2 (1-2) | PSV                             | Opstelling Vitesse | Opstelling PSV |  |
| Stadion: GelreDome, Arnhem Toeschouwers: 23.076 Arbiter: Blom | Labyad 18' |           | 7' Locadia 28' (pen.) 29' Depay | Velthuizen, Van der Struijk 69' ( Piazon), Kasjia , Van der Heijden 28', Achenteh 57', Pröpper, Vejinović, Labyad 33' 85' ( Đurđević), Ibarra 14' 69' ( Qazaishvili), Havenaar 29', Atsu RESERVEBANK: Room, Mori, Traoré, Van Aanholt | Zoet, Arias, Bruma 42', Rekik, Willems 74', Park 32' 79' ( Maher), Schaars 56', Hiljemark, Ruiz, Locadia 90+4' ( Hendrix), Depay 69' ( Narsingh) RESERVEBANK: Tytoń, Zanka, Matavž, Brenet |  |
| Stadion: GelreDome, Arnhem Toeschouwers: 23.076 Arbiter: Blom |            |           |                                 | Velthuizen, Van der Struijk 69' ( Piazon), Kasjia , Van der Heijden 28', Achenteh 57', Pröpper, Vejinović, Labyad 33' 85' ( Đurđević), Ibarra 14' 69' ( Qazaishvili), Havenaar 29', Atsu RESERVEBANK: Room, Mori, Traoré, Van Aanholt | Zoet, Arias, Bruma 42', Rekik, Willems 74', Park 32' 79' ( Maher), Schaars 56', Hiljemark, Ruiz, Locadia 90+4' ( Hendrix), Depay 69' ( Narsingh) RESERVEBANK: Tytoń, Zanka, Matavž, Brenet |  |
| Stadion: GelreDome, Arnhem Toeschouwers: 23.076 Arbiter: Blom |            |           |                                 | Velthuizen, Van der Struijk 69' ( Piazon), Kasjia , Van der Heijden 28', Achenteh 57', Pröpper, Vejinović, Labyad 33' 85' ( Đurđević), Ibarra 14' 69' ( Qazaishvili), Havenaar 29', Atsu RESERVEBANK: Room, Mori, Traoré, Van Aanholt | Zoet, Arias, Bruma 42', Rekik, Willems 74', Park 32' 79' ( Maher), Schaars 56', Hiljemark, Ruiz, Locadia 90+4' ( Hendrix), Depay 69' ( Narsingh) RESERVEBANK: Tytoń, Zanka, Matavž, Brenet |  |
|                                                               |            |           |                                 | | |  |

Speelronde 29:
| zaterdag 22 maart 2014, 18:45                                   | FC Groningen                              | 3-1 (1-1) | Vitesse  | Opstelling FC Groningen | Opstelling Vitesse |  |
| Stadion: Euroborg, Groningen Toeschouwers: 19.787 Arbiter: Vink | Živković 10' Van der Velden 56' Chery 63' |           | 39' Atsu | Bizot, Hateboer, Botteghin, Kappelhof, Burnet, Kieftenbeld , Chery, Lindgren, Van der Velden 70' 71' ( Kirm), Živković 86' ( Zeefuik), Kostić 90+1' ( Hagenauw) RESERVEBANK: Van der Lei, Adorján, Cijntje, Wijnaldum | Velthuizen, Van der Struijk 31' ( Leerdam 59'), Kasjia 42', Vejinović, Achenteh, Labyad 72' ( Traoré), Pröpper, Qazaishvili, Atsu, Havenaar 72' ( Đurđević), Piazon RESERVEBANK: Room, Mori, Van Aanholt, Bosz |  |
| Stadion: Euroborg, Groningen Toeschouwers: 19.787 Arbiter: Vink |                                           |           |          | Bizot, Hateboer, Botteghin, Kappelhof, Burnet, Kieftenbeld , Chery, Lindgren, Van der Velden 70' 71' ( Kirm), Živković 86' ( Zeefuik), Kostić 90+1' ( Hagenauw) RESERVEBANK: Van der Lei, Adorján, Cijntje, Wijnaldum | Velthuizen, Van der Struijk 31' ( Leerdam 59'), Kasjia 42', Vejinović, Achenteh, Labyad 72' ( Traoré), Pröpper, Qazaishvili, Atsu, Havenaar 72' ( Đurđević), Piazon RESERVEBANK: Room, Mori, Van Aanholt, Bosz |  |
| Stadion: Euroborg, Groningen Toeschouwers: 19.787 Arbiter: Vink |                                           |           |          | Bizot, Hateboer, Botteghin, Kappelhof, Burnet, Kieftenbeld , Chery, Lindgren, Van der Velden 70' 71' ( Kirm), Živković 86' ( Zeefuik), Kostić 90+1' ( Hagenauw) RESERVEBANK: Van der Lei, Adorján, Cijntje, Wijnaldum | Velthuizen, Van der Struijk 31' ( Leerdam 59'), Kasjia 42', Vejinović, Achenteh, Labyad 72' ( Traoré), Pröpper, Qazaishvili, Atsu, Havenaar 72' ( Đurđević), Piazon RESERVEBANK: Room, Mori, Van Aanholt, Bosz |  |
| Bijz.: Van der Heijden en Ibarra geschorst                      |                                           |           |          | | |  |

Speelronde 30:
| zaterdag 29 maart 2014, 18:45                                    | Vitesse                 | 2-2 (1-1) | sc Heerenveen                   | Opstelling Vitesse | Opstelling sc Heerenveen |  |
| Stadion: GelreDome, Arnhem Toeschouwers: 22.176 Arbiter: Nijhuis | Havenaar 31' Traoré 67' |           | 39' Finnbogason 58' Başacıkoğlu | Velthuizen, Achenteh 82' ( Vejinović), Mori 84', Van der Heijden , Van Aanholt, Pröpper, Qazaishvili 61', Labyad, Atsu 73' ( Đurđević), Havenaar 46' ( Traoré), Piazon RESERVEBANK: Room, Bosz, Metalsi, - | Nordfeldt, Marzo, Kum, Kruiswijk , Raitala 44' 56' ( Van Aken 88'), Sinkgraven, Van den Berg, Van Anholt 72', Ziyech 86' 90+1' ( Slagveer), Finnbogason, Başacıkoğlu RESERVEBANK: Vandenbussche, Otigba, De Kamps, Fazli, - |  |
| Stadion: GelreDome, Arnhem Toeschouwers: 22.176 Arbiter: Nijhuis |                         |           |                                 | Velthuizen, Achenteh 82' ( Vejinović), Mori 84', Van der Heijden , Van Aanholt, Pröpper, Qazaishvili 61', Labyad, Atsu 73' ( Đurđević), Havenaar 46' ( Traoré), Piazon RESERVEBANK: Room, Bosz, Metalsi, - | Nordfeldt, Marzo, Kum, Kruiswijk , Raitala 44' 56' ( Van Aken 88'), Sinkgraven, Van den Berg, Van Anholt 72', Ziyech 86' 90+1' ( Slagveer), Finnbogason, Başacıkoğlu RESERVEBANK: Vandenbussche, Otigba, De Kamps, Fazli, - |  |
| Stadion: GelreDome, Arnhem Toeschouwers: 22.176 Arbiter: Nijhuis |                         |           |                                 | Velthuizen, Achenteh 82' ( Vejinović), Mori 84', Van der Heijden , Van Aanholt, Pröpper, Qazaishvili 61', Labyad, Atsu 73' ( Đurđević), Havenaar 46' ( Traoré), Piazon RESERVEBANK: Room, Bosz, Metalsi, - | Nordfeldt, Marzo, Kum, Kruiswijk , Raitala 44' 56' ( Van Aken 88'), Sinkgraven, Van den Berg, Van Anholt 72', Ziyech 86' 90+1' ( Slagveer), Finnbogason, Başacıkoğlu RESERVEBANK: Vandenbussche, Otigba, De Kamps, Fazli, - |  |
| Bijz.: Kasjia en Leerdam geschorst                               |                         |           |                                 | | |  |

Speelronde 31:
| zondag 6 april 2014, 14:30                                       | Vitesse    | 1-1 (1-0) | Ajax           | Opstelling Vitesse | Opstelling Ajax |  |
| Stadion: GelreDome, Arnhem Toeschouwers: 25.500 Arbiter: Kuipers | Traoré 25' |           | 47' Sigþórsson | Velthuizen, Leerdam, Kasjia 83', Van der Heijden, Van Aanholt, Pröpper, Vejinović, Labyad 69' ( Qazaishvili), Atsu, Traoré 74' ( Havenaar), Ibarra 84' ( Piazon 89') RESERVEBANK: Room, Achenteh, Mori, Đurđević | Cillessen, Van Rhijn 89', Veltman, Denswil, Boilesen 78' ( Poulsen), Duarte 71' 87' ( Kishna), Blind 40', Klaassen, Schöne, Bojan, Sigþórsson 78' ( De Sa) RESERVEBANK: Vermeer, Van der Hoorn, Andersen, Riedewald |  |
| Stadion: GelreDome, Arnhem Toeschouwers: 25.500 Arbiter: Kuipers |            |           |                | Velthuizen, Leerdam, Kasjia 83', Van der Heijden, Van Aanholt, Pröpper, Vejinović, Labyad 69' ( Qazaishvili), Atsu, Traoré 74' ( Havenaar), Ibarra 84' ( Piazon 89') RESERVEBANK: Room, Achenteh, Mori, Đurđević | Cillessen, Van Rhijn 89', Veltman, Denswil, Boilesen 78' ( Poulsen), Duarte 71' 87' ( Kishna), Blind 40', Klaassen, Schöne, Bojan, Sigþórsson 78' ( De Sa) RESERVEBANK: Vermeer, Van der Hoorn, Andersen, Riedewald |  |
| Stadion: GelreDome, Arnhem Toeschouwers: 25.500 Arbiter: Kuipers |            |           |                | Velthuizen, Leerdam, Kasjia 83', Van der Heijden, Van Aanholt, Pröpper, Vejinović, Labyad 69' ( Qazaishvili), Atsu, Traoré 74' ( Havenaar), Ibarra 84' ( Piazon 89') RESERVEBANK: Room, Achenteh, Mori, Đurđević | Cillessen, Van Rhijn 89', Veltman, Denswil, Boilesen 78' ( Poulsen), Duarte 71' 87' ( Kishna), Blind 40', Klaassen, Schöne, Bojan, Sigþórsson 78' ( De Sa) RESERVEBANK: Vermeer, Van der Hoorn, Andersen, Riedewald |  |
| Bijz.: GelreDome uitverkocht                                     |            |           |                | | |  |

Speelronde 32:
| zaterdag 12 april 2014, 19:45                                         | SC Cambuur                                   | 4-3 (2-2) | Vitesse                         | Opstelling SC Cambuur | Opstelling Vitesse |  |
| Stadion: Cambuurstadion, Leeuwarden Toeschouwers: 9.639 Arbiter: Blom | Barto 25' 69' Leerdam 29' (e.d.) Ogbeche 64' |           | 21' Leerdam 39' Atsu 56' Traoré | Nienhuis 74' ( Zeinstra), Droste, Dijkstra, Van der Laan , Pereira, Bakker, Barto, Van Moorsel, Lukoki, Ogbeche 89' ( Hemmen), Manu 60' ( Schepers) RESERVEBANK: Mulders, Van Brakel, Feldballe, De Vries | Velthuizen, Leerdam, Kasjia , Van der Heijden, Van Aanholt, Pröpper 30', Vejinović, Labyad 70' ( Qazaishvili), Atsu, Traoré 81' ( Đurđević), Ibarra 46' ( Havenaar) RESERVEBANK: Room, Achenteh, Mori, Piazon |  |
| Stadion: Cambuurstadion, Leeuwarden Toeschouwers: 9.639 Arbiter: Blom |                                              |           |                                 | Nienhuis 74' ( Zeinstra), Droste, Dijkstra, Van der Laan , Pereira, Bakker, Barto, Van Moorsel, Lukoki, Ogbeche 89' ( Hemmen), Manu 60' ( Schepers) RESERVEBANK: Mulders, Van Brakel, Feldballe, De Vries | Velthuizen, Leerdam, Kasjia , Van der Heijden, Van Aanholt, Pröpper 30', Vejinović, Labyad 70' ( Qazaishvili), Atsu, Traoré 81' ( Đurđević), Ibarra 46' ( Havenaar) RESERVEBANK: Room, Achenteh, Mori, Piazon |  |
| Stadion: Cambuurstadion, Leeuwarden Toeschouwers: 9.639 Arbiter: Blom |                                              |           |                                 | Nienhuis 74' ( Zeinstra), Droste, Dijkstra, Van der Laan , Pereira, Bakker, Barto, Van Moorsel, Lukoki, Ogbeche 89' ( Hemmen), Manu 60' ( Schepers) RESERVEBANK: Mulders, Van Brakel, Feldballe, De Vries | Velthuizen, Leerdam, Kasjia , Van der Heijden, Van Aanholt, Pröpper 30', Vejinović, Labyad 70' ( Qazaishvili), Atsu, Traoré 81' ( Đurđević), Ibarra 46' ( Havenaar) RESERVEBANK: Room, Achenteh, Mori, Piazon |  |
|                                                                       |                                              |           |                                 | | |  |

Speelronde 33:
| zondag 27 april 2014, 14:30                                         | Vitesse                | 2-2 (0-1) | Go Ahead Eagles        | Opstelling Vitesse | Opstelling Go Ahead Eagles |  |
| Stadion: GelreDome, Arnhem Toeschouwers: 20.874 Arbiter: Van Sichem | Kasjia 71' Pröpper 79' |           | 30' Kolder 55' Antonia | Velthuizen, Leerdam 57', Kasjia , Van der Heijden 69' ( Piazon 90+2'), Van Aanholt, Pröpper, Vejinović, Labyad 59' ( Qazaishvili), Atsu, Havenaar, Traoré 59' ( Ibarra) RESERVEBANK: Room, Achenteh, Mori, Đurđević | Andersen, Schmidt, Vriends, Van der Linden, Haps, Falkenburg, Overgoor, Türüç, Antonia 90+3' ( Lambooij), Kolder , Houtkoop 75' ( Azevedo) RESERVEBANK: Cummins, Amevor, Schenk, Rijsdijk, Godee |  |
| Stadion: GelreDome, Arnhem Toeschouwers: 20.874 Arbiter: Van Sichem |                        |           |                        | Velthuizen, Leerdam 57', Kasjia , Van der Heijden 69' ( Piazon 90+2'), Van Aanholt, Pröpper, Vejinović, Labyad 59' ( Qazaishvili), Atsu, Havenaar, Traoré 59' ( Ibarra) RESERVEBANK: Room, Achenteh, Mori, Đurđević | Andersen, Schmidt, Vriends, Van der Linden, Haps, Falkenburg, Overgoor, Türüç, Antonia 90+3' ( Lambooij), Kolder , Houtkoop 75' ( Azevedo) RESERVEBANK: Cummins, Amevor, Schenk, Rijsdijk, Godee |  |
| Stadion: GelreDome, Arnhem Toeschouwers: 20.874 Arbiter: Van Sichem |                        |           |                        | Velthuizen, Leerdam 57', Kasjia , Van der Heijden 69' ( Piazon 90+2'), Van Aanholt, Pröpper, Vejinović, Labyad 59' ( Qazaishvili), Atsu, Havenaar, Traoré 59' ( Ibarra) RESERVEBANK: Room, Achenteh, Mori, Đurđević | Andersen, Schmidt, Vriends, Van der Linden, Haps, Falkenburg, Overgoor, Türüç, Antonia 90+3' ( Lambooij), Kolder , Houtkoop 75' ( Azevedo) RESERVEBANK: Cummins, Amevor, Schenk, Rijsdijk, Godee |  |
|                                                                     |                        |           |                        | | |  |

Speelronde 34:
| zaterdag 3 mei 2014, 18:45                                                   | FC Utrecht                | 2-1 (1-0) | Vitesse    | Opstelling FC Utrecht | Opstelling Vitesse |  |
| Stadion: Stadion Galgenwaard, Utrecht Toeschouwers: 19.504 Arbiter: Liesveld | De Ridder 40' Agudelo 78' |           | 68' Labyad | Ruiter, Van der Maarel, Delpierre, Bulthuis 59', Dorda, Diemers 90+1' ( Klaiber), Toornstra , Oar, Agudelo, Mulenga, De Ridder 75' ( Van Velzen) RESERVEBANK: Verhoeven, Quesada, Pappot, Van der Winden, Abena | Velthuizen, Kasjia 77' ( Qazaishvili), Mori, Van der Heijden ( 77'+), Leerdam 46' ( Labyad), Vejinović, Van Aanholt, Pröpper, Atsu, Havenaar 46' ( Ibarra), Traoré RESERVEBANK: Room, Achenteh, Đurđević, Piazon |  |
| Stadion: Stadion Galgenwaard, Utrecht Toeschouwers: 19.504 Arbiter: Liesveld |                           |           |            | Ruiter, Van der Maarel, Delpierre, Bulthuis 59', Dorda, Diemers 90+1' ( Klaiber), Toornstra , Oar, Agudelo, Mulenga, De Ridder 75' ( Van Velzen) RESERVEBANK: Verhoeven, Quesada, Pappot, Van der Winden, Abena | Velthuizen, Kasjia 77' ( Qazaishvili), Mori, Van der Heijden ( 77'+), Leerdam 46' ( Labyad), Vejinović, Van Aanholt, Pröpper, Atsu, Havenaar 46' ( Ibarra), Traoré RESERVEBANK: Room, Achenteh, Đurđević, Piazon |  |
| Stadion: Stadion Galgenwaard, Utrecht Toeschouwers: 19.504 Arbiter: Liesveld |                           |           |            | Ruiter, Van der Maarel, Delpierre, Bulthuis 59', Dorda, Diemers 90+1' ( Klaiber), Toornstra , Oar, Agudelo, Mulenga, De Ridder 75' ( Van Velzen) RESERVEBANK: Verhoeven, Quesada, Pappot, Van der Winden, Abena | Velthuizen, Kasjia 77' ( Qazaishvili), Mori, Van der Heijden ( 77'+), Leerdam 46' ( Labyad), Vejinović, Van Aanholt, Pröpper, Atsu, Havenaar 46' ( Ibarra), Traoré RESERVEBANK: Room, Achenteh, Đurđević, Piazon |  |
|                                                                              |                           |           |            | | |  |

### KNVB beker
De KNVB beker 2013/14 startte voor de clubs uit het betaald voetbal met de tweede ronde op 24, 25 of 26 september 2013. Met een geplande competitiewedstrijd op de 22e was in principe alleen 25 of 26 september beschikbaar voor Vitesse.
- Op 4 juli 2013 lootte Vitesse een uitwedstrijd tegen RVVH of JOS Watergraafsmeer.[8] Afhankelijk van het resultaat in de eerste ronde op 28 augustus 2013 speelde Vitesse op de woensdag of de donderdag.[135]
- Op 28 augustus 2013 won RVVH met 2-1 van JOS Watergraafsmeer; Vitesse speelde hierdoor in de tweede ronde op woensdag 25 september uit tegen RVVH.
- Na de winst tegen RVVH lootte Vitesse op 26 september een thuiswedstrijd tegen Vv Noordwijk in de derde ronde. Deze wedstrijd was op 30 oktober vanwege de competitieplanning van beide ploegen.
- Na de winst tegen Noordwijk plaatste Vitesse zich voor de achtste finale; Vitesse lootte een uitwedstrijd tegen Roda JC Kerkrade op woensdag 18 december.

Tweede ronde:
| woensdag 25 september 2013, 17:00                                               | RVVH       | 1-3 (1-1) | Vitesse                                      | Opstelling RVVH | Opstelling Vitesse |  |
| Stadion: Sportpark Ridderkerk, Ridderkerk Toeschouwers: 1.600 Arbiter: Lindhout | Eggers 37' |           | 45+1' Janssen 65' Kasjia 74' Van der Heijden | Spelde, Vereecken, Krezo, Karreman, Rodriques de Pina, Yilmaz 62' ( El Koubai), Kooiman, Moerenhout 74' ( Bouchkachakhe), El Ouazizi, Eggers 57' ( Weber), Van Dam RESERVEBANK: Van den Belt, Dias D'Ullois, Gorer, Pires Tavares | Velthuizen, Leerdam, Kasjia , Van der Heijden 79' ( Mori), Van Aanholt, Janssen, Pröpper, Qazaishvili 74' ( Vejinović), Ibarra 74' ( Darri), Havenaar, Piazon RESERVEBANK: Meerits, -, -, - |  |
| Stadion: Sportpark Ridderkerk, Ridderkerk Toeschouwers: 1.600 Arbiter: Lindhout |            |           |                                              | Spelde, Vereecken, Krezo, Karreman, Rodriques de Pina, Yilmaz 62' ( El Koubai), Kooiman, Moerenhout 74' ( Bouchkachakhe), El Ouazizi, Eggers 57' ( Weber), Van Dam RESERVEBANK: Van den Belt, Dias D'Ullois, Gorer, Pires Tavares | Velthuizen, Leerdam, Kasjia , Van der Heijden 79' ( Mori), Van Aanholt, Janssen, Pröpper, Qazaishvili 74' ( Vejinović), Ibarra 74' ( Darri), Havenaar, Piazon RESERVEBANK: Meerits, -, -, - |  |
| Stadion: Sportpark Ridderkerk, Ridderkerk Toeschouwers: 1.600 Arbiter: Lindhout |            |           |                                              | Spelde, Vereecken, Krezo, Karreman, Rodriques de Pina, Yilmaz 62' ( El Koubai), Kooiman, Moerenhout 74' ( Bouchkachakhe), El Ouazizi, Eggers 57' ( Weber), Van Dam RESERVEBANK: Van den Belt, Dias D'Ullois, Gorer, Pires Tavares | Velthuizen, Leerdam, Kasjia , Van der Heijden 79' ( Mori), Van Aanholt, Janssen, Pröpper, Qazaishvili 74' ( Vejinović), Ibarra 74' ( Darri), Havenaar, Piazon RESERVEBANK: Meerits, -, -, - |  |
| Bijz.: Tsjantoeria geschorst                                                    |            |           |                                              | | |  |

Derde ronde:
| woensdag 30 oktober 2013, 20:00                                | Vitesse                                                      | 5-0 (2-0) | Vv Noordwijk | Opstelling Vitesse | Opstelling Vv Noordwijk |  |
| Stadion: GelreDome, Arnhem Toeschouwers: 6.210 Arbiter: Higler | Kakuta 2' 83' Van der Struijk 35' Tsjantoeria 72' Santos 77' |           |              | Velthuizen, Van der Struijk, Hutchinson 66' ( Mori), Van der Heijden , Van Aanholt, Vejinović, Qazaishvili, Atsu, Ibarra 75' ( Santos), Havenaar 46' ( Tsjantoeria), Kakuta RESERVEBANK: Meerits, Leerdam, Pröpper, Kasjia | Amezrine, Brocker, Blonk, Hoogkamer , Goncalves, Mertens 66' ( Wendt), Hoogerwaard, Faouzi 75' ( Cherkaoui), Overvliet, Splinter 46' ( James), Manuputty RESERVEBANK: Zuidhoek, Wijnalda, Bosma, Degger |  |
| Stadion: GelreDome, Arnhem Toeschouwers: 6.210 Arbiter: Higler |                                                              |           |              | Velthuizen, Van der Struijk, Hutchinson 66' ( Mori), Van der Heijden , Van Aanholt, Vejinović, Qazaishvili, Atsu, Ibarra 75' ( Santos), Havenaar 46' ( Tsjantoeria), Kakuta RESERVEBANK: Meerits, Leerdam, Pröpper, Kasjia | Amezrine, Brocker, Blonk, Hoogkamer , Goncalves, Mertens 66' ( Wendt), Hoogerwaard, Faouzi 75' ( Cherkaoui), Overvliet, Splinter 46' ( James), Manuputty RESERVEBANK: Zuidhoek, Wijnalda, Bosma, Degger |  |
| Stadion: GelreDome, Arnhem Toeschouwers: 6.210 Arbiter: Higler |                                                              |           |              | Velthuizen, Van der Struijk, Hutchinson 66' ( Mori), Van der Heijden , Van Aanholt, Vejinović, Qazaishvili, Atsu, Ibarra 75' ( Santos), Havenaar 46' ( Tsjantoeria), Kakuta RESERVEBANK: Meerits, Leerdam, Pröpper, Kasjia | Amezrine, Brocker, Blonk, Hoogkamer , Goncalves, Mertens 66' ( Wendt), Hoogerwaard, Faouzi 75' ( Cherkaoui), Overvliet, Splinter 46' ( James), Manuputty RESERVEBANK: Zuidhoek, Wijnalda, Bosma, Degger |  |
|                                                                |                                                              |           |              | | |  |

Achtste finale:
| woensdag 18 december 2013, 19:45                          | Roda JC Kerkrade              | 3-1 (0-0) | Vitesse         | Opstelling Roda JC Kerkrade | Opstelling Vitesse |  |
| Stadion: Parkstad Limburg Stadion, Kerkrade Arbiter: Blom | Hupperts 66' 90+5' Höcher 84' |           | 76' Van Aanholt | Kurto, Biemans 8', Van Peppen , Bonevacia, Németh, Donald, Kali 88' ( Shkurtis), Dijkhuizen 46' ( Monteyne), Sutchuin-Djoum, Paulissen 82' ( Höcher), Hupperts RESERVEBANK: Roox, Pluim, Werker, Bösing | Velthuizen, Leerdam, Kasjia , Van der Heijden 87' ( Hutchinson), Van Aanholt, Pröpper, Atsu 81' ( Qazaishvili), Vejinović 87' ( Mori), Ibarra, Tsjantoeria, Piazon RESERVEBANK: Meerits, Van der Struijk, Vink, - |  |
| Stadion: Parkstad Limburg Stadion, Kerkrade Arbiter: Blom |                               |           |                 | Kurto, Biemans 8', Van Peppen , Bonevacia, Németh, Donald, Kali 88' ( Shkurtis), Dijkhuizen 46' ( Monteyne), Sutchuin-Djoum, Paulissen 82' ( Höcher), Hupperts RESERVEBANK: Roox, Pluim, Werker, Bösing | Velthuizen, Leerdam, Kasjia , Van der Heijden 87' ( Hutchinson), Van Aanholt, Pröpper, Atsu 81' ( Qazaishvili), Vejinović 87' ( Mori), Ibarra, Tsjantoeria, Piazon RESERVEBANK: Meerits, Van der Struijk, Vink, - |  |
| Stadion: Parkstad Limburg Stadion, Kerkrade Arbiter: Blom |                               |           |                 | Kurto, Biemans 8', Van Peppen , Bonevacia, Németh, Donald, Kali 88' ( Shkurtis), Dijkhuizen 46' ( Monteyne), Sutchuin-Djoum, Paulissen 82' ( Höcher), Hupperts RESERVEBANK: Roox, Pluim, Werker, Bösing | Velthuizen, Leerdam, Kasjia , Van der Heijden 87' ( Hutchinson), Van Aanholt, Pröpper, Atsu 81' ( Qazaishvili), Vejinović 87' ( Mori), Ibarra, Tsjantoeria, Piazon RESERVEBANK: Meerits, Van der Struijk, Vink, - |  |
| Bijz.: Havenaar geschorst                                 |                               |           |                 | | |  |

### UEFA Europa League
Door het behalen van de vierde plaats in het vorige seizoen, stroomde Vitesse in de derde kwalificatieronde in in de Europa League.
- De loting voor de derde kwalificatieronde vond plaats op 19 juli 2013 om 13:00 uur in Nyon.[136] Vitesse lootte de winnaar van Petrolul Ploiești of Víkingur Gøta uit de tweede voorronde.[35] Het Roemeense Petrolul Ploiești won beide wedstrijden in de tweede voorronde en plaatste zich dus als de tegenstander.

Derde kwalificatieronde, wedstrijd 1:
| donderdag 1 augustus 2013, 19:00 (OEZT)                              | Petrolul Ploiești | 1-1 (0-0) | Vitesse         | Opstelling Petrolul Ploiești | Opstelling Vitesse |  |
| Stadion: Ilie Oană, Ploiești Toeschouwers: 11.827 Arbiter: Del Cerro | Grozav 84'        |           | 52' (pen.) Reis | Peçanha, Alcenat, Geraldo , Benga 51', Guilherme, Hoban, Younés 69' ( Camará), De Lucas, Boudjemaa 72' ( Morar), Doré 63' ( Teixeira), Grozav 85' RESERVEBANK: Bornescu, Enza-Yamissi, Mustivar, Priso | Velthuizen, Leerdam, Kasjia 73', Van der Heijden, Van Aanholt 85', Vejinović 75' ( Van der Struijk), Qazaishvili, Janssen, Ibarra, Reis, Kakuta 24' ( Tsjantoeria 76') RESERVEBANK: Houwen, Mori, Pedersen, Vink, - |  |
| Stadion: Ilie Oană, Ploiești Toeschouwers: 11.827 Arbiter: Del Cerro |                   |           |                 | Peçanha, Alcenat, Geraldo , Benga 51', Guilherme, Hoban, Younés 69' ( Camará), De Lucas, Boudjemaa 72' ( Morar), Doré 63' ( Teixeira), Grozav 85' RESERVEBANK: Bornescu, Enza-Yamissi, Mustivar, Priso | Velthuizen, Leerdam, Kasjia 73', Van der Heijden, Van Aanholt 85', Vejinović 75' ( Van der Struijk), Qazaishvili, Janssen, Ibarra, Reis, Kakuta 24' ( Tsjantoeria 76') RESERVEBANK: Houwen, Mori, Pedersen, Vink, - |  |
| Stadion: Ilie Oană, Ploiești Toeschouwers: 11.827 Arbiter: Del Cerro |                   |           |                 | Peçanha, Alcenat, Geraldo , Benga 51', Guilherme, Hoban, Younés 69' ( Camará), De Lucas, Boudjemaa 72' ( Morar), Doré 63' ( Teixeira), Grozav 85' RESERVEBANK: Bornescu, Enza-Yamissi, Mustivar, Priso | Velthuizen, Leerdam, Kasjia 73', Van der Heijden, Van Aanholt 85', Vejinović 75' ( Van der Struijk), Qazaishvili, Janssen, Ibarra, Reis, Kakuta 24' ( Tsjantoeria 76') RESERVEBANK: Houwen, Mori, Pedersen, Vink, - |  |
|                                                                      |                   |           |                 | | |  |

Derde kwalificatieronde, wedstrijd 2:
| donderdag 8 augustus 2013, 20:00                                                   | Vitesse             | 1-2 (0-1) | Petrolul Ploiești          | Opstelling Vitesse | Opstelling Petrolul Ploiești |  |
| Stadion: GelreDome, Arnhem Toeschouwers: 10.088 Arbiter: Vučemilović-Šimunović Jr. | Van der Heijden 72' |           | 21' Boudjemaa 90+5' Grozav | Velthuizen, Van der Struijk, Kasjia 90+4', Van der Heijden, Van Aanholt, Leerdam 51' 67' ( Pröpper 76'), Qazaishvili 46' ( Havenaar), Janssen, Ibarra, Pedersen, Tsjantoeria RESERVEBANK: Houwen, Mori, Vejinović, Reis, Vink | Peçanha, Alcenat 71', 80', Geraldo, Enza-Yamissi 24', Sitya, Boudjemaa, Hoban, Younés 63' ( Mustivar 90+5'), De Lucas, Grozav 11', Doré 74' ( Camará) RESERVEBANK: Bornescu, Priso, Achim, Pires, Teixeira |  |
| Stadion: GelreDome, Arnhem Toeschouwers: 10.088 Arbiter: Vučemilović-Šimunović Jr. |                     |           |                            | Velthuizen, Van der Struijk, Kasjia 90+4', Van der Heijden, Van Aanholt, Leerdam 51' 67' ( Pröpper 76'), Qazaishvili 46' ( Havenaar), Janssen, Ibarra, Pedersen, Tsjantoeria RESERVEBANK: Houwen, Mori, Vejinović, Reis, Vink | Peçanha, Alcenat 71', 80', Geraldo, Enza-Yamissi 24', Sitya, Boudjemaa, Hoban, Younés 63' ( Mustivar 90+5'), De Lucas, Grozav 11', Doré 74' ( Camará) RESERVEBANK: Bornescu, Priso, Achim, Pires, Teixeira |  |
| Stadion: GelreDome, Arnhem Toeschouwers: 10.088 Arbiter: Vučemilović-Šimunović Jr. |                     |           |                            | Velthuizen, Van der Struijk, Kasjia 90+4', Van der Heijden, Van Aanholt, Leerdam 51' 67' ( Pröpper 76'), Qazaishvili 46' ( Havenaar), Janssen, Ibarra, Pedersen, Tsjantoeria RESERVEBANK: Houwen, Mori, Vejinović, Reis, Vink | Peçanha, Alcenat 71', 80', Geraldo, Enza-Yamissi 24', Sitya, Boudjemaa, Hoban, Younés 63' ( Mustivar 90+5'), De Lucas, Grozav 11', Doré 74' ( Camará) RESERVEBANK: Bornescu, Priso, Achim, Pires, Teixeira |  |
|                                                                                    |                     |           |                            | | |  |

### Play-offs
Eerste ronde, wedstrijd 1:
| woensdag 7 mei 2014, 18:45                                            | FC Groningen | 1-0 (0-0) | Vitesse  | Opstelling FC Groningen | Opstelling Vitesse |  |
| Stadion: Euroborg, Groningen Toeschouwers: 21.460 Arbiter: Van Boekel | Burnet 88'   |           | 13' Atsu | Bizot, Hateboer 59' ( Wijnaldum), Botteghin, Kappelhof, Burnet, Lindgren , Chery, Van Nieff 66', Van der Velden 76' ( De Leeuw), Živković, Kostić RESERVEBANK: Van der Lei, Adorján, Kirm, Hiariej, Zeefuik | Velthuizen, Leerdam 17', Mori, Van der Heijden , Van Aanholt, Pröpper, Vejinović, Atsu, Ibarra 73' ( Traoré), Havenaar, Labyad 89' ( Achenteh) RESERVEBANK: Room, Van der Struijk, Đurđević, Qazaishvili, Kasjia |  |
| Stadion: Euroborg, Groningen Toeschouwers: 21.460 Arbiter: Van Boekel |              |           |          | Bizot, Hateboer 59' ( Wijnaldum), Botteghin, Kappelhof, Burnet, Lindgren , Chery, Van Nieff 66', Van der Velden 76' ( De Leeuw), Živković, Kostić RESERVEBANK: Van der Lei, Adorján, Kirm, Hiariej, Zeefuik | Velthuizen, Leerdam 17', Mori, Van der Heijden , Van Aanholt, Pröpper, Vejinović, Atsu, Ibarra 73' ( Traoré), Havenaar, Labyad 89' ( Achenteh) RESERVEBANK: Room, Van der Struijk, Đurđević, Qazaishvili, Kasjia |  |
| Stadion: Euroborg, Groningen Toeschouwers: 21.460 Arbiter: Van Boekel |              |           |          | Bizot, Hateboer 59' ( Wijnaldum), Botteghin, Kappelhof, Burnet, Lindgren , Chery, Van Nieff 66', Van der Velden 76' ( De Leeuw), Živković, Kostić RESERVEBANK: Van der Lei, Adorján, Kirm, Hiariej, Zeefuik | Velthuizen, Leerdam 17', Mori, Van der Heijden , Van Aanholt, Pröpper, Vejinović, Atsu, Ibarra 73' ( Traoré), Havenaar, Labyad 89' ( Achenteh) RESERVEBANK: Room, Van der Struijk, Đurđević, Qazaishvili, Kasjia |  |
|                                                                       |              |           |          | | |  |

Eerste ronde, wedstrijd 2:
| zaterdag 10 mei 2014, 18:45                                   | Vitesse     | 1-4 (0-1) | FC Groningen                          | Opstelling Vitesse | Opstelling FC Groningen |  |
| Stadion: GelreDome, Arnhem Toeschouwers: 17.112 Arbiter: Vink | Pröpper 63' |           | 25' Chery 64' Živković 83' 89' Kostić | Velthuizen, Leerdam 52' 80' ( Van der Struijk), Kasjia 46' ( Mori), Van der Heijden 30' ( 46'+), Van Aanholt, Pröpper, Vejinović, Labyad, Atsu, Havenaar, Traoré 46' ( Qazaishvili) RESERVEBANK: Room, Achenteh, Đurđević, - | Bizot, Hateboer, Botteghin, Kappelhof, Burnet, Kieftenbeld , Chery 85' ( De Leeuw), Lindgren, Van der Velden 78' ( Van Nieff), Živković, Kostić RESERVEBANK: Van der Lei, Kirm, Hiariej, Wijnaldum, Zeefuik |  |
| Stadion: GelreDome, Arnhem Toeschouwers: 17.112 Arbiter: Vink |             |           |                                       | Velthuizen, Leerdam 52' 80' ( Van der Struijk), Kasjia 46' ( Mori), Van der Heijden 30' ( 46'+), Van Aanholt, Pröpper, Vejinović, Labyad, Atsu, Havenaar, Traoré 46' ( Qazaishvili) RESERVEBANK: Room, Achenteh, Đurđević, - | Bizot, Hateboer, Botteghin, Kappelhof, Burnet, Kieftenbeld , Chery 85' ( De Leeuw), Lindgren, Van der Velden 78' ( Van Nieff), Živković, Kostić RESERVEBANK: Van der Lei, Kirm, Hiariej, Wijnaldum, Zeefuik |  |
| Stadion: GelreDome, Arnhem Toeschouwers: 17.112 Arbiter: Vink |             |           |                                       | Velthuizen, Leerdam 52' 80' ( Van der Struijk), Kasjia 46' ( Mori), Van der Heijden 30' ( 46'+), Van Aanholt, Pröpper, Vejinović, Labyad, Atsu, Havenaar, Traoré 46' ( Qazaishvili) RESERVEBANK: Room, Achenteh, Đurđević, - | Bizot, Hateboer, Botteghin, Kappelhof, Burnet, Kieftenbeld , Chery 85' ( De Leeuw), Lindgren, Van der Velden 78' ( Van Nieff), Živković, Kostić RESERVEBANK: Van der Lei, Kirm, Hiariej, Wijnaldum, Zeefuik |  |
|                                                               |             |           |                                       | | |  |

### Oefenwedstrijden
| zaterdag 22 juni 2013, 18:30                                                      | SV de Valleivogels | 1-13 (0-8) | Vitesse | Opstelling SV de Valleivogels | Opstelling Vitesse |  |
| Stadion: Sportpark De Bree-West, Scherpenzeel Toeschouwers: 1.000 Arbiter: Luinge | Colijn 73'         |            | 10' 28' Reis 16' Qazaishvili 17' (e.d.) Abbink 19' 32' Tighadouini 25' 44' Darri 58' 75' Tsjantoeria 79' Mori 83' Osman 87' Kallon | , Mike Abbink, Tim Colijn, NN | Velthuizen 46' ( Room), Van der Struijk 46' ( Cornelisse), Kasjia 46' ( Mori), Van der Heijden 46' ( Berends), Vink 46' ( Gosens), Janssen 46' ( Osman), Pröpper 46' ( Lieftink), Qazaishvili 46' ( Hamdaoui), Tighadouini 46' ( Tsjantoeria), Reis 46' ( Huisman 78' ( Talsma)), Darri 46' ( Kallon) RESERVEBANK: Houwen |  |
| Stadion: Sportpark De Bree-West, Scherpenzeel Toeschouwers: 1.000 Arbiter: Luinge |                    |            | | , Mike Abbink, Tim Colijn, NN | Velthuizen 46' ( Room), Van der Struijk 46' ( Cornelisse), Kasjia 46' ( Mori), Van der Heijden 46' ( Berends), Vink 46' ( Gosens), Janssen 46' ( Osman), Pröpper 46' ( Lieftink), Qazaishvili 46' ( Hamdaoui), Tighadouini 46' ( Tsjantoeria), Reis 46' ( Huisman 78' ( Talsma)), Darri 46' ( Kallon) RESERVEBANK: Houwen |  |
| Stadion: Sportpark De Bree-West, Scherpenzeel Toeschouwers: 1.000 Arbiter: Luinge |                    |            | | , Mike Abbink, Tim Colijn, NN | Velthuizen 46' ( Room), Van der Struijk 46' ( Cornelisse), Kasjia 46' ( Mori), Van der Heijden 46' ( Berends), Vink 46' ( Gosens), Janssen 46' ( Osman), Pröpper 46' ( Lieftink), Qazaishvili 46' ( Hamdaoui), Tighadouini 46' ( Tsjantoeria), Reis 46' ( Huisman 78' ( Talsma)), Darri 46' ( Kallon) RESERVEBANK: Houwen |  |
| Bijz.: Vitesse speelt in het uit-tenue van het vorige seizoen                     |                    |            | |                               | |  |

| zaterdag 29 juni 2013, 14:30                                                 | OWIOS | 0-11 (0-3) | Vitesse | Opstelling OWIOS | Opstelling Vitesse |  |
| Stadion: Sportpark Bovenmolen, Oldebroek Toeschouwers: 1.250 Arbiter: Jansen |       |            | 9' (e.d.) Boon 15' (pen.) 67' Reis 38' 49' Darri 51' Pröpper 56' Qazaishvili 69' Tighadouini 79' (pen.) Tsjantoeria 88' Mori 89' Talsma | Marcel van der Beek, Arjan Boon, Hendri Nagelhout, Ben Snoek, Peter Veldkamp, Henrico Spronk, Tristan Keijl, Gerdo van 't Hul, William van den Hul, Bennie Veldhoen, David Maat RESERVEBANK: wissels, bank NN | Velthuizen 46' ( Room), Vink 69' ( Gosens), Kasjia 69' ( Berends), Van der Heijden 69' ( Mori), Van der Struijk 69' ( Cornelisse), Janssen 69' ( Osman), Qazaishvili 69' ( Lieftink), Pröpper 69' ( Hamdaoui), Darri 69' ( Kallon), Reis 69' ( Talsma), Tighadouini 69' ( Tsjantoeria) RESERVEBANK: NN |  |
| Stadion: Sportpark Bovenmolen, Oldebroek Toeschouwers: 1.250 Arbiter: Jansen |       |            | | Marcel van der Beek, Arjan Boon, Hendri Nagelhout, Ben Snoek, Peter Veldkamp, Henrico Spronk, Tristan Keijl, Gerdo van 't Hul, William van den Hul, Bennie Veldhoen, David Maat RESERVEBANK: wissels, bank NN | Velthuizen 46' ( Room), Vink 69' ( Gosens), Kasjia 69' ( Berends), Van der Heijden 69' ( Mori), Van der Struijk 69' ( Cornelisse), Janssen 69' ( Osman), Qazaishvili 69' ( Lieftink), Pröpper 69' ( Hamdaoui), Darri 69' ( Kallon), Reis 69' ( Talsma), Tighadouini 69' ( Tsjantoeria) RESERVEBANK: NN |  |
| Stadion: Sportpark Bovenmolen, Oldebroek Toeschouwers: 1.250 Arbiter: Jansen |       |            | | Marcel van der Beek, Arjan Boon, Hendri Nagelhout, Ben Snoek, Peter Veldkamp, Henrico Spronk, Tristan Keijl, Gerdo van 't Hul, William van den Hul, Bennie Veldhoen, David Maat RESERVEBANK: wissels, bank NN | Velthuizen 46' ( Room), Vink 69' ( Gosens), Kasjia 69' ( Berends), Van der Heijden 69' ( Mori), Van der Struijk 69' ( Cornelisse), Janssen 69' ( Osman), Qazaishvili 69' ( Lieftink), Pröpper 69' ( Hamdaoui), Darri 69' ( Kallon), Reis 69' ( Talsma), Tighadouini 69' ( Tsjantoeria) RESERVEBANK: NN |  |
| Bijz.: Vitesse speelt deze wedstrijd voor het eerst in het nieuwe uit-tenue  |       |            | | | |  |

| zaterdag 6 juli 2013, 15:00                                                  | Vitesse                                                       | 5-0 (4-0) | Voorwaarts Twello | Opstelling Vitesse | Opstelling Voorwaarts Twello |  |
| Stadion: Sportpark SV Beatrix, Hoenderloo Toeschouwers: 800 Arbiter: Fikkert | Reis 12' Pedersen 23' Janssen 32' Tighadouini 35' Leerdam 85' |           |                   | Room, Vink 46' ( Leerdam), Kasjia , Van der Heijden, Van der Struijk 46' ( Mori), Janssen, Qazaishvili, Pröpper 46' ( Vejinović), Tighadouini, Reis, Pedersen 46' ( Ibarra) RESERVEBANK: NN | Robin Hafkamp, Billy Wattimena, Alwin van Voorst, Norbert van Niel, Niels Pereboom, ? Berends, Matthijs Kamphuis, Rick Timmermans, David Bos, ? Waslander, ? Groot Hulze RESERVEBANK: wissels, bank NN |  |
| Stadion: Sportpark SV Beatrix, Hoenderloo Toeschouwers: 800 Arbiter: Fikkert |                                                               |           |                   | Room, Vink 46' ( Leerdam), Kasjia , Van der Heijden, Van der Struijk 46' ( Mori), Janssen, Qazaishvili, Pröpper 46' ( Vejinović), Tighadouini, Reis, Pedersen 46' ( Ibarra) RESERVEBANK: NN | Robin Hafkamp, Billy Wattimena, Alwin van Voorst, Norbert van Niel, Niels Pereboom, ? Berends, Matthijs Kamphuis, Rick Timmermans, David Bos, ? Waslander, ? Groot Hulze RESERVEBANK: wissels, bank NN |  |
| Stadion: Sportpark SV Beatrix, Hoenderloo Toeschouwers: 800 Arbiter: Fikkert |                                                               |           |                   | Room, Vink 46' ( Leerdam), Kasjia , Van der Heijden, Van der Struijk 46' ( Mori), Janssen, Qazaishvili, Pröpper 46' ( Vejinović), Tighadouini, Reis, Pedersen 46' ( Ibarra) RESERVEBANK: NN | Robin Hafkamp, Billy Wattimena, Alwin van Voorst, Norbert van Niel, Niels Pereboom, ? Berends, Matthijs Kamphuis, Rick Timmermans, David Bos, ? Waslander, ? Groot Hulze RESERVEBANK: wissels, bank NN |  |
|                                                                              |                                                               |           |                   | | |  |

| zondag 14 juli 2013, 16:00                                                 | Standard Luik | 0-1 (0-0) | Vitesse  | Opstelling Standard Luik | Opstelling Vitesse |  |
| Stadion: Sportpark RJ Wavre, Waver Toeschouwers: 3.000 Arbiter: Lambrechts |               |           | 71' Reis | Kawashima, Van Damme 62' ( Iandoli), Kanu 46' ( Arslanagic), Ciman, Opare 62' ( De Camargo), Mpoku 62' ( Ngawa), Vainqueur 67' ( Öztürk), Cissé 62' ( Buyens), Mujangi Bia 62' ( Bulot), Ezekiel 62' ( Reza), Batshuayi 62' ( Biton) RESERVEBANK: Moris, Hubert, Fiore | Velthuizen, Leerdam 68' ( Vink), Kasjia , Van der Heijden 32' ( Mori), Van Aanholt, Pröpper 46' ( Vejinović), Qazaishvili, Janssen, Ibarra 68' ( Tighadouini), Reis, Kakuta 68' ( Pedersen) RESERVEBANK: Room |  |
| Stadion: Sportpark RJ Wavre, Waver Toeschouwers: 3.000 Arbiter: Lambrechts |               |           |          | Kawashima, Van Damme 62' ( Iandoli), Kanu 46' ( Arslanagic), Ciman, Opare 62' ( De Camargo), Mpoku 62' ( Ngawa), Vainqueur 67' ( Öztürk), Cissé 62' ( Buyens), Mujangi Bia 62' ( Bulot), Ezekiel 62' ( Reza), Batshuayi 62' ( Biton) RESERVEBANK: Moris, Hubert, Fiore | Velthuizen, Leerdam 68' ( Vink), Kasjia , Van der Heijden 32' ( Mori), Van Aanholt, Pröpper 46' ( Vejinović), Qazaishvili, Janssen, Ibarra 68' ( Tighadouini), Reis, Kakuta 68' ( Pedersen) RESERVEBANK: Room |  |
| Stadion: Sportpark RJ Wavre, Waver Toeschouwers: 3.000 Arbiter: Lambrechts |               |           |          | Kawashima, Van Damme 62' ( Iandoli), Kanu 46' ( Arslanagic), Ciman, Opare 62' ( De Camargo), Mpoku 62' ( Ngawa), Vainqueur 67' ( Öztürk), Cissé 62' ( Buyens), Mujangi Bia 62' ( Bulot), Ezekiel 62' ( Reza), Batshuayi 62' ( Biton) RESERVEBANK: Moris, Hubert, Fiore | Velthuizen, Leerdam 68' ( Vink), Kasjia , Van der Heijden 32' ( Mori), Van Aanholt, Pröpper 46' ( Vejinović), Qazaishvili, Janssen, Ibarra 68' ( Tighadouini), Reis, Kakuta 68' ( Pedersen) RESERVEBANK: Room |  |
|                                                                            |               |           |          | | |  |

| vrijdag 19 juli 2013, 19:30                                                            | K. Lierse SK       | 2-1 (2-1) | Vitesse     | Opstelling K. Lierse SK | Opstelling Vitesse |  |
| Stadion: Herman Vanderpoortenstadion, Lier Toeschouwers: 2.000 Arbiter: Schoenmaeckers | Ghaly 4' Menga 22' |           | 12' Janssen | Berezovsky, Jääger, Saïdi, Swinkels 87' ( Corstjens), Farag, Vercauteren 67' ( Wanderson), Wils 74' ( Lambot), Ghaly, Farssi 85' ( De Jonghe), Losada, Menga 85' ( Hazurov) RESERVEBANK: Goris, Bourabia | Room, Leerdam, Kasjia , Van der Heijden, Van Aanholt, Vejinović, Qazaishvili, Kakuta, Janssen 46' ( Pröpper), Reis 46' ( Tighadouini), Havenaar 64' ( Pedersen) RESERVEBANK: Velthuizen, Mori, Vink |  |
| Stadion: Herman Vanderpoortenstadion, Lier Toeschouwers: 2.000 Arbiter: Schoenmaeckers |                    |           |             | Berezovsky, Jääger, Saïdi, Swinkels 87' ( Corstjens), Farag, Vercauteren 67' ( Wanderson), Wils 74' ( Lambot), Ghaly, Farssi 85' ( De Jonghe), Losada, Menga 85' ( Hazurov) RESERVEBANK: Goris, Bourabia | Room, Leerdam, Kasjia , Van der Heijden, Van Aanholt, Vejinović, Qazaishvili, Kakuta, Janssen 46' ( Pröpper), Reis 46' ( Tighadouini), Havenaar 64' ( Pedersen) RESERVEBANK: Velthuizen, Mori, Vink |  |
| Stadion: Herman Vanderpoortenstadion, Lier Toeschouwers: 2.000 Arbiter: Schoenmaeckers |                    |           |             | Berezovsky, Jääger, Saïdi, Swinkels 87' ( Corstjens), Farag, Vercauteren 67' ( Wanderson), Wils 74' ( Lambot), Ghaly, Farssi 85' ( De Jonghe), Losada, Menga 85' ( Hazurov) RESERVEBANK: Goris, Bourabia | Room, Leerdam, Kasjia , Van der Heijden, Van Aanholt, Vejinović, Qazaishvili, Kakuta, Janssen 46' ( Pröpper), Reis 46' ( Tighadouini), Havenaar 64' ( Pedersen) RESERVEBANK: Velthuizen, Mori, Vink |  |
|                                                                                        |                    |           |             | | |  |

| zaterdag 27 juli 2013, 15:30                                       | Vitesse      | 0-4 (0-3) | Bayer 04 Leverkusen                     | Opstelling Vitesse | Opstelling Bayer 04 Leverkusen |  |
| Stadion: GelreDome, Arnhem Toeschouwers: 6.010 Arbiter: Van Boekel | Pedersen 83' |           | 8' Reinartz 19' 89' Kießling 42' Bender | Velthuizen, Leerdam 53', Kasjia , Van der Heijden 45', Van Aanholt 73' ( Van der Struijk), Pröpper, Janssen, Qazaishvili 79' ( Vejinović), Tighadouini 83' ( Tsjantoeria), Reis 79' ( Pedersen), Ibarra RESERVEBANK: Houwen, Mori, Vink | Leno, Donati, Toprak, Spahić 40' 79' ( Wollscheid), Boenisch 50', Bender 46' ( Rolfes), Reinartz, Castro 53' 83' ( Öztunali), Sam 79' ( Kruse), Son 61' ( Hegeler), Kießling RESERVEBANK: Bank NN |  |
| Stadion: GelreDome, Arnhem Toeschouwers: 6.010 Arbiter: Van Boekel |              |           |                                         | Velthuizen, Leerdam 53', Kasjia , Van der Heijden 45', Van Aanholt 73' ( Van der Struijk), Pröpper, Janssen, Qazaishvili 79' ( Vejinović), Tighadouini 83' ( Tsjantoeria), Reis 79' ( Pedersen), Ibarra RESERVEBANK: Houwen, Mori, Vink | Leno, Donati, Toprak, Spahić 40' 79' ( Wollscheid), Boenisch 50', Bender 46' ( Rolfes), Reinartz, Castro 53' 83' ( Öztunali), Sam 79' ( Kruse), Son 61' ( Hegeler), Kießling RESERVEBANK: Bank NN |  |
| Stadion: GelreDome, Arnhem Toeschouwers: 6.010 Arbiter: Van Boekel |              |           |                                         | Velthuizen, Leerdam 53', Kasjia , Van der Heijden 45', Van Aanholt 73' ( Van der Struijk), Pröpper, Janssen, Qazaishvili 79' ( Vejinović), Tighadouini 83' ( Tsjantoeria), Reis 79' ( Pedersen), Ibarra RESERVEBANK: Houwen, Mori, Vink | Leno, Donati, Toprak, Spahić 40' 79' ( Wollscheid), Boenisch 50', Bender 46' ( Rolfes), Reinartz, Castro 53' 83' ( Öztunali), Sam 79' ( Kruse), Son 61' ( Hegeler), Kießling RESERVEBANK: Bank NN |  |
|                                                                    |              |           |                                         | | |  |

| dinsdag 7 januari 2014, 16:30                                                          | VfL Wolfsburg       | 2-3 (0-2) | Vitesse                                        | Opstelling VfL Wolfsburg | Opstelling Vitesse |  |
| Stadion: Zayed Sports City Stadium, Abu Dhabi Toeschouwers: 100 Arbiter: Adel Al Naqbi | Dost 83' (pen.) 86' |           | 28' Havenaar 34' Piazon 75' (pen.) Tsjantoeria | Grün, Ochs 46' ( Träsch), Knoche, Naldo 46' ( Klose), Schäfer, Evseev 46' ( Koo), Medojević 60' ( Malanda), Perišić, Arnold, Caligiuri 73' ( Kutschke), Olić 46' ( Dost) RESERVEBANK: Bank NN | Meerits 77' ( Houwen), Leerdam 46' ( Vink), Kasjia 46' ( Van der Struijk ), Van der Heijden 46' ( Van Aanholt), Obradović 70' ( Leerdam), Vejinović 46' ( Gosens), Pröpper 46' ( Bosz), Atsu 46' ( Lieftink), Traoré 46' ( Ibarra), Havenaar 46' ( Qazaishvili), Piazon 46' ( Tsjantoeria) RESERVEBANK: Đurđević |  |
| Stadion: Zayed Sports City Stadium, Abu Dhabi Toeschouwers: 100 Arbiter: Adel Al Naqbi |                     |           |                                                | Grün, Ochs 46' ( Träsch), Knoche, Naldo 46' ( Klose), Schäfer, Evseev 46' ( Koo), Medojević 60' ( Malanda), Perišić, Arnold, Caligiuri 73' ( Kutschke), Olić 46' ( Dost) RESERVEBANK: Bank NN | Meerits 77' ( Houwen), Leerdam 46' ( Vink), Kasjia 46' ( Van der Struijk ), Van der Heijden 46' ( Van Aanholt), Obradović 70' ( Leerdam), Vejinović 46' ( Gosens), Pröpper 46' ( Bosz), Atsu 46' ( Lieftink), Traoré 46' ( Ibarra), Havenaar 46' ( Qazaishvili), Piazon 46' ( Tsjantoeria) RESERVEBANK: Đurđević |  |
| Stadion: Zayed Sports City Stadium, Abu Dhabi Toeschouwers: 100 Arbiter: Adel Al Naqbi |                     |           |                                                | Grün, Ochs 46' ( Träsch), Knoche, Naldo 46' ( Klose), Schäfer, Evseev 46' ( Koo), Medojević 60' ( Malanda), Perišić, Arnold, Caligiuri 73' ( Kutschke), Olić 46' ( Dost) RESERVEBANK: Bank NN | Meerits 77' ( Houwen), Leerdam 46' ( Vink), Kasjia 46' ( Van der Struijk ), Van der Heijden 46' ( Van Aanholt), Obradović 70' ( Leerdam), Vejinović 46' ( Gosens), Pröpper 46' ( Bosz), Atsu 46' ( Lieftink), Traoré 46' ( Ibarra), Havenaar 46' ( Qazaishvili), Piazon 46' ( Tsjantoeria) RESERVEBANK: Đurđević |  |
|                                                                                        |                     |           |                                                | | |  |

| vrijdag 10 januari 2014, 18:30                                                           | Hamburger SV | 0-0 (0-0) | Vitesse | Opstelling Hamburger SV | Opstelling Vitesse |  |
| Stadion: Zayed Sports City Stadium, Abu Dhabi Toeschouwers: 150 Arbiter: Ali Hasan Karim |              |           |         | Drobný, Lam 58' ( Diekmeier), Sobiech, Mancienne 60', Jansen, Badelj, Arslan, Beister 53' 58' ( Iličević), Zoua, Van der Vaart , Çalhanoğlu RESERVEBANK: Neuhaus, Westermann, Rincón, Lasogga, Rajković, Tah, Jordan, Brüning | Velthuizen, Leerdam, Kasjia , Van der Heijden, Van Aanholt 63' ( Obradović), Pröpper, Vejinović 73' ( Qazaishvili), Atsu 4', Ibarra, Piazon 37', Traoré 64' ( Đurđević) RESERVEBANK: Meerits, Houwen, Van der Struijk, Tsjantoeria, Havenaar, Vink, Gosens, Bosz, Lieftink |  |
| Stadion: Zayed Sports City Stadium, Abu Dhabi Toeschouwers: 150 Arbiter: Ali Hasan Karim |              |           |         | Drobný, Lam 58' ( Diekmeier), Sobiech, Mancienne 60', Jansen, Badelj, Arslan, Beister 53' 58' ( Iličević), Zoua, Van der Vaart , Çalhanoğlu RESERVEBANK: Neuhaus, Westermann, Rincón, Lasogga, Rajković, Tah, Jordan, Brüning | Velthuizen, Leerdam, Kasjia , Van der Heijden, Van Aanholt 63' ( Obradović), Pröpper, Vejinović 73' ( Qazaishvili), Atsu 4', Ibarra, Piazon 37', Traoré 64' ( Đurđević) RESERVEBANK: Meerits, Houwen, Van der Struijk, Tsjantoeria, Havenaar, Vink, Gosens, Bosz, Lieftink |  |
| Stadion: Zayed Sports City Stadium, Abu Dhabi Toeschouwers: 150 Arbiter: Ali Hasan Karim |              |           |         | Drobný, Lam 58' ( Diekmeier), Sobiech, Mancienne 60', Jansen, Badelj, Arslan, Beister 53' 58' ( Iličević), Zoua, Van der Vaart , Çalhanoğlu RESERVEBANK: Neuhaus, Westermann, Rincón, Lasogga, Rajković, Tah, Jordan, Brüning | Velthuizen, Leerdam, Kasjia , Van der Heijden, Van Aanholt 63' ( Obradović), Pröpper, Vejinović 73' ( Qazaishvili), Atsu 4', Ibarra, Piazon 37', Traoré 64' ( Đurđević) RESERVEBANK: Meerits, Houwen, Van der Struijk, Tsjantoeria, Havenaar, Vink, Gosens, Bosz, Lieftink |  |
|                                                                                          |              |           |         | | |  |

## Jong Vitesse 2013/14
In het seizoen 2013/14 speelde het beloftenelftal onder de naam Jong Vitesse, nadat AGOVV Apeldoorn door faillissement in het vorige seizoen niet langer onderdeel was van de jeugdopleiding.
Jong Vitesse trainde bij de trainingsaccommodatie van Vitesse op Papendal en speelde daar ook haar wedstrijden op het hoofdveld van de accommodatie. Het seizoen begon met de eerste training op 1 juli 2013 onder leiding van trainer André Paus.
Op 28 april 2014 werd Jong Vitesse kampioen van de Beloftendivisie A. De twee duels om het nationaal kampioenschap tegen Jong Feyenoord werden teruggebracht tot een enkel duel, nadat het eerste duel was uitgesteld door een vooronderzoek naar een mogelijk niet speelgerechtigde speler. De wedstrijd werd vervolgens van "neutraal terrein" verplaatst naar de De Kuip, waar de finale met 3–1 verloren ging.

### Staf Jong Vitesse
| Naam            | Functie           |
| --------------- | ----------------- |
| André Paus*1    | Trainer           |
| John Lammers*1  | Trainer           |
| Frank Berghuis  | Assistent-trainer |
| Casper Alferink | Dokter            |
| Jasper Steens   | Fysiotherapeut    |
| Frits Hartemink | Materiaalman      |
| Toon Hendriks   | Elftalleider      |

*1 André Paus vertrok eind januari 2014 om hoofdtrainer te worden bij Valletta FC; John Lammers werd aangesteld als vervanger voor Paus.

### Selectie Jong Vitesse
De selectie van Jong Vitesse in het seizoen 2013/14 staat in de onderstaande tabel. Bij de wedstrijden in de beloftencompetitie en -beker kon deze selectie worden aangevuld met spelers uit het eerste elftal die weinig of geen speeltijd in de eigen competitie gehad hadden.
| Nr. | Naam                         | Positie      |
| --- | ---------------------------- | ------------ |
| 31  | Marijn de Kler               | Verdediger   |
| 32  | Just Berends*1               | Verdediger   |
| 33  | Anderson Santos da Vitória*2 | Verdediger   |
| 35  | Issa Kallon                  | Aanvaller    |
| 36  | Tim Linthorst                | Verdediger   |
| 40  | Robin Gosens*3               | Middenvelder |
| 41  | Roy Talsma                   | Aanvaller    |
| 42  | Mohammed Osman               | Middenvelder |
| 43  | Alex Santos da Vitória*2     | Verdediger   |
| 45  | Gino Bosz                    | Middenvelder |
| 46  | Elmo Lieftink                | Middenvelder |
| 47  | Mohamed Hamdaoui             | Aanvaller    |
| 48  | Jeroen Houwen                | Keeper       |
| 49  | Kai Huisman                  | Aanvaller    |
| 50  | Tom Beissel                  | Verdediger   |
| 51  | Abdel Metalsi                | Verdediger   |
| 52  | Sander van de Streek*4       | Middenvelder |

*1 Just Berends vertrok op de laatste dag van de zomerse transferperiode naar Royal Antwerp FC.

*2 De contracten van tweeling Alex en Anderson Santos da Vitória werden in de winter-transferperiode ontbonden; ze vertrokken naar Botafogo FR.

*3 Robin Gosens werd in januari 2014 voor een half seizoen verhuurd aan FC Dordrecht.

*4 Sander van de Streek keerde eind 2013 terug van verhuur aan FC Flora Tallinn.